# Jules Dalou
Aimé-Jules Dalou, conocido como Jules Dalou fue un escultor francés, nacido en París el 31 de diciembre de 1838 y fallecido en la misma ciudad el 15 de abril de 1902.

## Datos biográficos

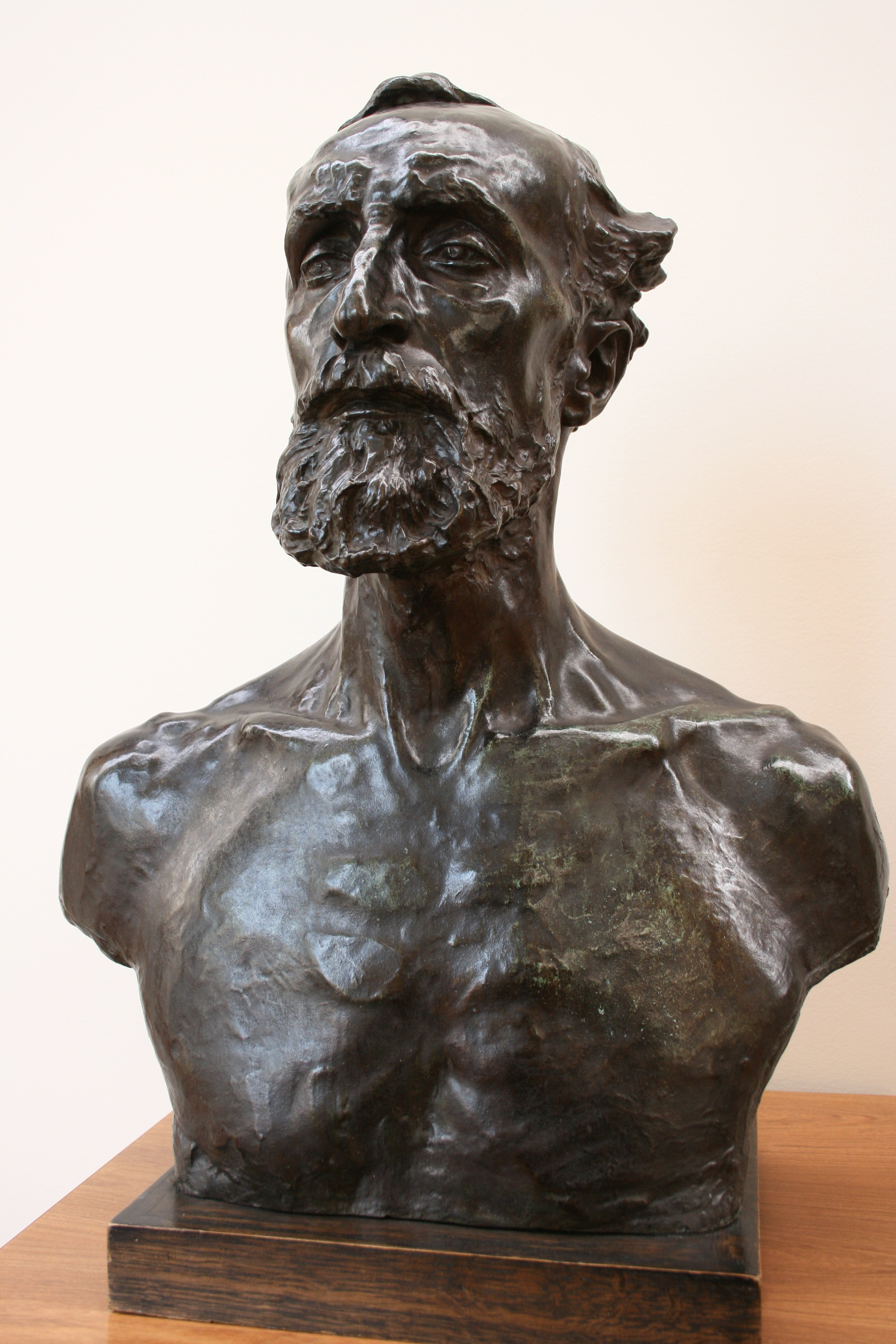
Busto de Dalou por Auguste Rodin

Dalou nació en una familia de artesanos guanteros. Sus padres protestantes lo criaron en la laicidad y el amor a la República.

### Juventud
Jules Dalou mostró desde muy pequeño capacidades para el modelado y el dibujo, lo que le valió la atención de Jean-Baptiste Carpeaux, que le hizo entrar en 1852 en la Petite École, la futura Escuela Nacional de Artes Decorativas (fr), donde siguió las clases de Horace Lecoq de Boisbaudran (fr).
En 1854 fue admitido en la Escuela de Bellas Artes de París, donde estudió pintura en el taller de Abel de Pujol (fr) y escultura en el taller de Duret. Comenzó a ganarse la vida trabajando para decoradores. Gracias al trato con uno de ellos, comenzó su amistad con Auguste Rodin. París estaba cambiando, Dalou se forjó una experiencia trabajando en la capital en importantes proyectos de cantería, para la construcción y decoración de edificios en las avenidas parisinas, así participó en la decoración del Hotel de La Paiva en la avenida de los Campos Elíseos. También trabajó para el taller de joyería de los hermanos Fannière.
Participó en el concurso del Premio de Roma en cuatro ocasiones y fue rechazado cada vez. Esto le hizo tener cierto resentimiento contra las instituciones artísticas oficiales.
Presentó en el Salón de 1869 un Dafnis y Chloe y en el Salón de 1870 la bordadora. Estas dos piezas fueron adquiridas por el Estado.
Durante los años oscuros de su formación, Dalou contrajo matrimonio con Irma Vuillier, una mujer de fuerte carácter que le apoyará de por vida. La pareja tuvo una hija, Georgette, que nació con una discapacidad mental que requirió, hasta su muerte en la Primera Guerra Mundial, de la presencia a su lado de un adulto responsable. Esta es la razón por la que Dalou legó su estudio al Orfanato de las Artes, y es así como en la actualidad, más de 300 obras del escultor están disponibles a los investigadores en depósito del Ayuntamiento de París, que las adquirió al orfanato en 1905.

### La Comuna de París

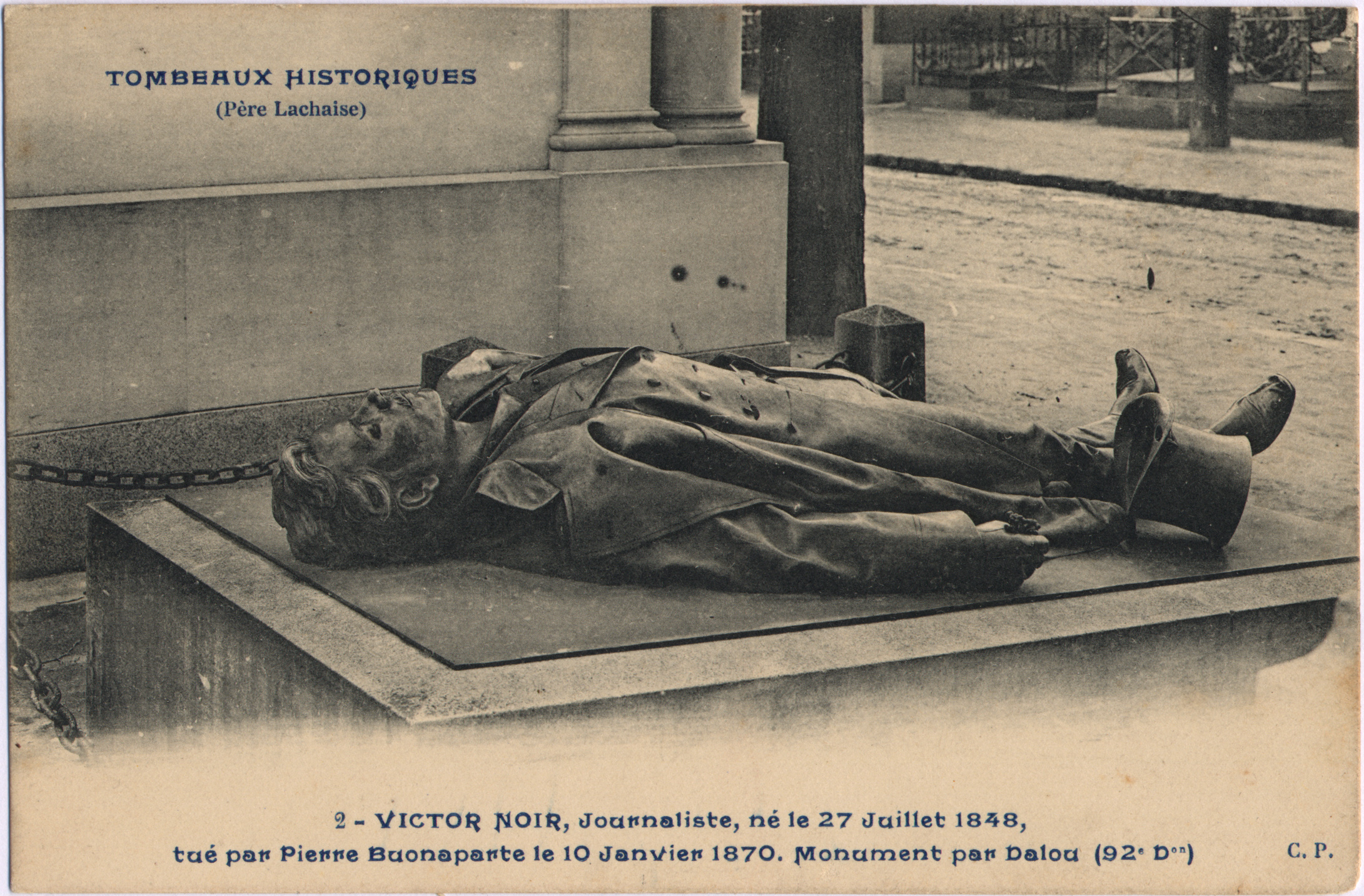
Tumba de Victor Noir, cementerio del Père-Lachaise

El conflicto franco-alemán trastocó el orden del Segundo Imperio Francés y la derrota de la batalla de Sedan, propició la proclamación de la Tercera República Francesa. Dalou se involucró en el combate. Fue oficial en el 83 Batallón de federados. El 18 de marzo de 1871, la Comuna de París estableció un gobierno insurrecto. Gustave Courbet, que había sido elegido en la Federación de Artistas de la Comuna de París, llamó a Dalou y le nombró subdirector interino del Louvre, acompañando a Henry Barbet de Jouy, con la misión de proteger las colecciones del vandalismo. El 17 de mayo Dalou y su familia, para llevar a cabo su supervisión, se instalaron en el museo.

### Exilio de Dalou
Como consecuencia de la semana sangrante de mayo de 1871 -en francés: Semaine sanglante- Dalou, su esposa y su hija estaban en peligro como comuneros, se vieron forzados al exilio y a solicitar asilo. El 6 de julio del mismo año, pudieron partir hacia Inglaterra y fueron recibidos por el artista Alphonse Legros, que era antiguo compañero de clase de Dalou en la Petite École. En Londres, vivieron unos primeros años difíciles, pero gracias a la ayuda que les ofreció Legros, muy integrado en la city, hizo una serie de estatuillas de terracota inspiradas en personajes de campesinas de Boulon, o temas íntimos (lectora, mecedora) y retratos de la aristocracia inglesa. Recibió el encargo de la ejecución de una fuente pública llamada Charity -Caridad- cerca de la Bolsa Real de Londres, y el de un monumento para la reina Victoria dedicado a sus nietos ubicado en la capilla privada de Frogmore en el castillo de Windsor. A finales de 1874, Dalou encontró trabajo como docente de modelado en la National Art Training School. Su influencia fue decisiva para la generación de escultores británicos de la llamada Nueva Escultura (New Sculpture).
Durante este exilio, el gobierno francés decidió enviar el bronce de la bordadora, integrando la selección oficial de Francia para la Exposición Universal de Filadelfia (1876). Pero, a pesar de las propuestas por parte de sus colegas ingleses, Dalou se negó a exponer sus obras en la sección de Inglaterra del Salón en Francia, al no querer exponer en un pabellón extranjero en su propio país. Sir Lawrence Alma-Tadema en 1876, pintó un retrato de la familia Dalou, en él aparece la hija en primer plano, Irma y Aimé Jules asomado sobre el hombro de su mujer.
El 1 de mayo de 1874, el tercer Consejo de Guerra de París lo había condenado a trabajos forzados a perpetuidad in absentia, por sus funciones como oficial en la Comuna y su puesto de administrador adjunto del Louvre. Se negó a pedir perdón y no fue hasta mayo de 1879, después de ser indultado por el presidente Jules Grevy, cuando Dalou y su familia pudieron finalmente regresar del exilio.

### Regreso a Francia

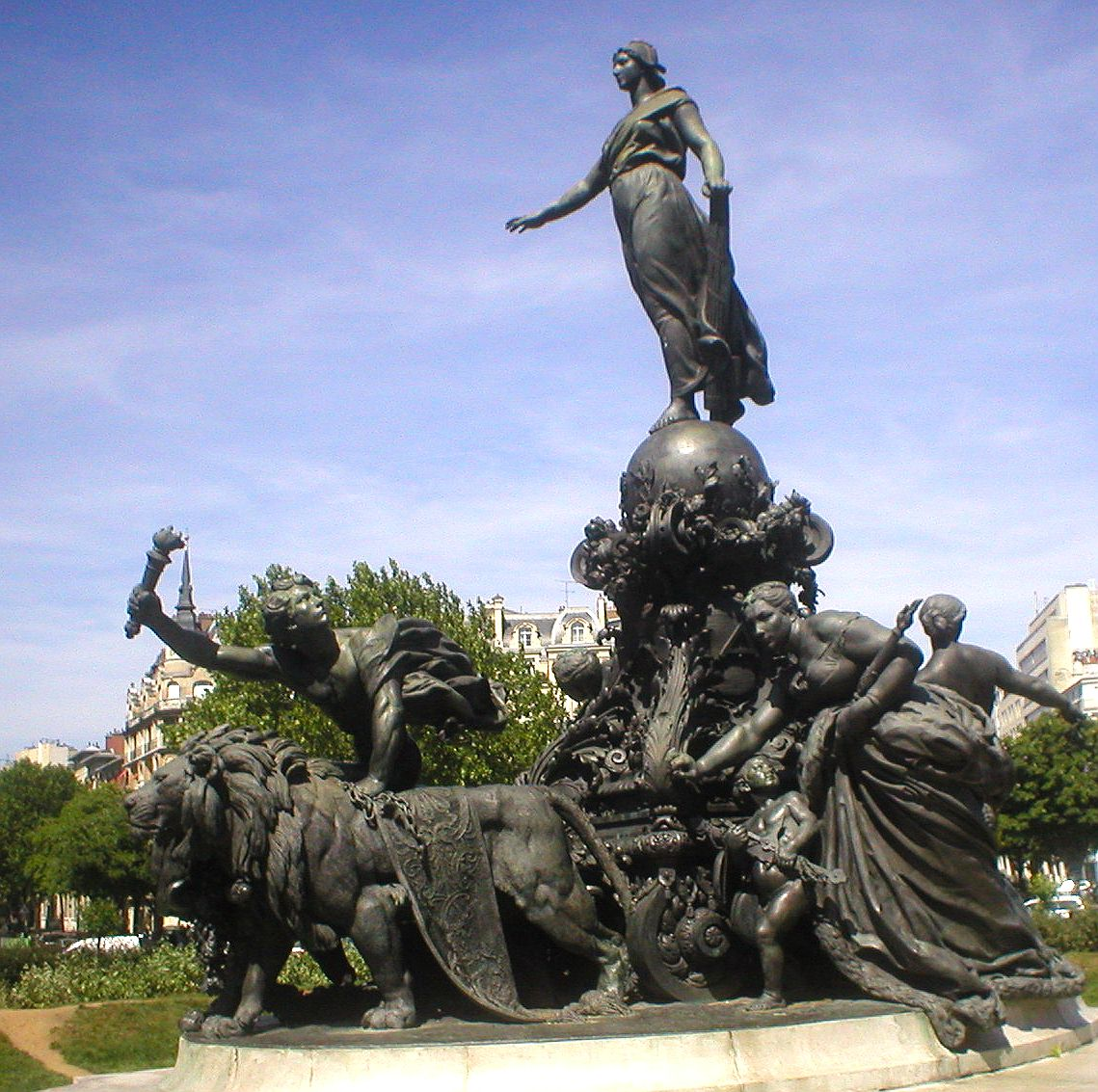
Le Triomphe de la République (1899), Plaza de la República

Dalou regresó a Francia después de haber competido por una estatua monumental de la República para la Plaza de la República en París. El proyecto enviado por Dalou no coincidía con los criterios requeridos y el jurado finalmente eligió el proyecto de los hermanos Morice. Sin embargo, su grupo El triunfo de la República -en francés: Le Triomphe de la République- fue admitido por el municipio para ser levantado en la Place du Trone, rebautizada como Plaza de la Nación en 1880. Dalou dedicó veinte años para la realización de este monumento.
Los años 1881 y 1882 fueron difíciles, durante ese período retomó su actividad de escultor y decorador para Cruchet. Colaboró en varias ocasiones con el ceramista Ernest Chaplet, pero el Salón de 1883, finalmente le dio a conocer al público francés. Allí expuso los modelos en yeso para sus dos altorrelieves: La Hermandad de los Pueblos (también conocida como la República) y Mirabeau responde a Dreux-Brézé, por el que fue galardonado con la Medalla de Honor. Hoy en día la Hermandad de los Pueblos de mármol se conserva en los depósitos del Petit Palais y el bronce de Mirabeau responde a Dreux-Brézé que fue adquirido por el Estado, está expuesto en la sala de Casimir-Perier en la Cámara de Diputados.

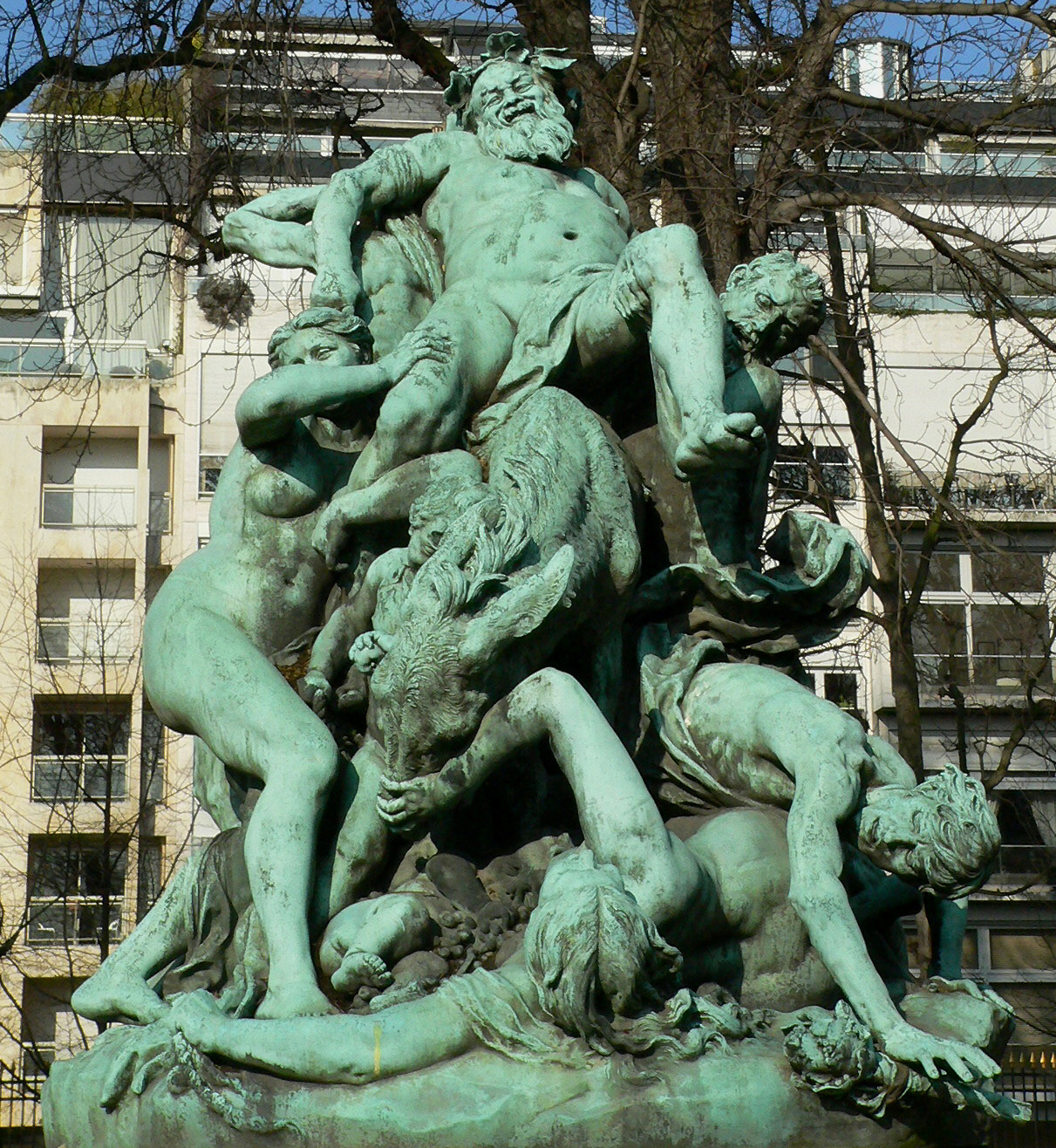
Le triomphe de Silène, Jardín del Luxemburgo

Huyendo del mundo y viviendo en familia, Dalou se involucró en muchos trabajos. En homenaje al pintor cuya obra admira, realizó el monumento de Eugène Delacroix, en el Jardín del Luxemburgo, obra de 1890. Entre 1891 y 1896 realizó el monumento a Jean-Charles Alphand, que fue inaugurado en la Avenida Foch; el dedicado al químico Boussingault (fr) para la Escuela de Artes y Oficios, obra de 1895; el de Edme Jean Leclaire (fr) en la square des Epinettes (fr) de París, obra de 1896; el monumento fúnebre a Charles Floquet en el cementerio del Père-Lachaise de 1897; el de la batalla de Sidi-Brahim para Oran en 1898; el de Lazare Hoche en Quiberon en 1902. También diseñó un proyecto para un monumento a Victor Hugo en el Panthéon (1886), un proyecto para un monumento a la Justicia para el Palais Bourbon (1892), y un proyecto de monumento a los Oradores para el Panteón (1896-1898), ninguno de los tres realizado.
Le fueron encargadas las efigies de Auguste Blanqui (1885) y Victor Noir (1890); también en 1885 el medallón en bronce del sindicalista Charles Amouroux (fr); visibles los tres en el cementerio del Père-Lachaise.

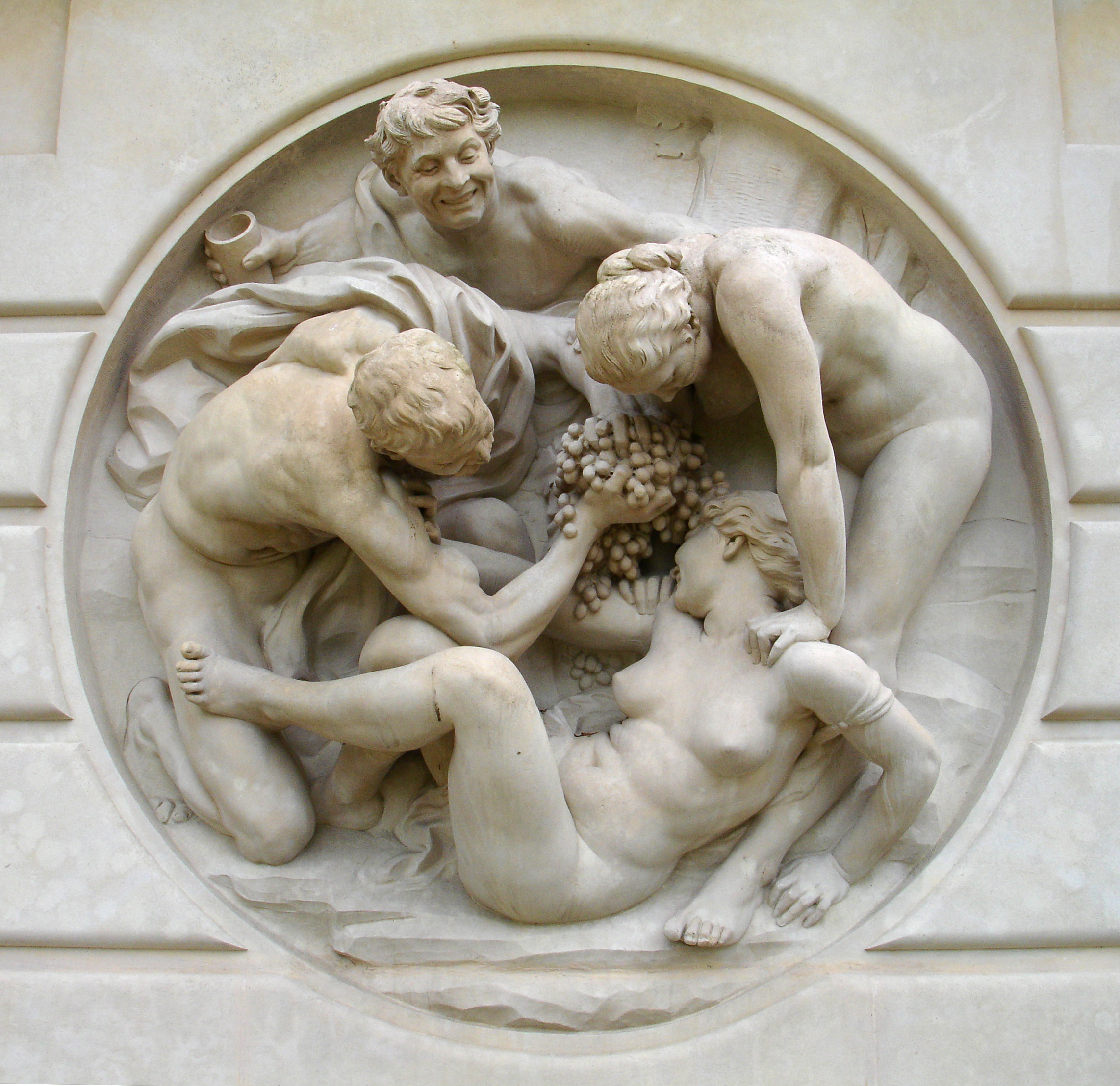
Bacchanale - Bacanal de la fuente del Jardín de los invernaderos de Auteuil

Nos hace sentir su admiración por la pintura de Pedro Pablo Rubens, en su grupo del triunfo de Sileno colocado en el Jardín de Luxemburgo (1885). La ciudad de París encargó la estatua de Antoine Lavoisier en el gran anfiteatro de la Sorbona (1887), la fuente de la Bacanal del Jardín de los invernaderos de Auteuil (1895-1898), la estatua de la Canción -la Chanson- en el Ayuntamiento de París, que reproduce los rasgos de la cantante Yvette Guilbert (1895).

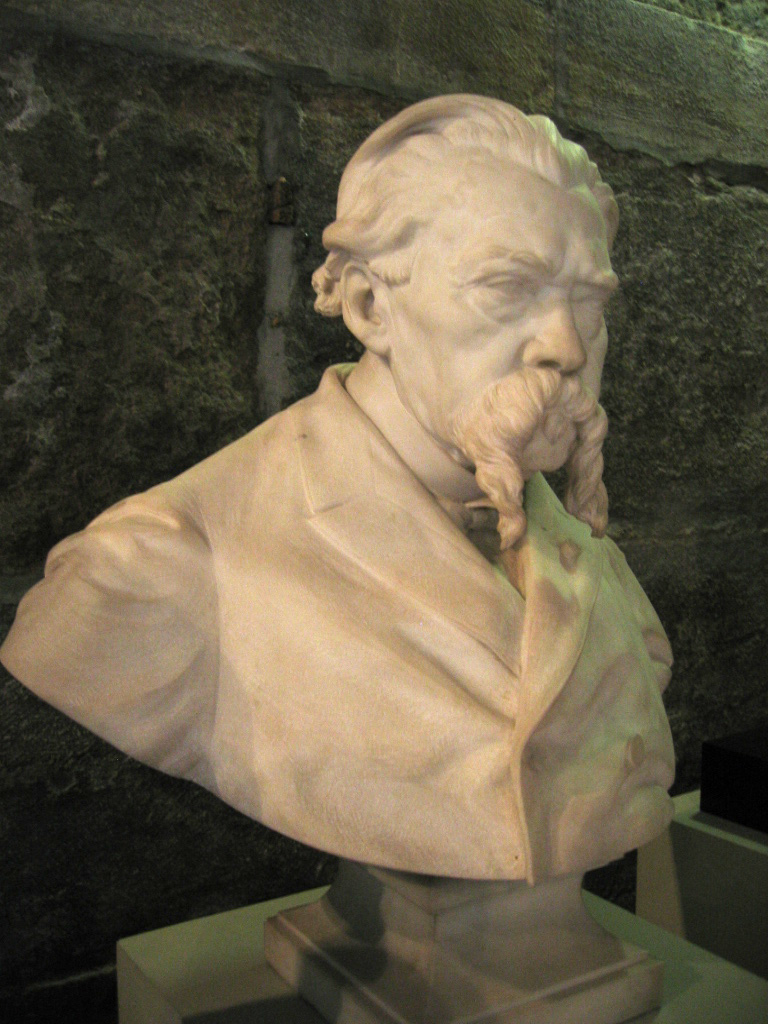
Busto de Jean Gigoux, museo de Bellas Artes y Arqueología de Besançon (fr)

Entre los muchos bustos que él produjo después de su regreso a Francia, se pueden mencionar los de Charcot (1884), Auguste Vacquerie (1885), Henri Rochefort (1888), Gustave Courbet (1890), Albert Liouville (1890), Mademoiselle Gilardi (1890), Ernest Cresson (1897), Paul Richer (1900), Jean Gigoux (1900), y Marie Laurent (inacabado, 1901).
Para la Exposición Universal de París de 1889, conocida como la Exposición del Centenario, se inauguró en la Plaza de la Nación, el yeso (teñido de color bronce) del grupo alegórico El triunfo de la República, encargado por el Ayuntamiento de París diez años antes en 1879. Aunque la versión en bronce del grupo fue inaugurada en 1899, esta obra ganó el Gran Premio de Esculturas de la Exposición.
Dalou dejó la Sociedad de Artistas Franceses en 1890, para exponer en la Sociedad Nacional de Bellas Artes de la que fue miembro fundador junto a Meissonier, Rodin y Puvis de Chavannes.
Nombrado caballero de la Legión de Honor en 1883, posteriormente oficial durante el mandato del presidente Carnot en 1889 y Comendador de la orden en 1899 por el presidente Loubet, coincidiendo con la inauguración del monumento al Triunfo de la República.

### El monumento a los trabajadores

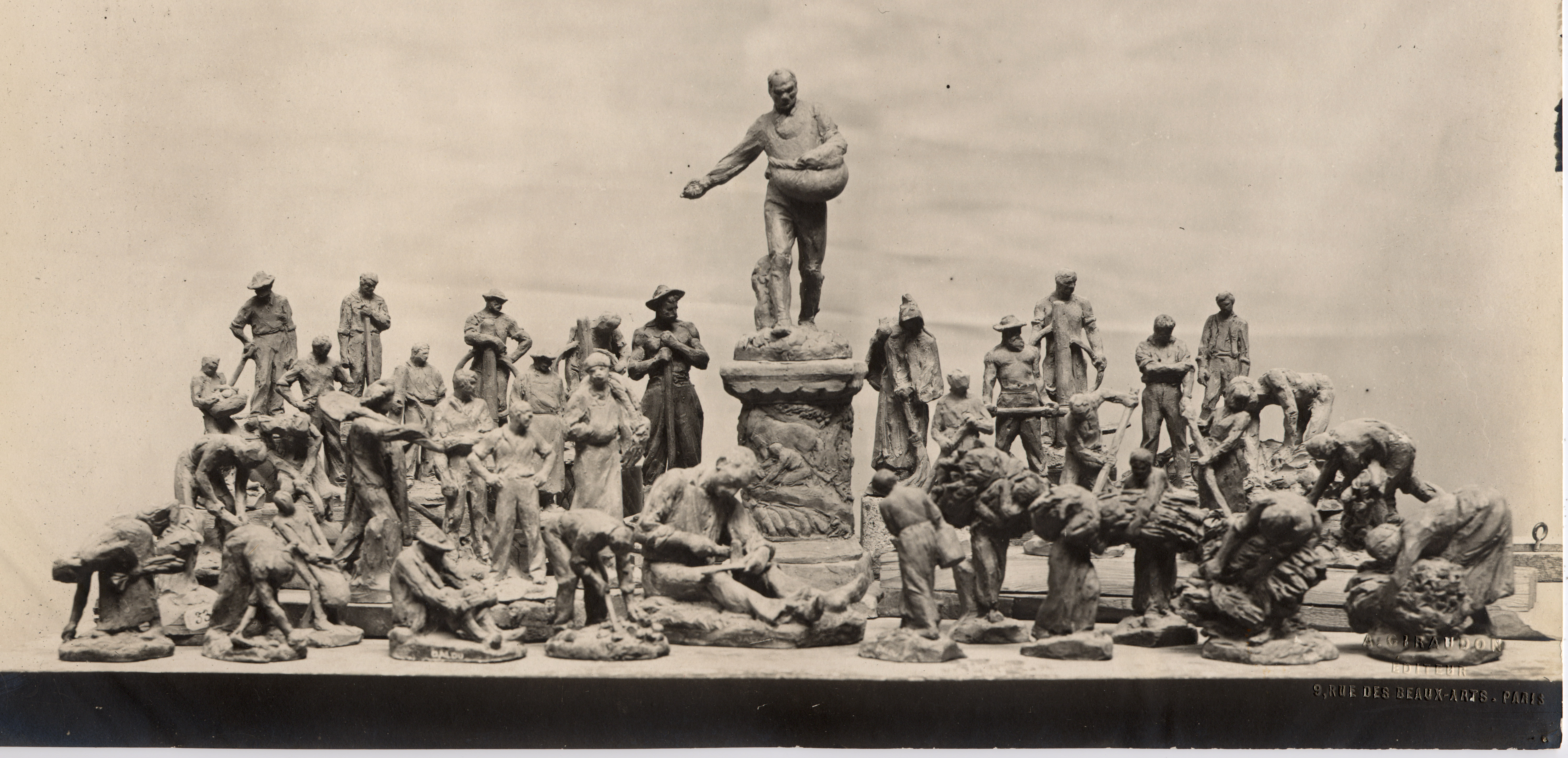
Modelo para el Monument aux Travailleurs, Museo del Petit Palais

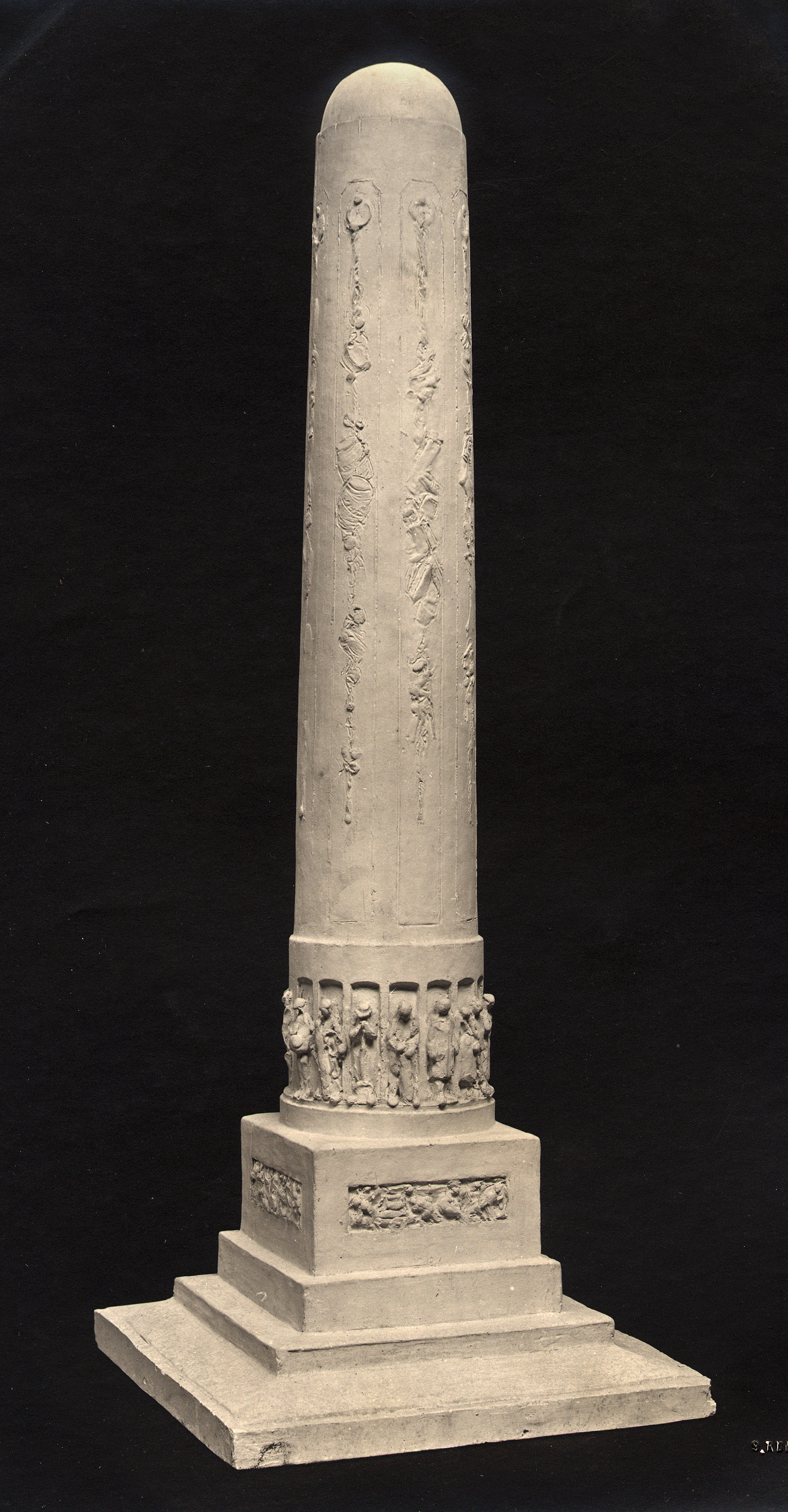
Modelo para el Monument aux Travailleurs, Museo del Petit Palais

No tuvo tiempo de completar su último gran proyecto, un monumento a los trabajadores (o Monumento a los obreros), la idea se le ocurrió en 1889 después de la primera exposición del Triunfo de la República. La formalidad de la ceremonia y los desfiles militares mantuvieron a un lado a la gente durante aquel evento oficial. Dalou se sintió decepcionado. Fiel a su ideal republicano, se esperaba que aquella inauguración fuese la excusa para una gran fiesta popular y democrática (lo que fue durante la inauguración del bronce en 1899). Su idea era rendir homenaje al mundo de los obreros, artesanos y campesinos, dedicándoles esta obra de la que son el tema central. Al final de su carrera, describió este proyecto como sigue: 

"Creo que por fin he encontrado el monumento a los trabajadores que quiero desde 1889. La disposición general será la insignia que Príapo , dios de los jardines, símbolo de la creación, cuna y tumba final de los pobres, también chimenea de la fábrica, la prisión donde su vida se va. Sobrio, sin moldura o adorno, deseo que tenga un aspecto grave y majestuoso, si es posible, que el tema requiere. ¿Lo ejecuto? Esa es la pregunta. Soy viejo y mi salud es muy débil. "

Los numerosos dibujos del monumento se encontraban en su estudio después de su muerte y se guardan ahora en el Petit Palais. La estatua del Gran Campesino (Grand Paysan en el Museo de Orsay) prefigura en escala menor, los personajes que planeaba poner en dieciséis nichos que rodean la columna, el conjunto debía medir 32 metros de altura.

### Obras póstumas
Después de su muerte, Camille Lefèvre terminó el monumento al presidente francés Léon Gambetta de la ciudad de Burdeos (1904) y realizó a partir de los bocetos de Dalou el monumento a Émile Levassor, también llamado el Monumento del Automovilista, en la Porte Maillot (1907).
El monumento a Auguste Scheurer-Kestner fue completado por los colaboradores de Dalou a partir de los modelos en yeso de las figuras en el tamaño, que estaban trabajadas totalmente a mano por el artista. Este monumento fue inaugurado en 1908 en el Jardín del Luxemburgo.
Dalou descansa en el cementerio de Montparnasse.

## Obras monumentales

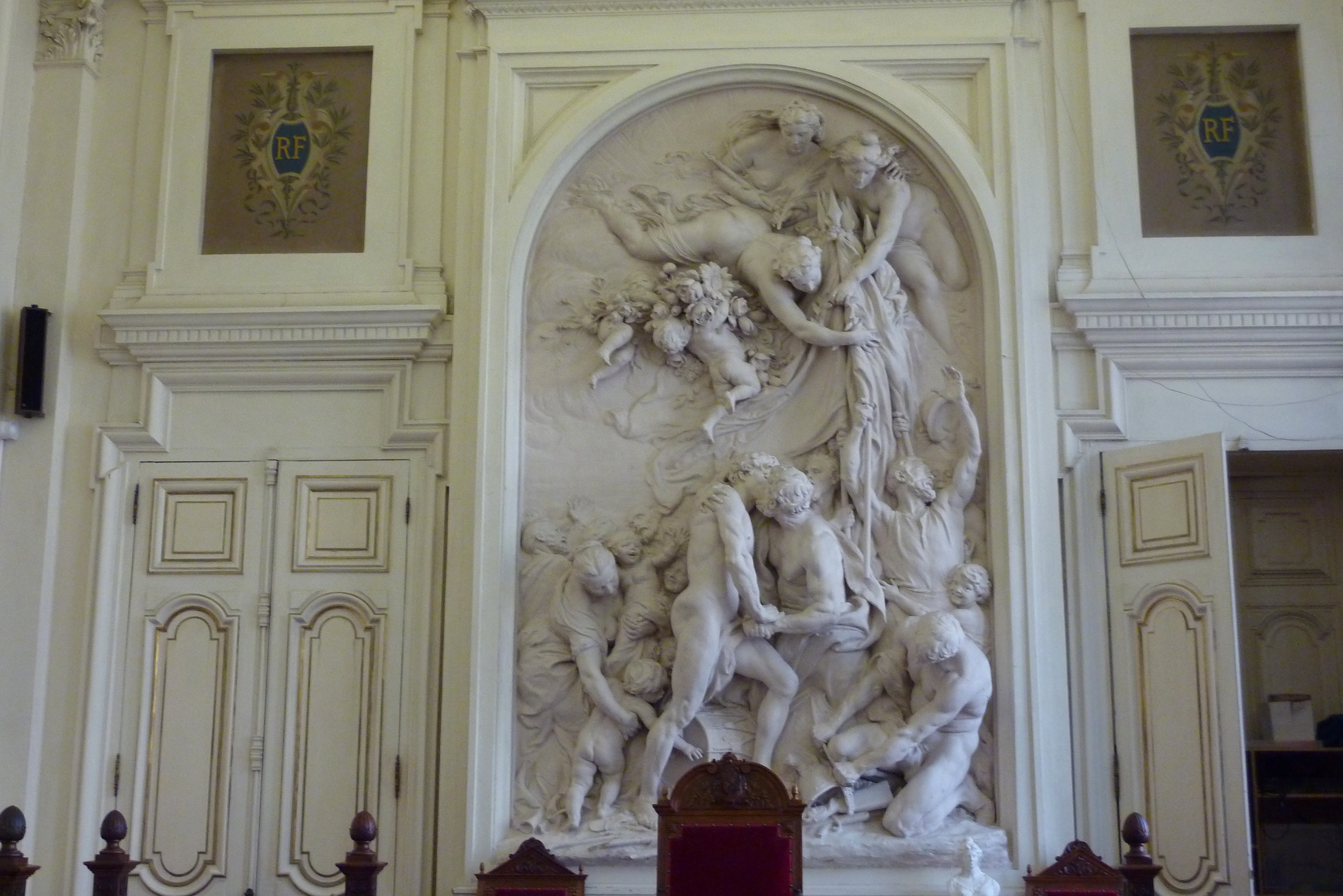
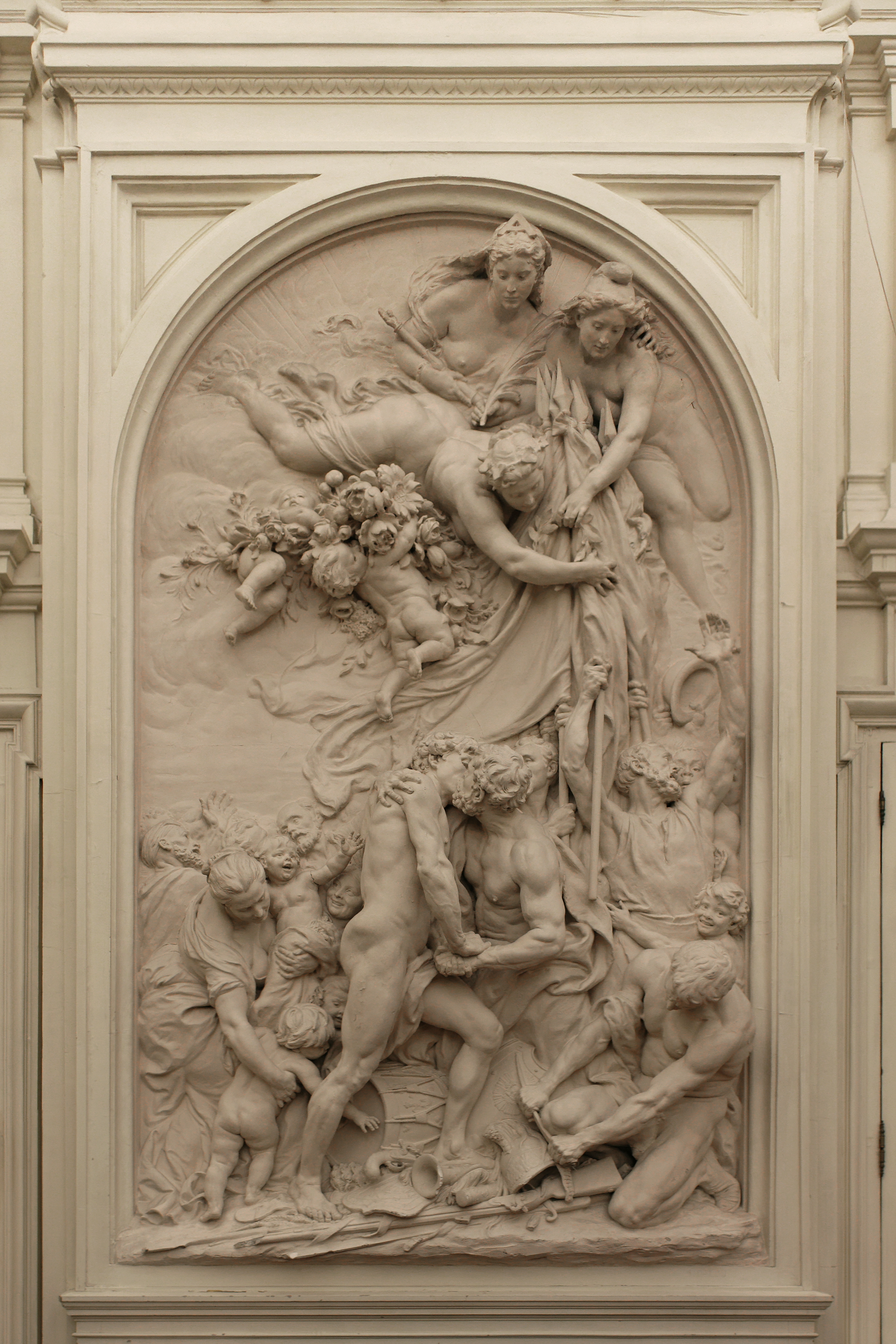
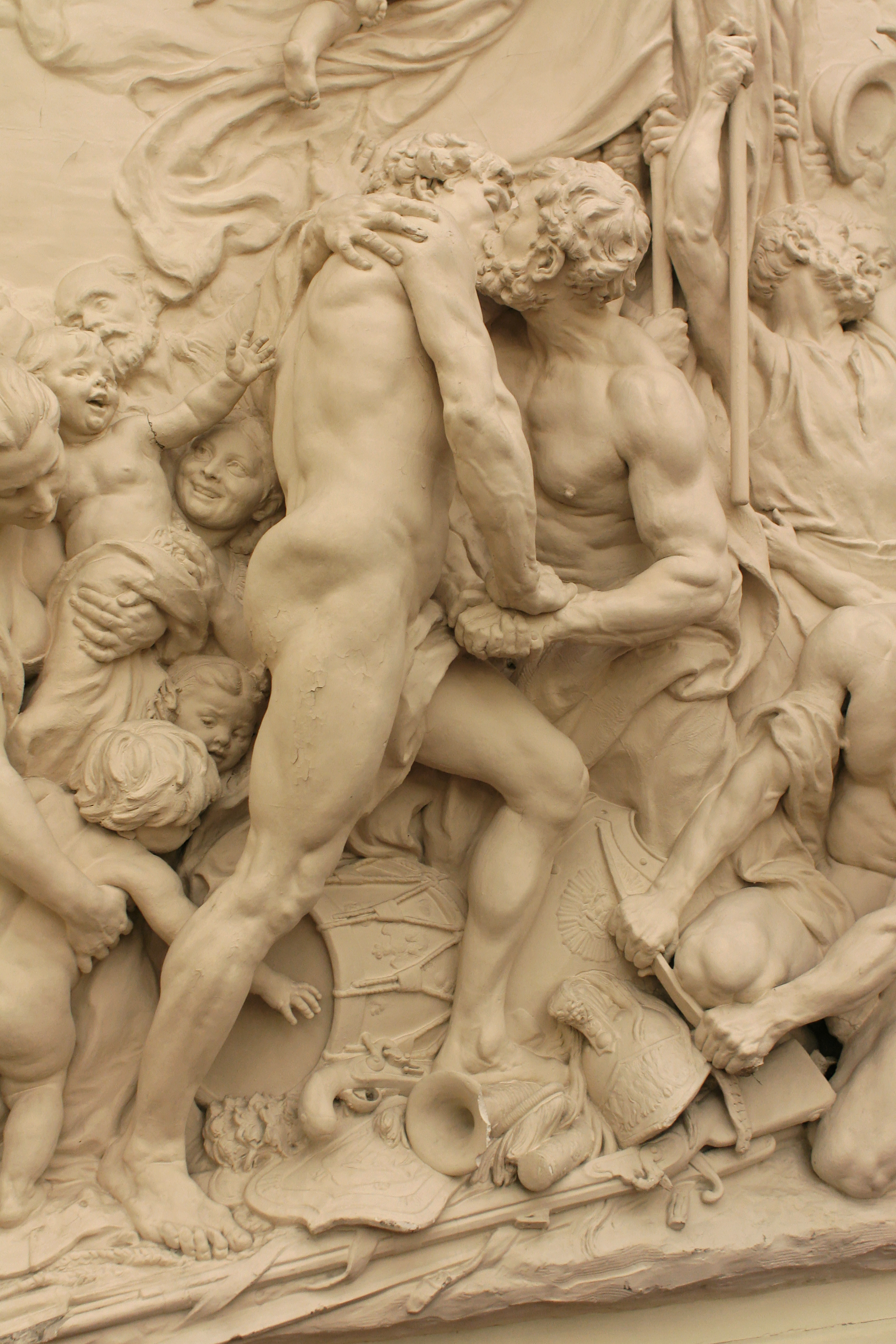

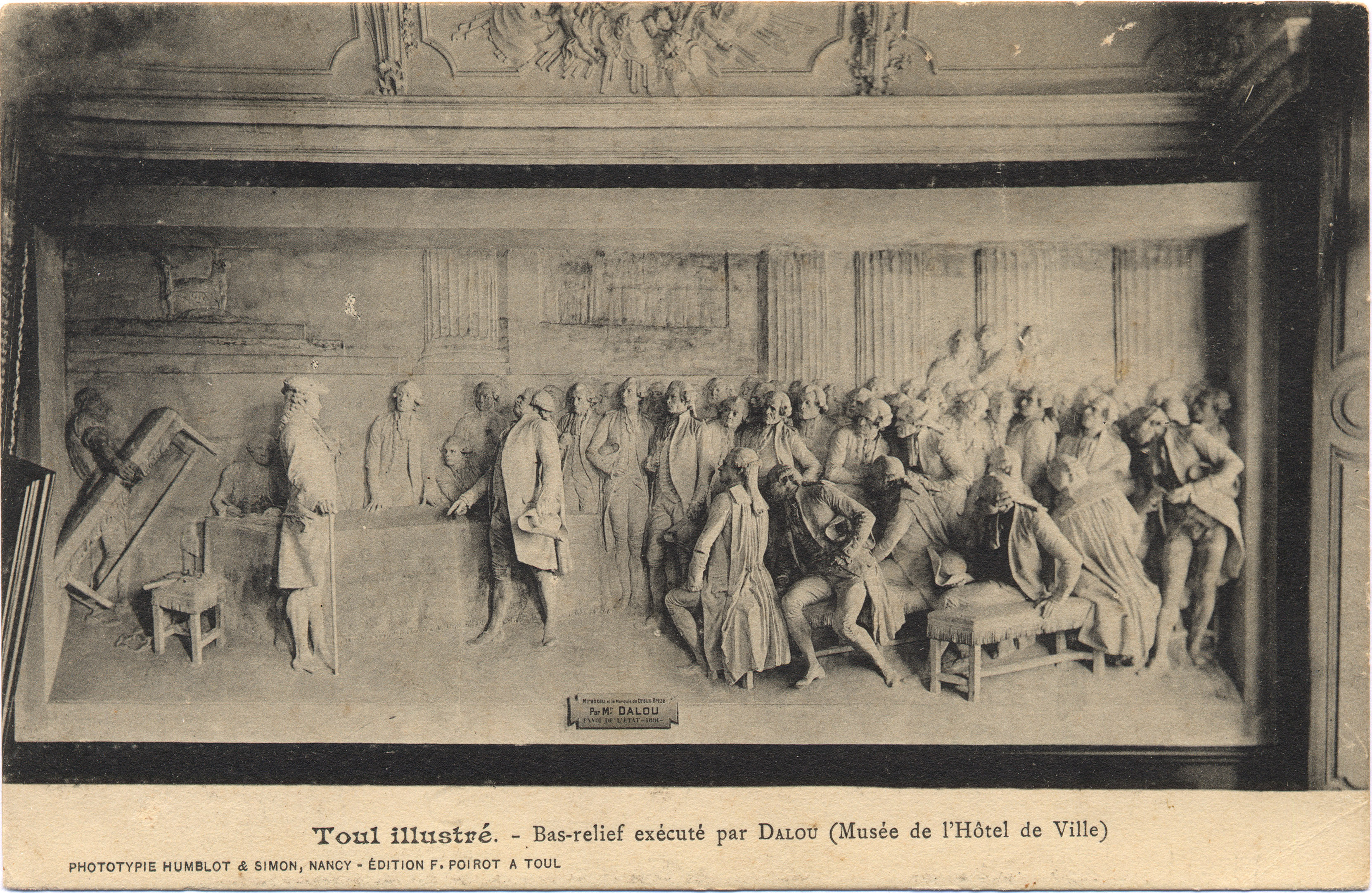
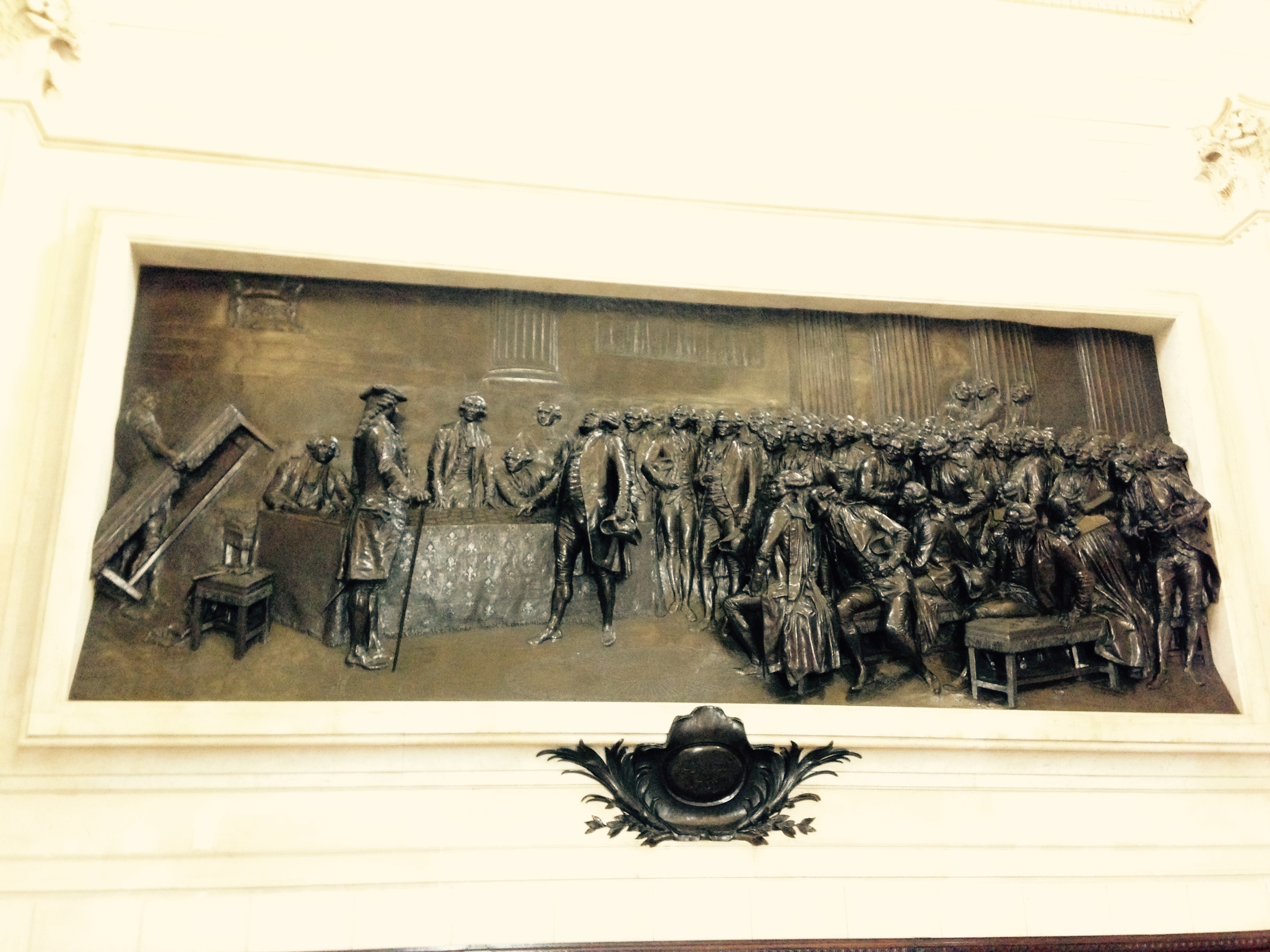

- La Fraternité des Peuples

La Fraternidad de los Pueblos (1883), altorrelieve en yeso en la sala de matrimonios del Ayuntamiento del X Distrito de París. 48°52′18″N 2°21′26″E / 48.87167, 2.35722
- Mirabeau répondant à Dreux-Brézé

Honoré Mirabeau respondiendo a Dreux-Brézé (modelo de yeso, 1883), altorrelieve en bronce (1890), sala Casimir-Perier en el Palais Bourbon. La escena hace referencia al momento en que Mirabeau dijo: 

"¡Sí, señor mío, hemos oído lo que se ha inspirado al rey! Pero vos que no podéis ser ante los Estados el intérprete de su voluntad; vos, que no tenéis aquí asiento ni derecho a hablar, no tenéis autoridad para recordarnos sus palabras. Pero para ser claro y breve, os digo, que si os han encargado echarnos de aquí, habréis de emplear la fuerza: pues sólo cederemos ante la fuerza de las bayonetas."

- Monumento funerario de Auguste Blanqui (1885), cementerio del Père-Lachaise. 48°51′40″N 2°23′45″E / 48.86111, 2.39583

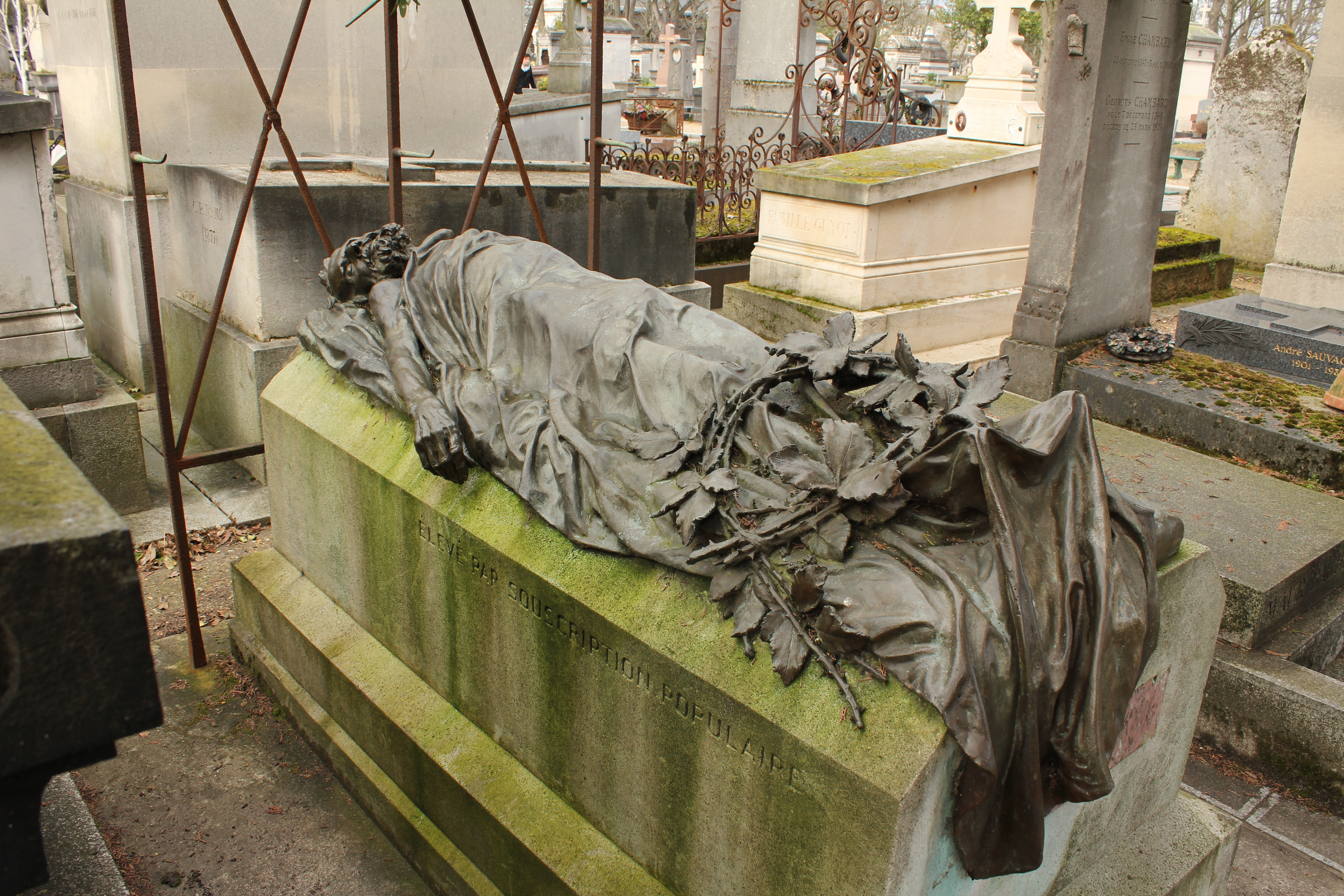
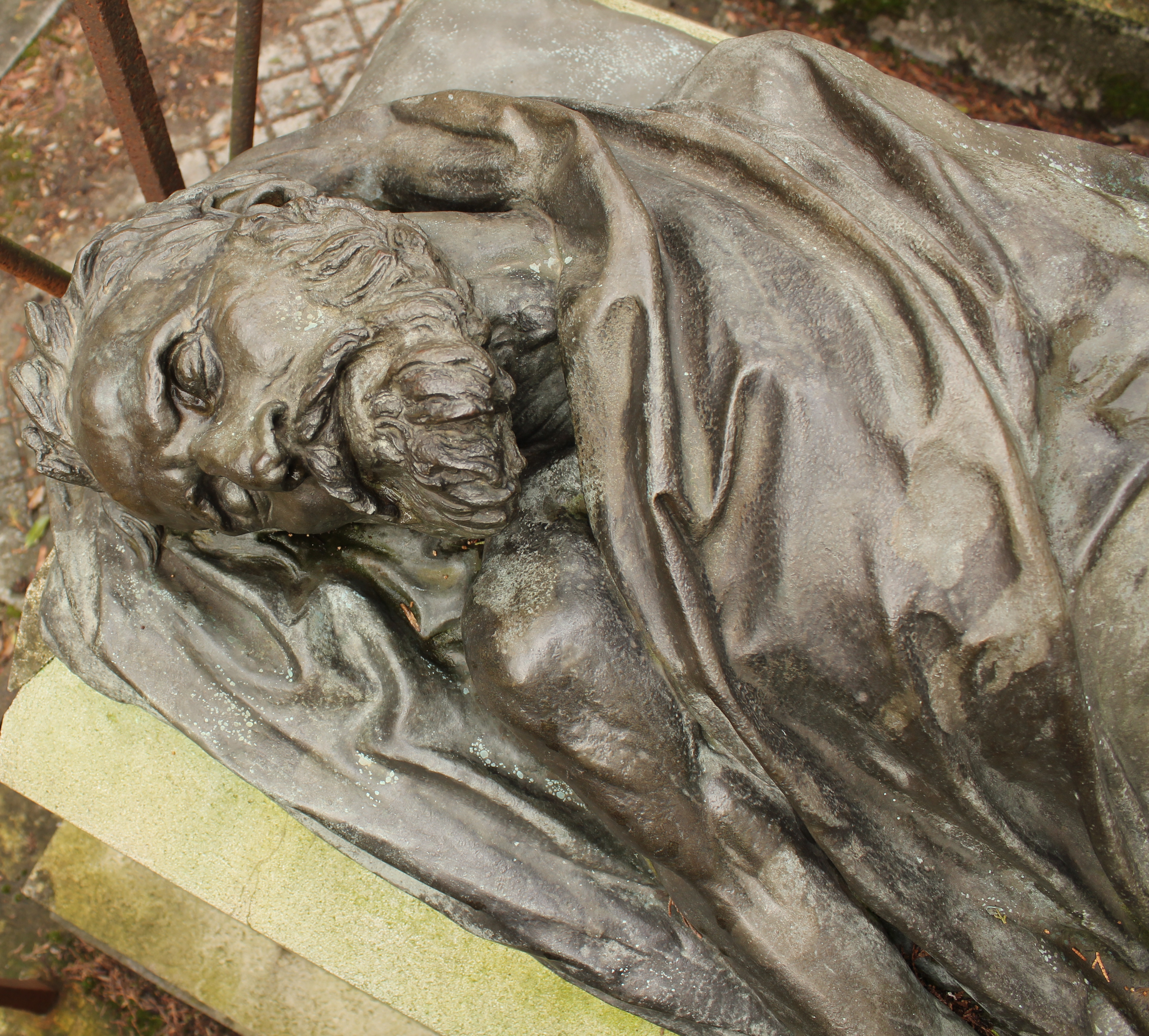
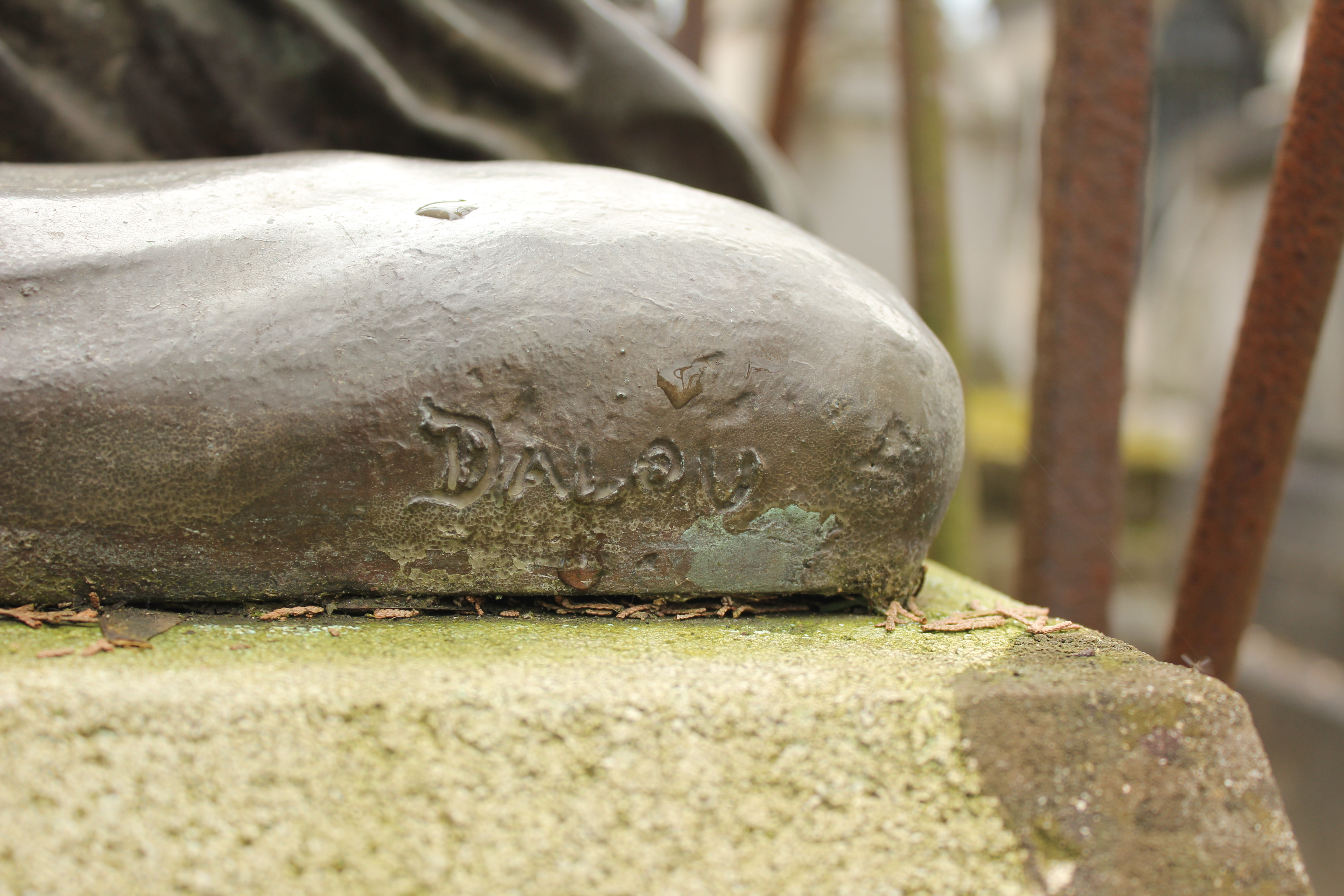

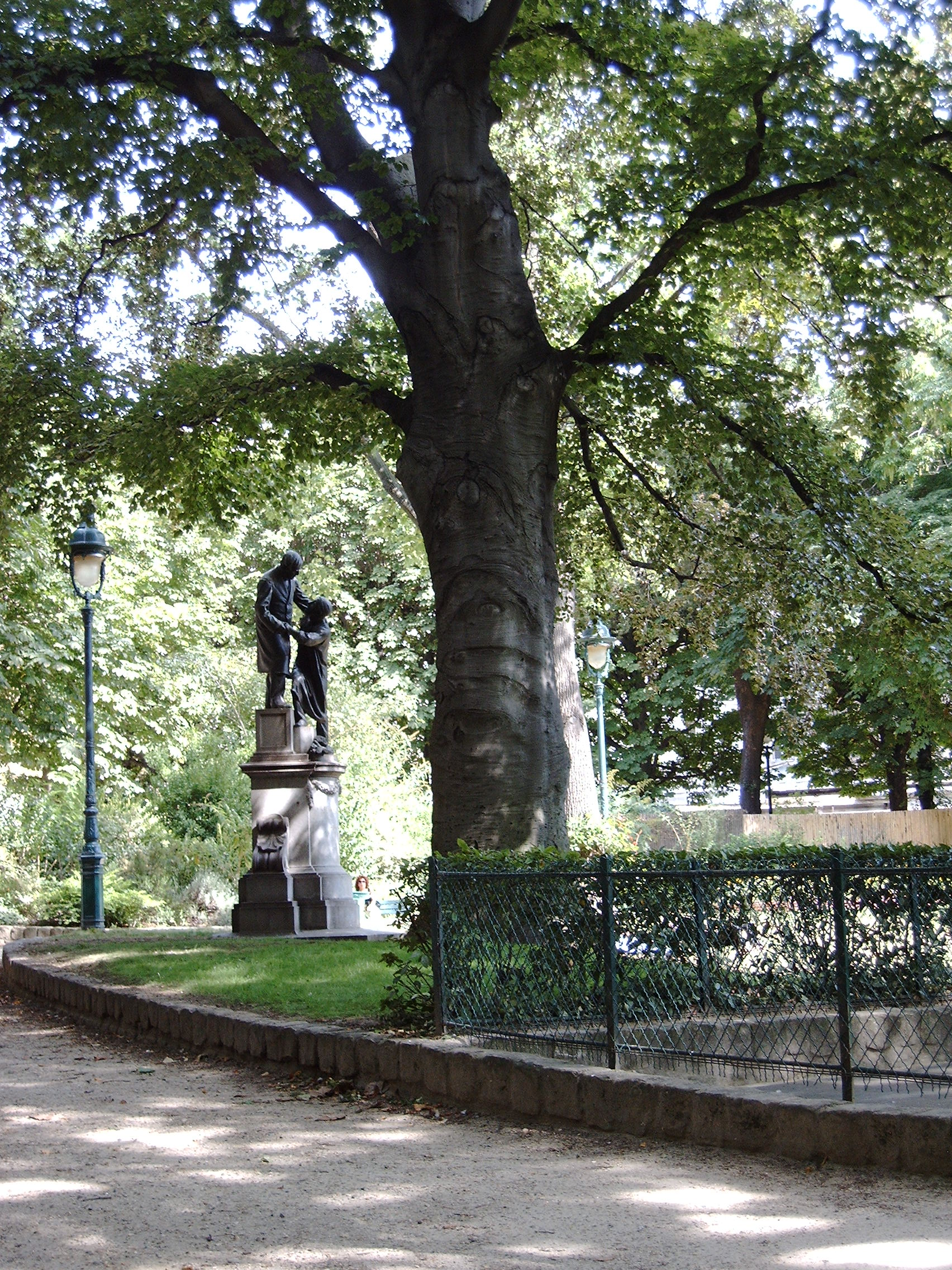
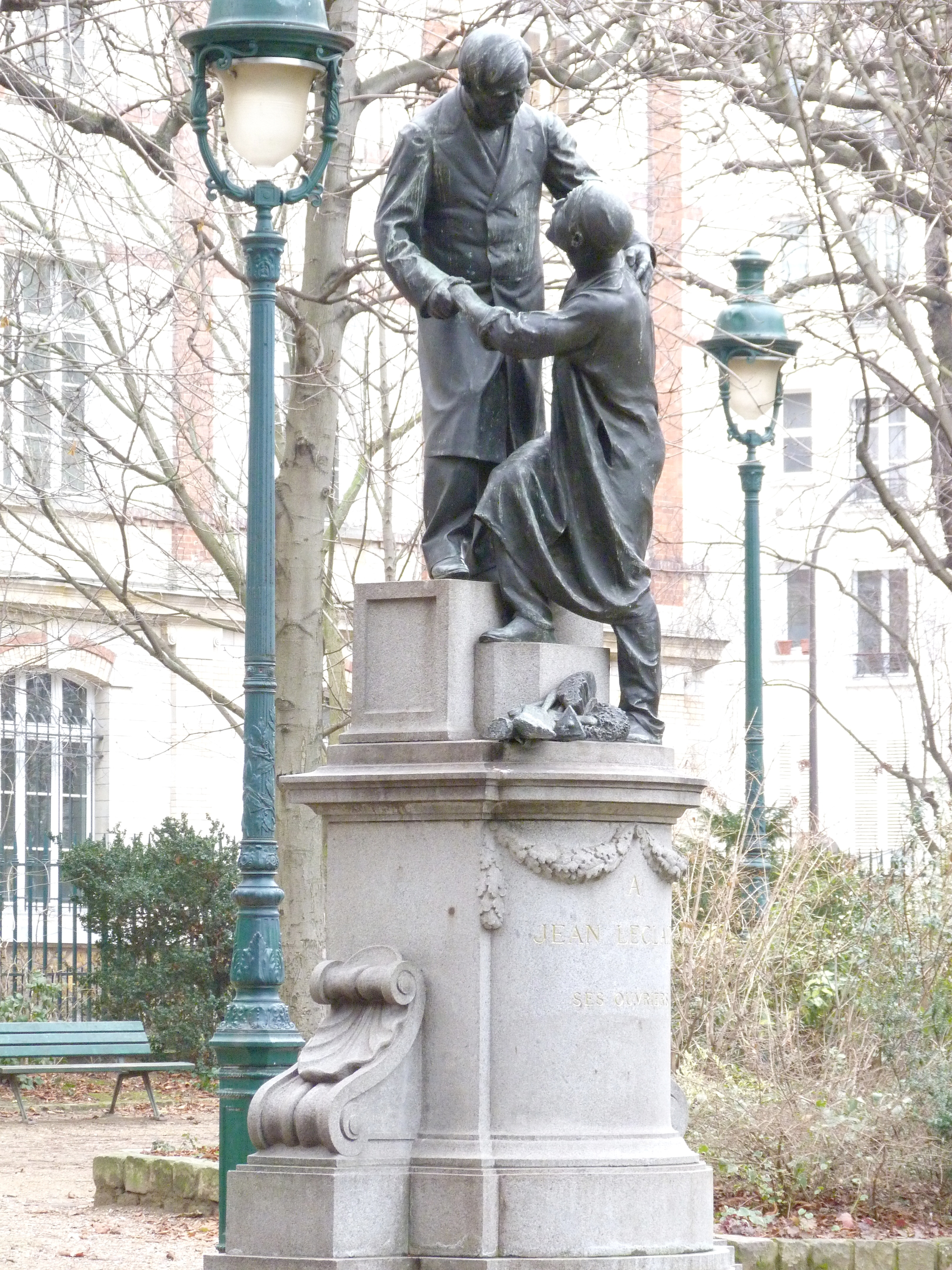
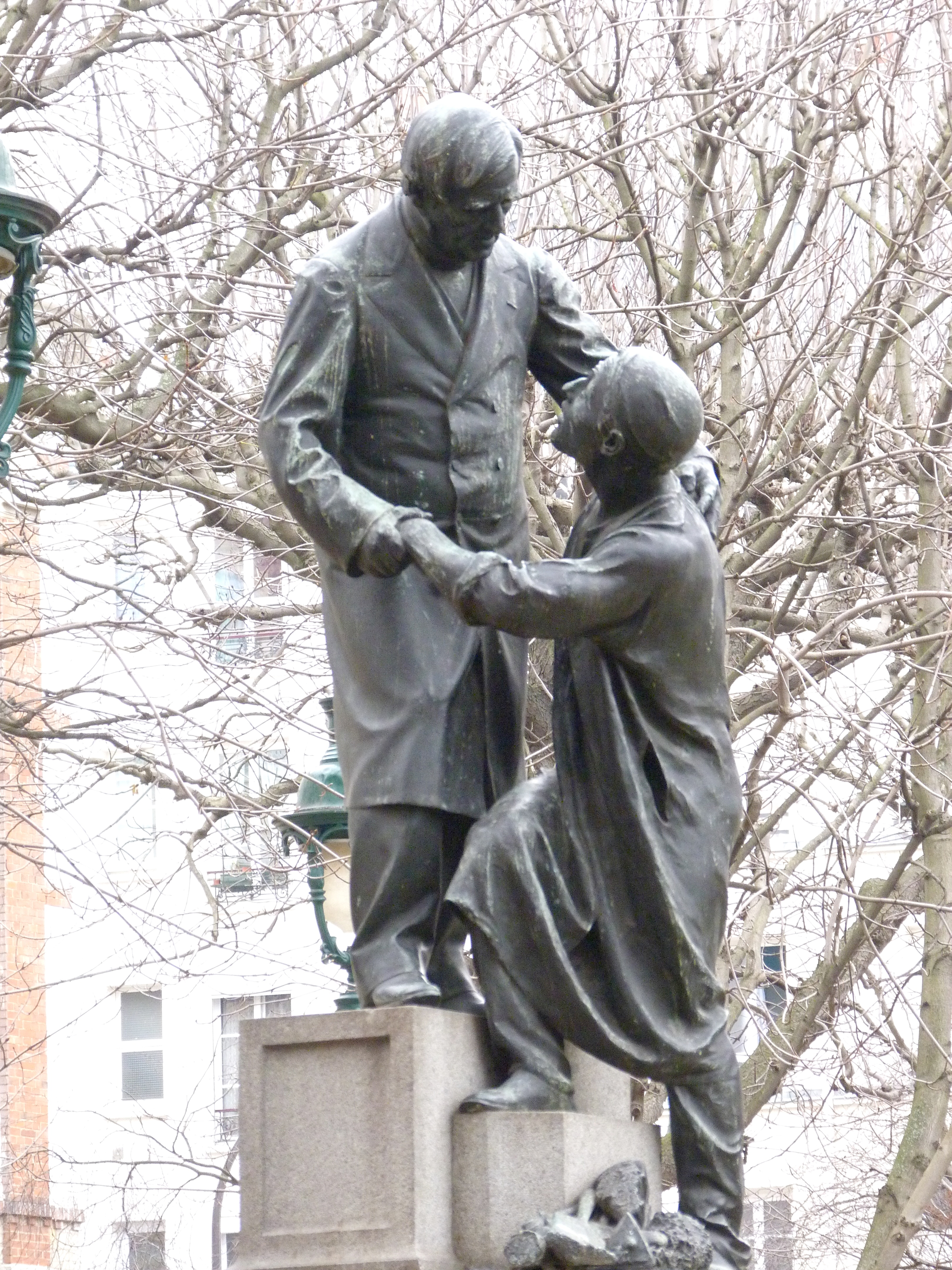

- Monumento a Eugène Delacroix (1890), Jardín del Luxemburgo. 48°50′47″N 2°20′13″E / 48.84639, 2.33694

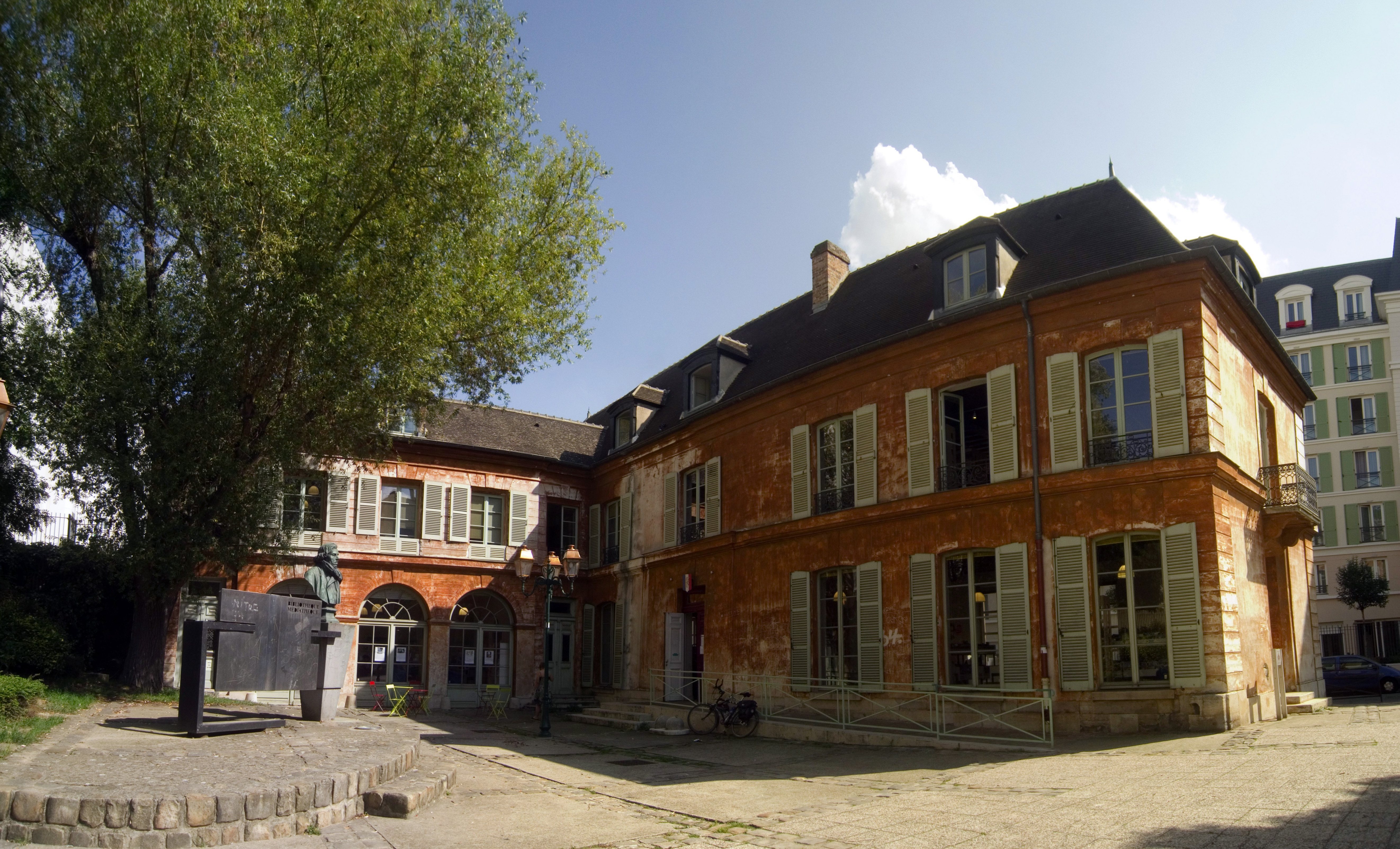
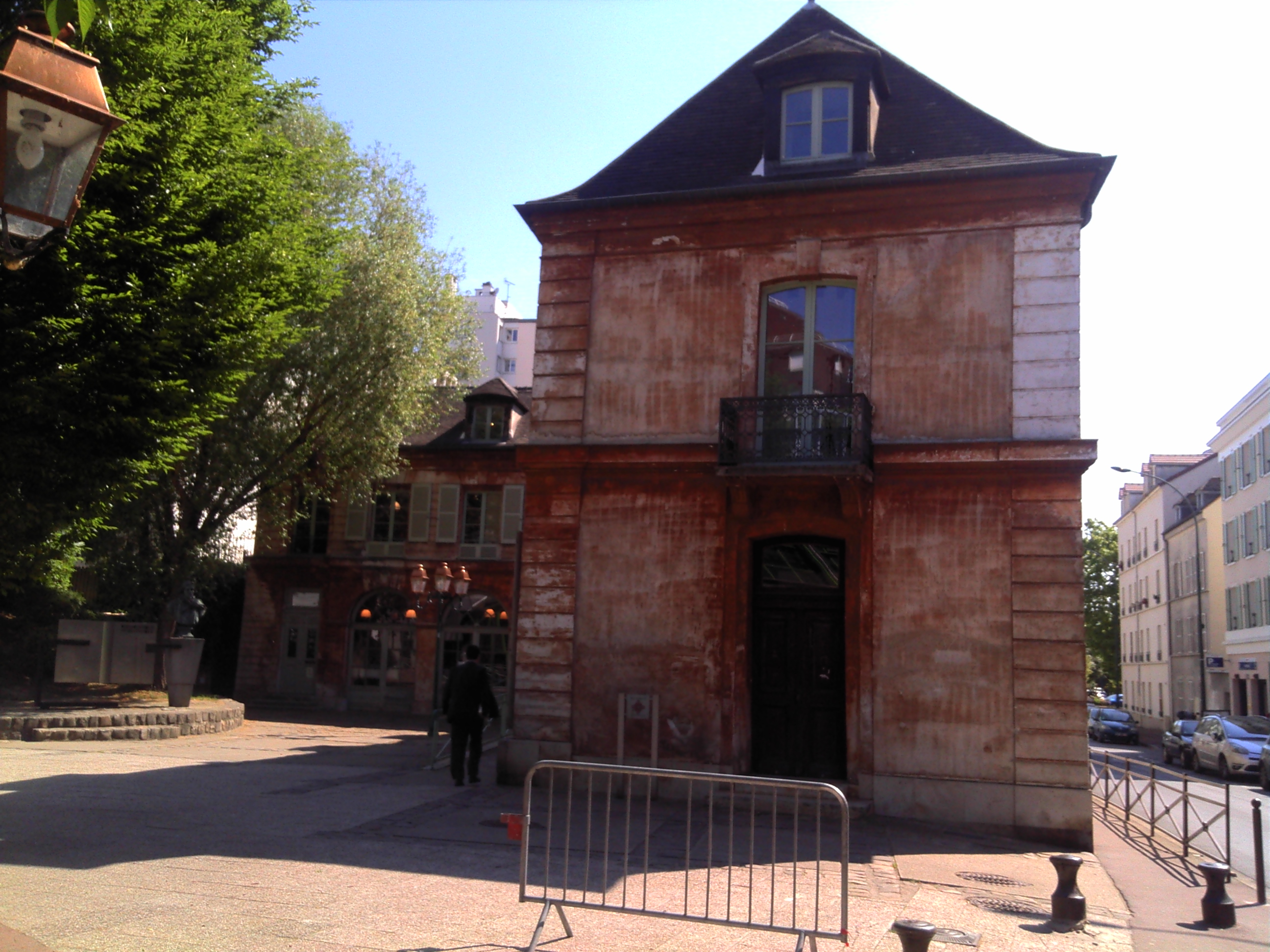

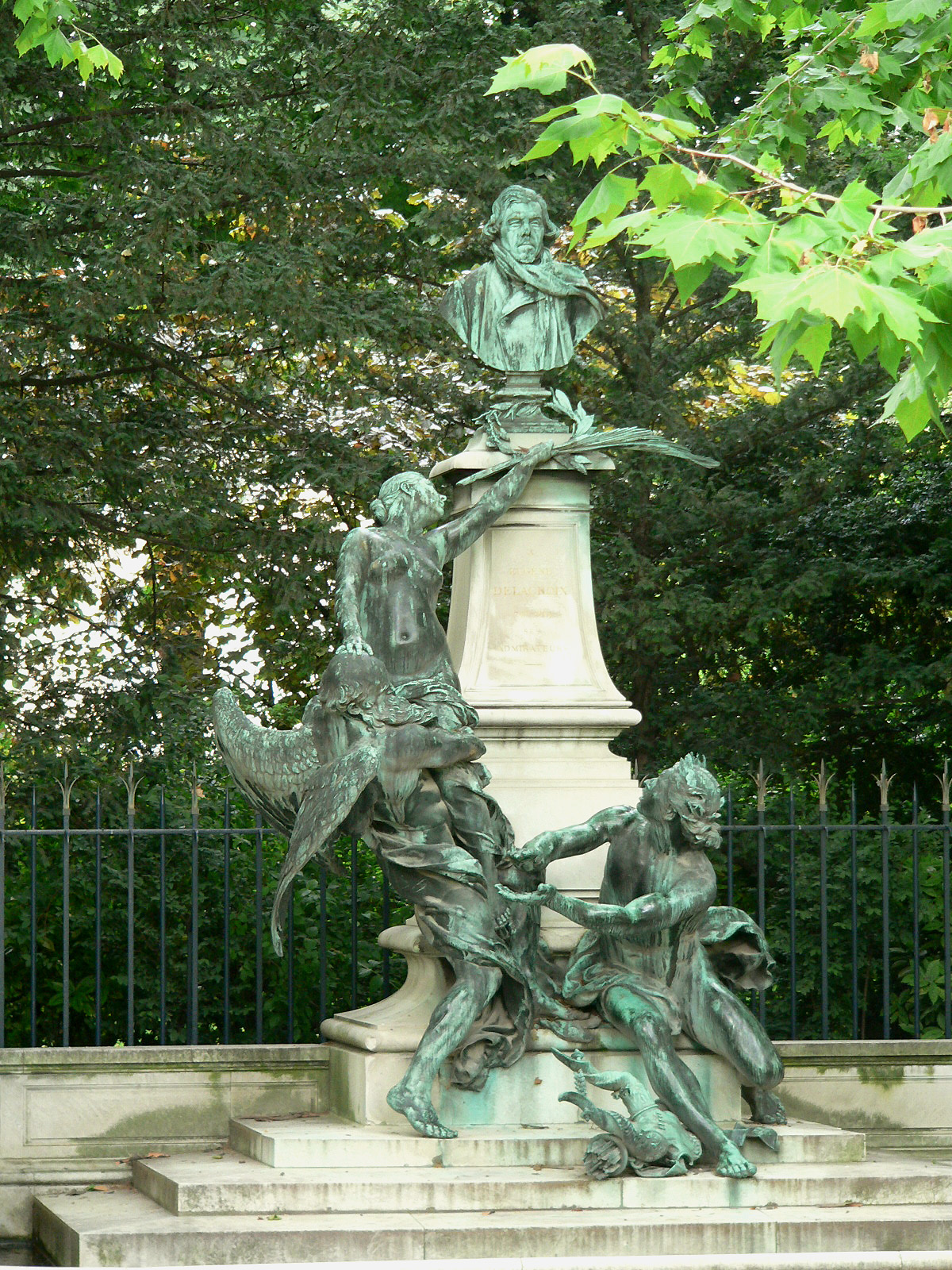
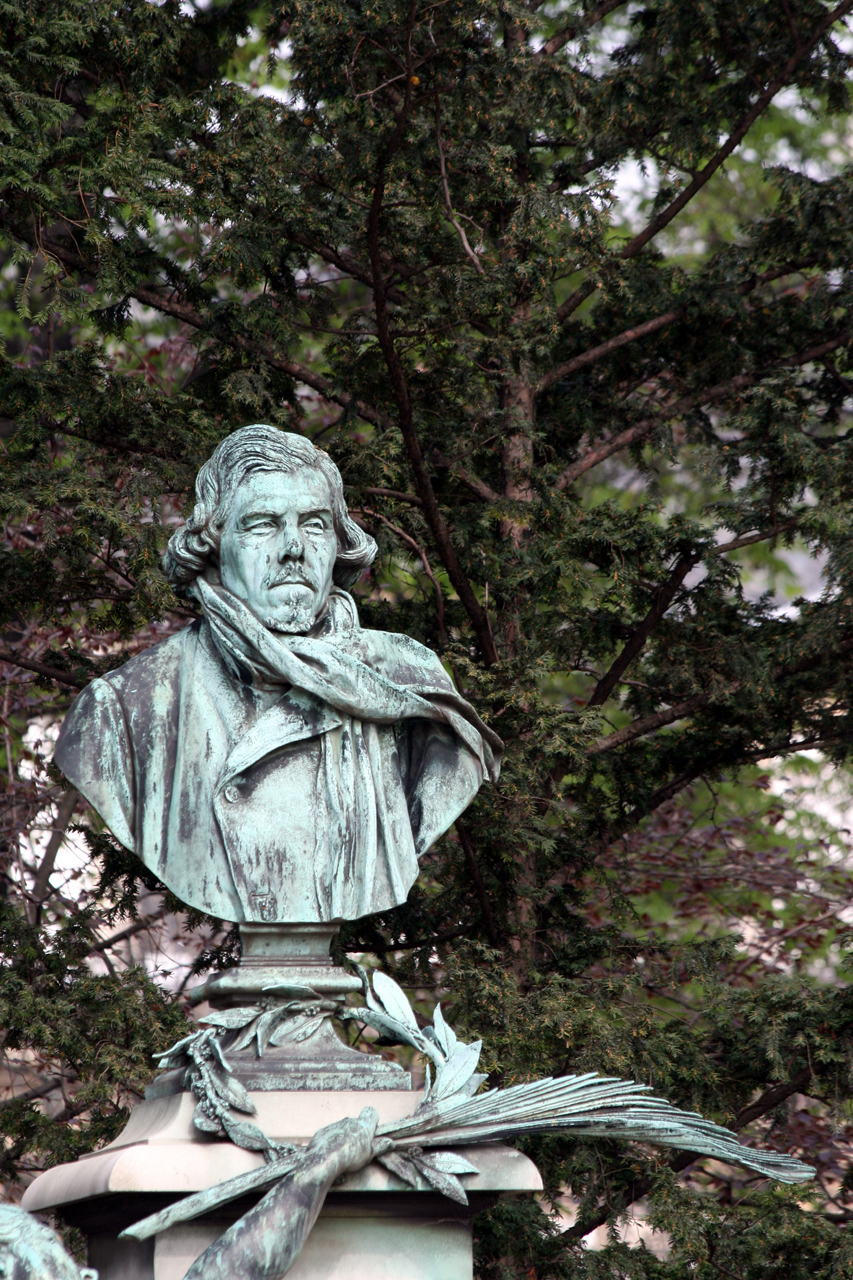
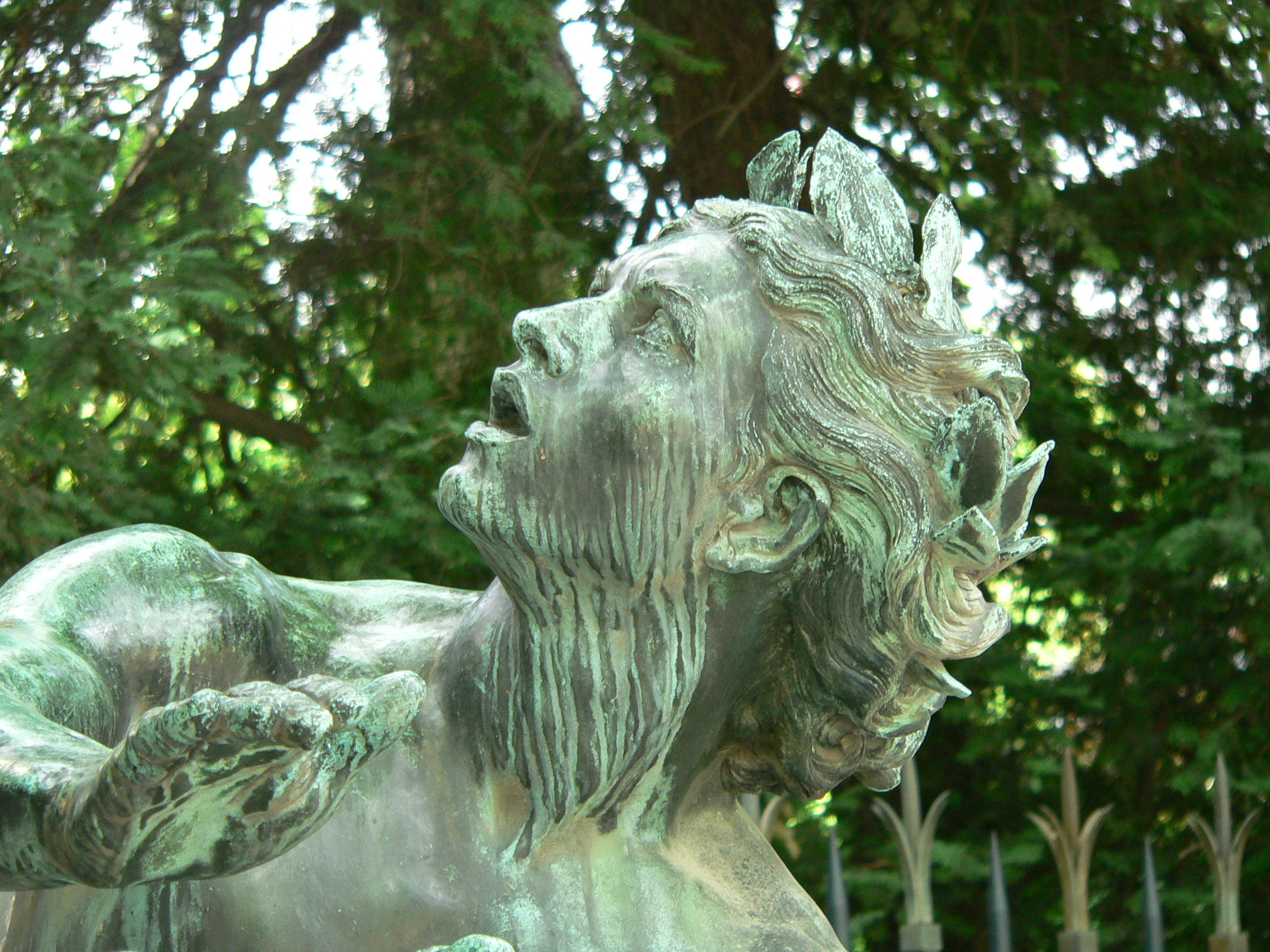

- Monumento funerario de Victor Noir (1891), cementerio del Père-Lachaise.48°51′39″N 2°23′47″E / 48.86083, 2.39639

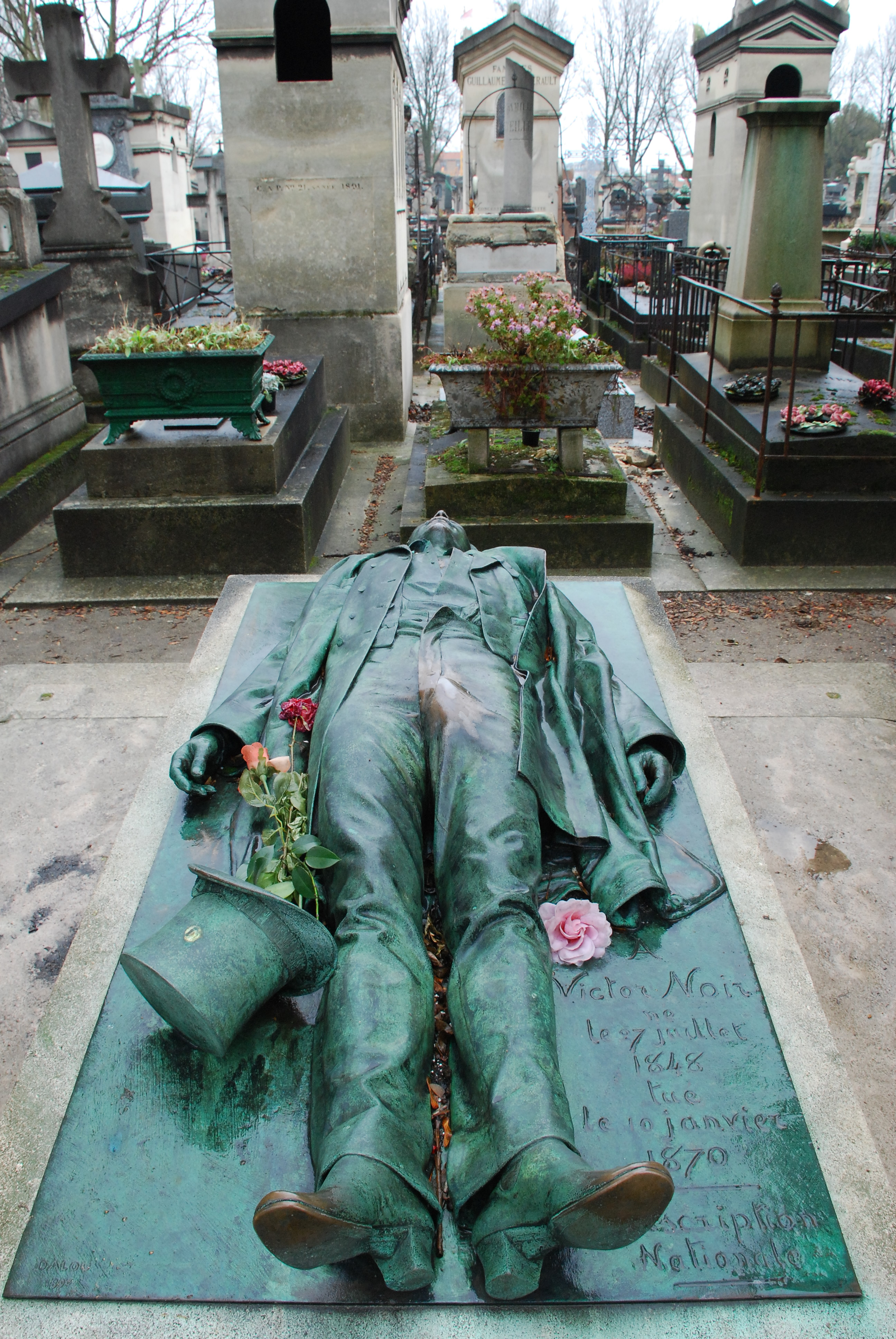
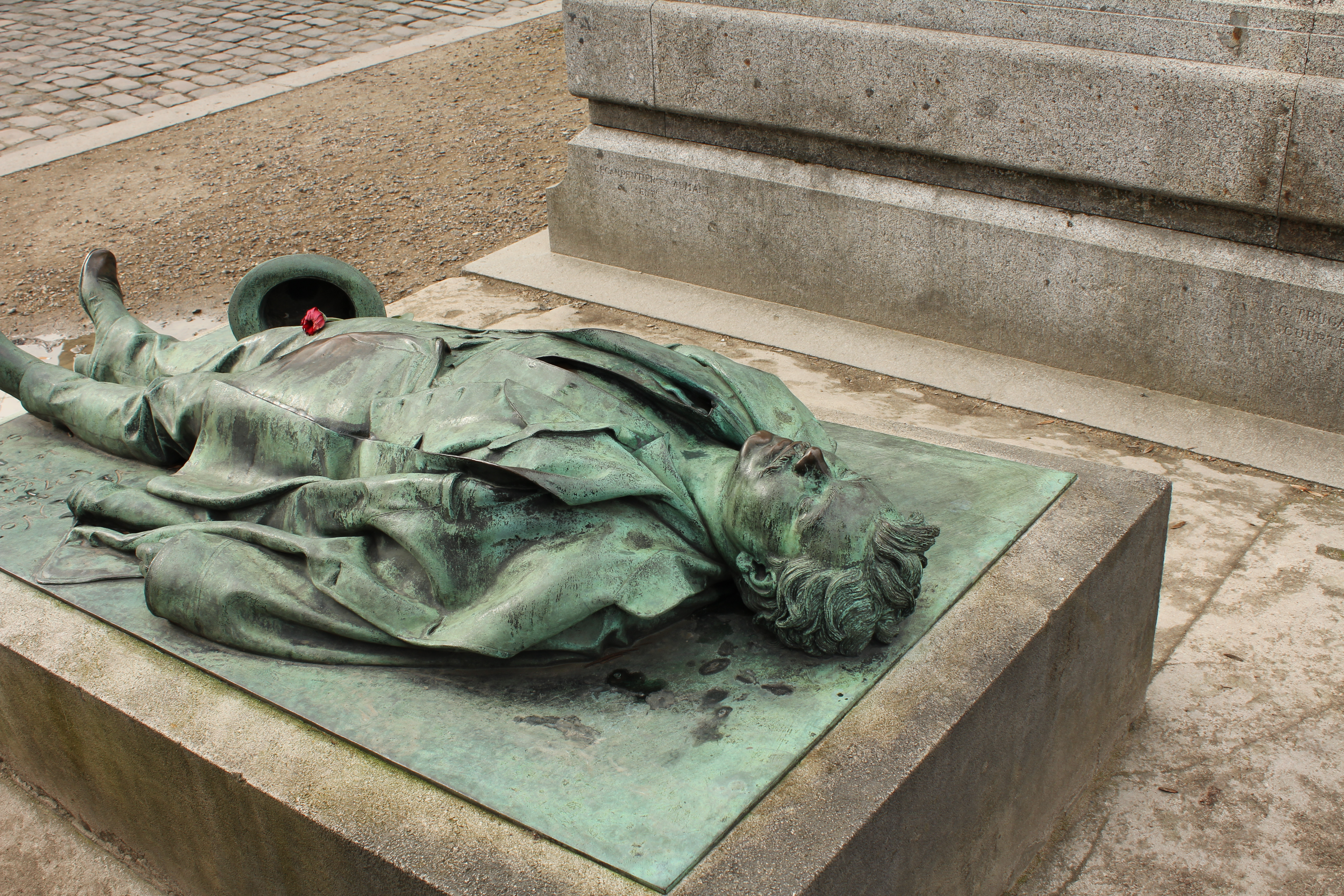
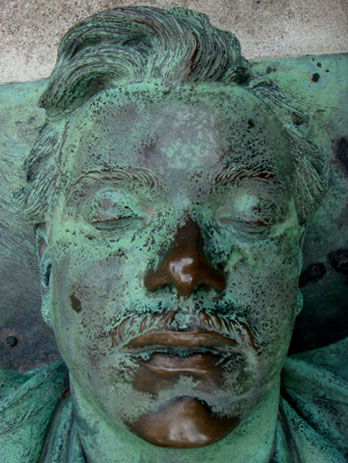

- Monumento a Jean-Baptiste Boussingault inaugurado en el patio del Conservatorio de las Artes y Oficios en 1895,

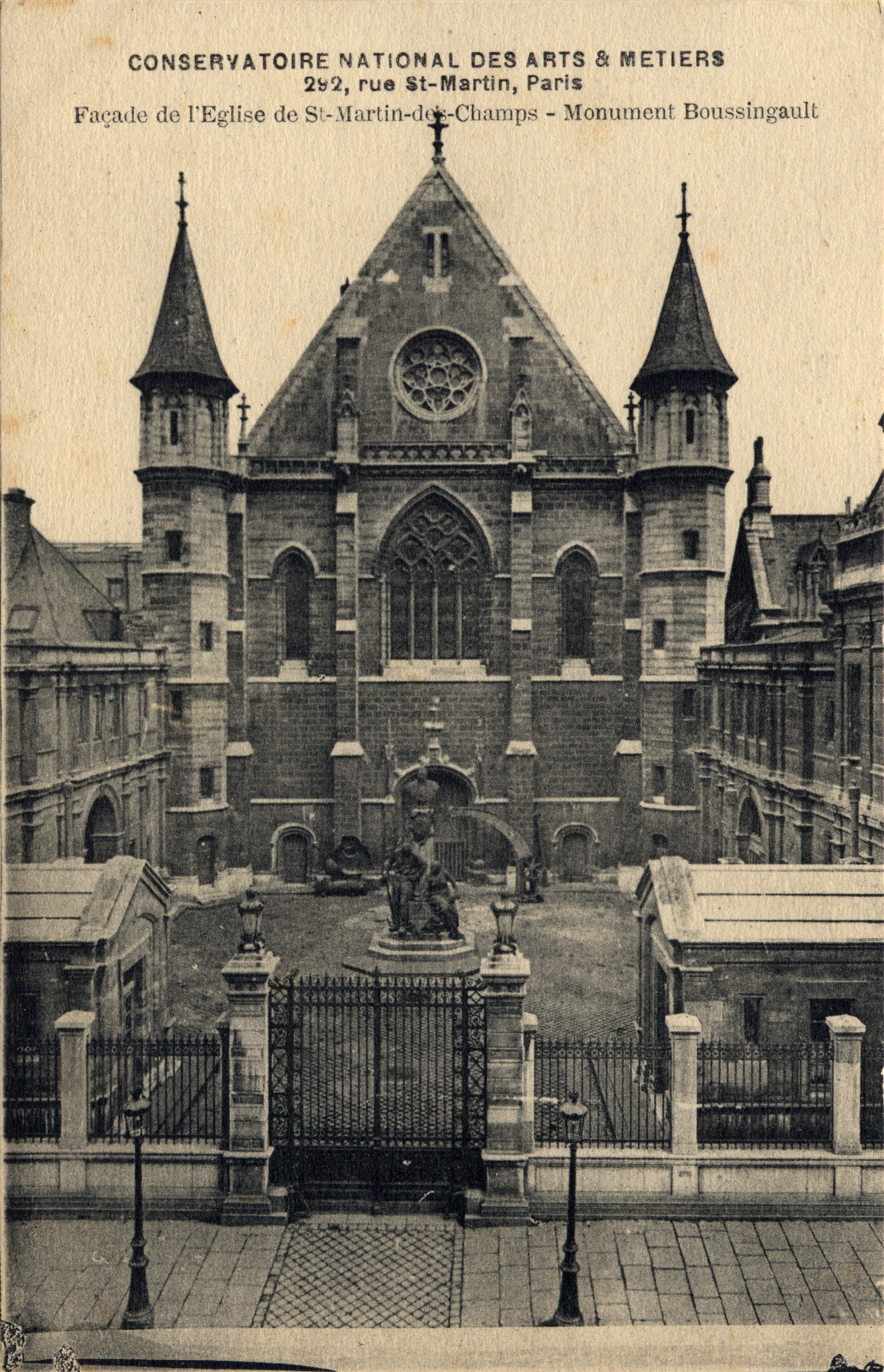
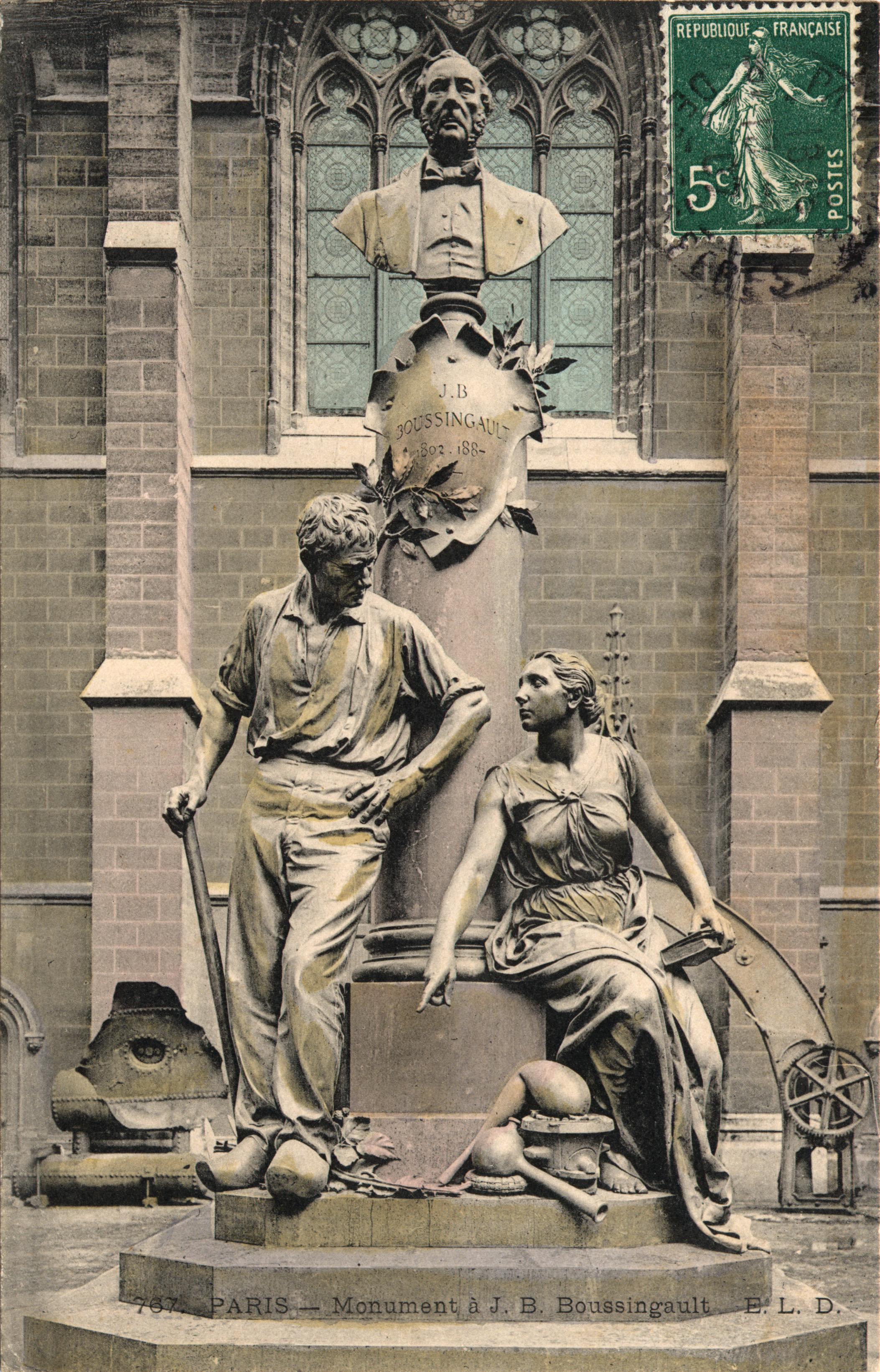

desmontado y posteriormente vuelto a elevar en el CNAM del barrio de La Plaine Saint-Denis (fr) en Seine-Saint-Denis.
48°54′53″N 2°21′36″E / 48.91472, 2.36000

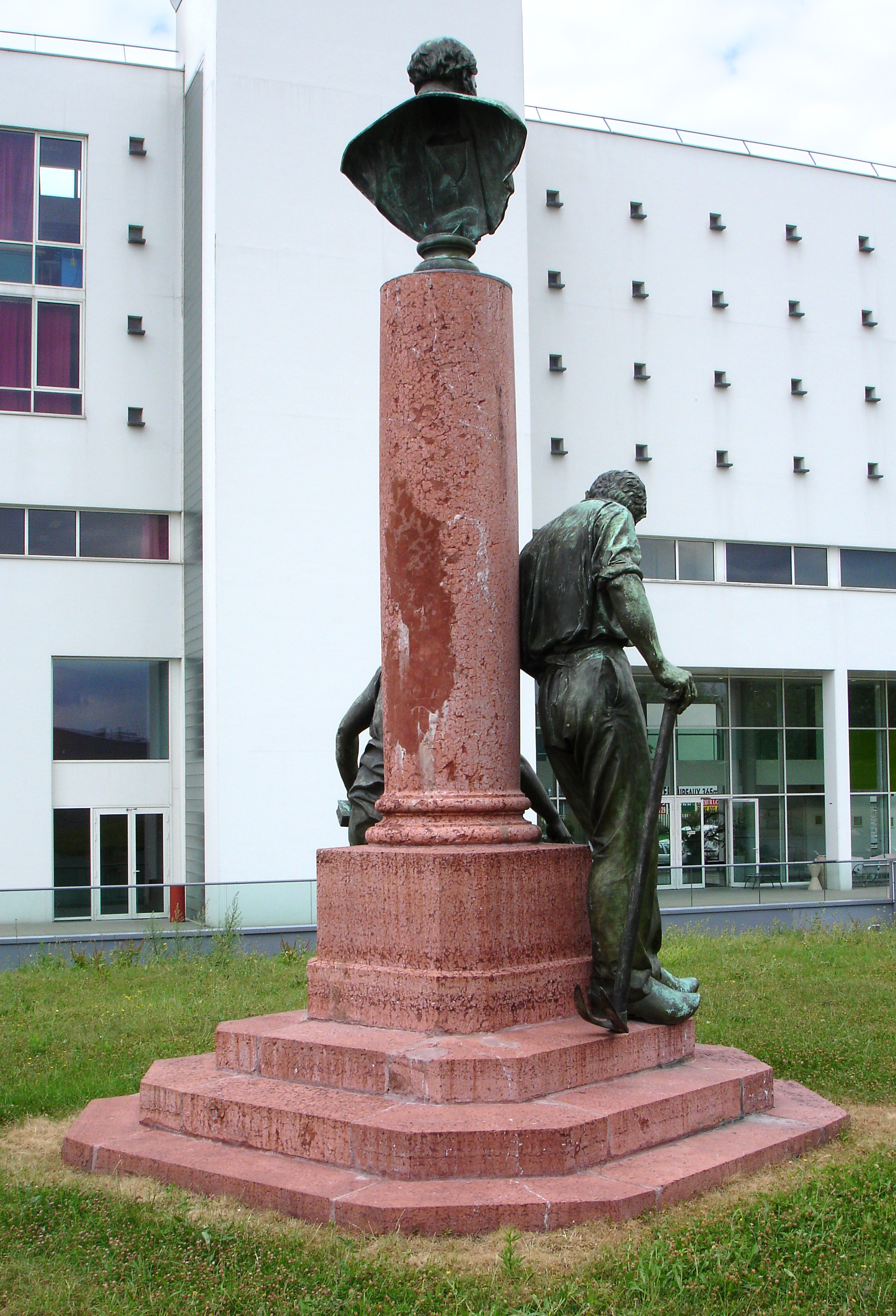
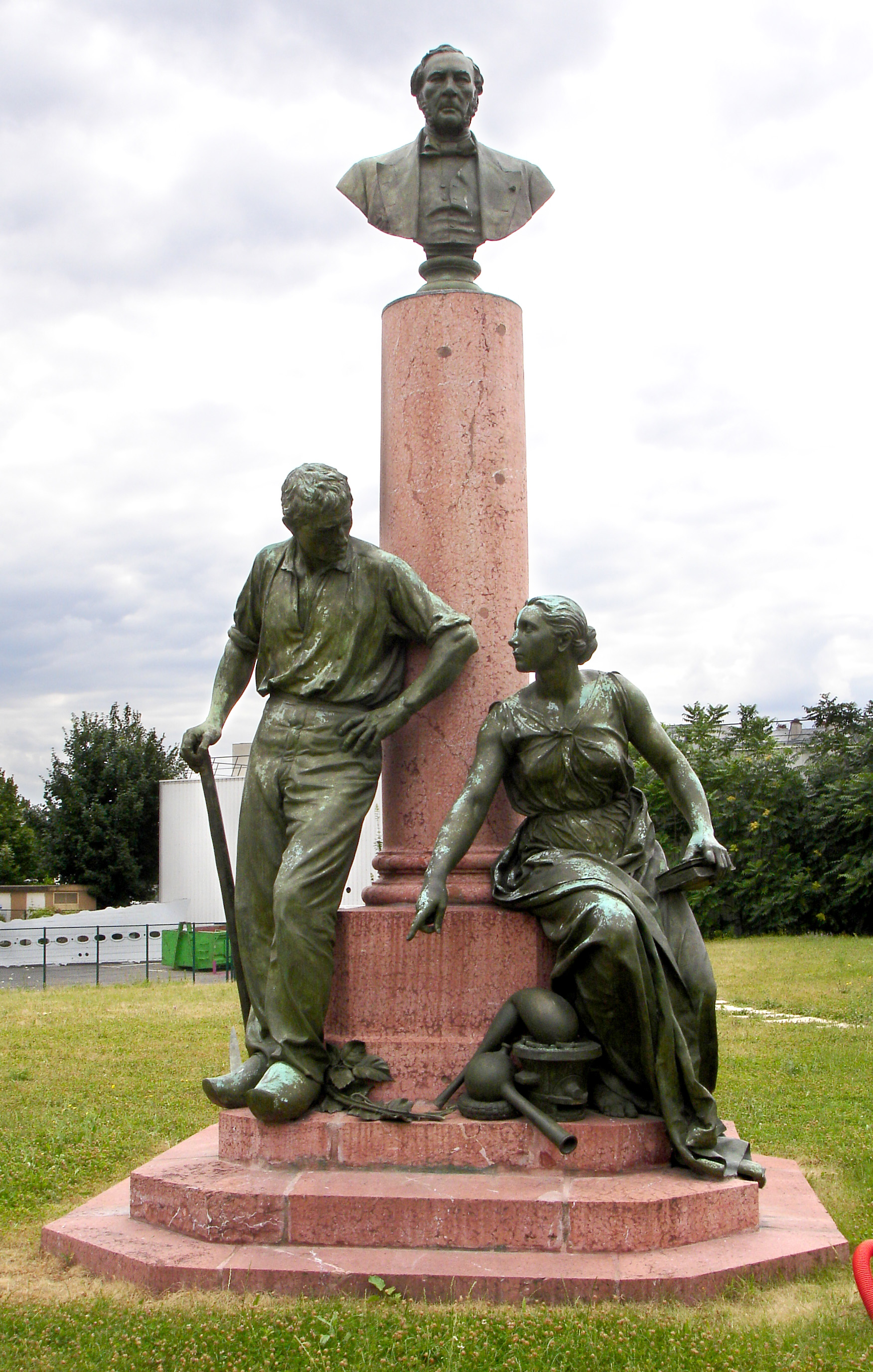
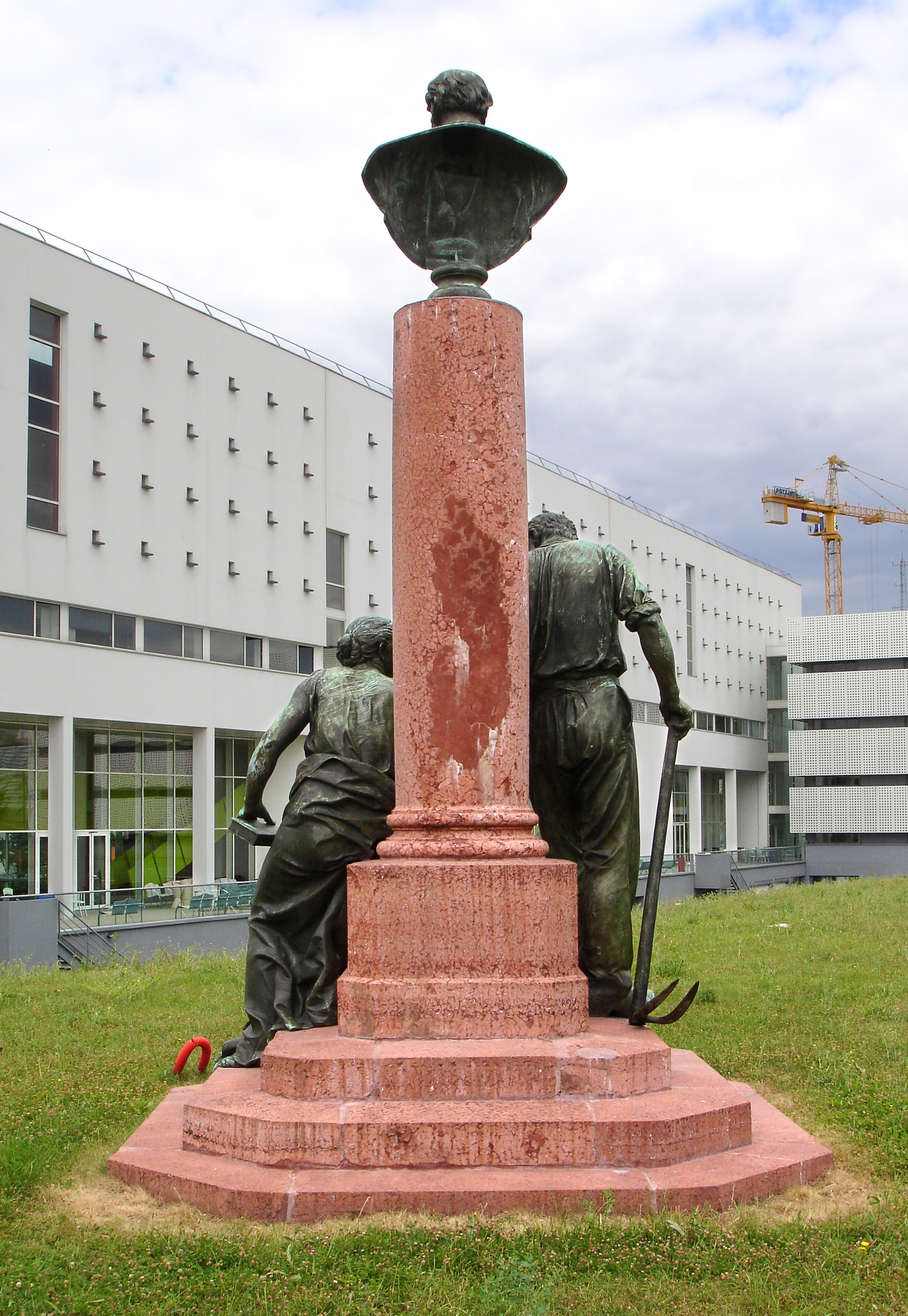

- Le Progrès entraînant le Commerce et l'Industrie

El progreso resultante del Comercio y la Industria (1895), frontón de los Grandes almacenes Dufayel (fr), nº26 de la calle de Clignancourt (fr) en París. 48°53′8″N 2°20′51″E / 48.88556, 2.34750

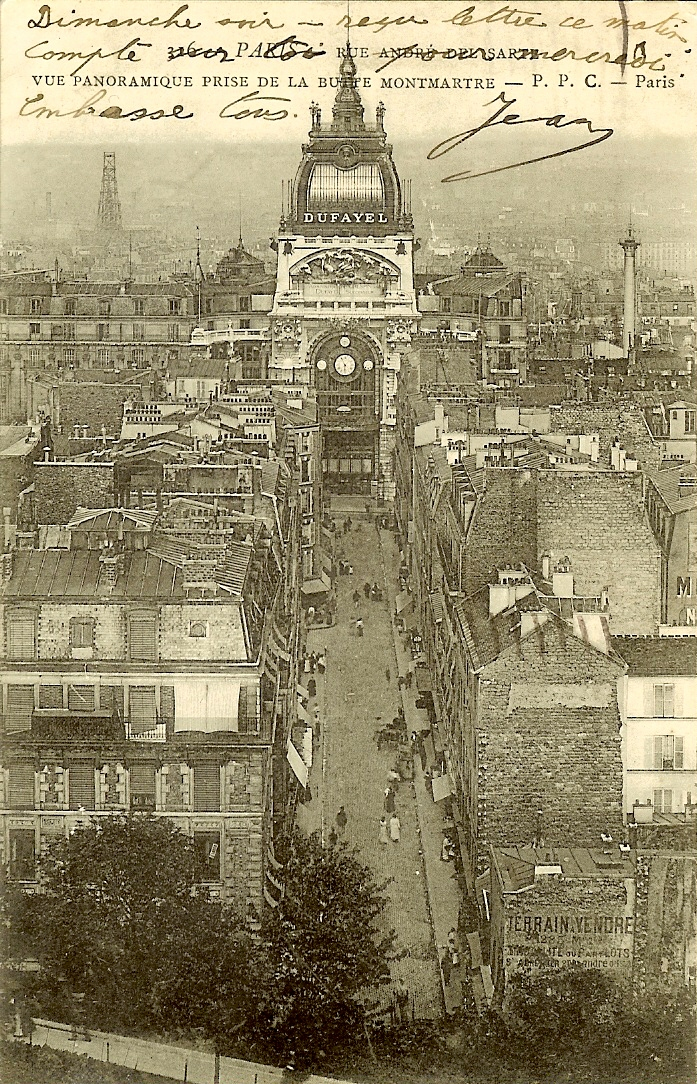
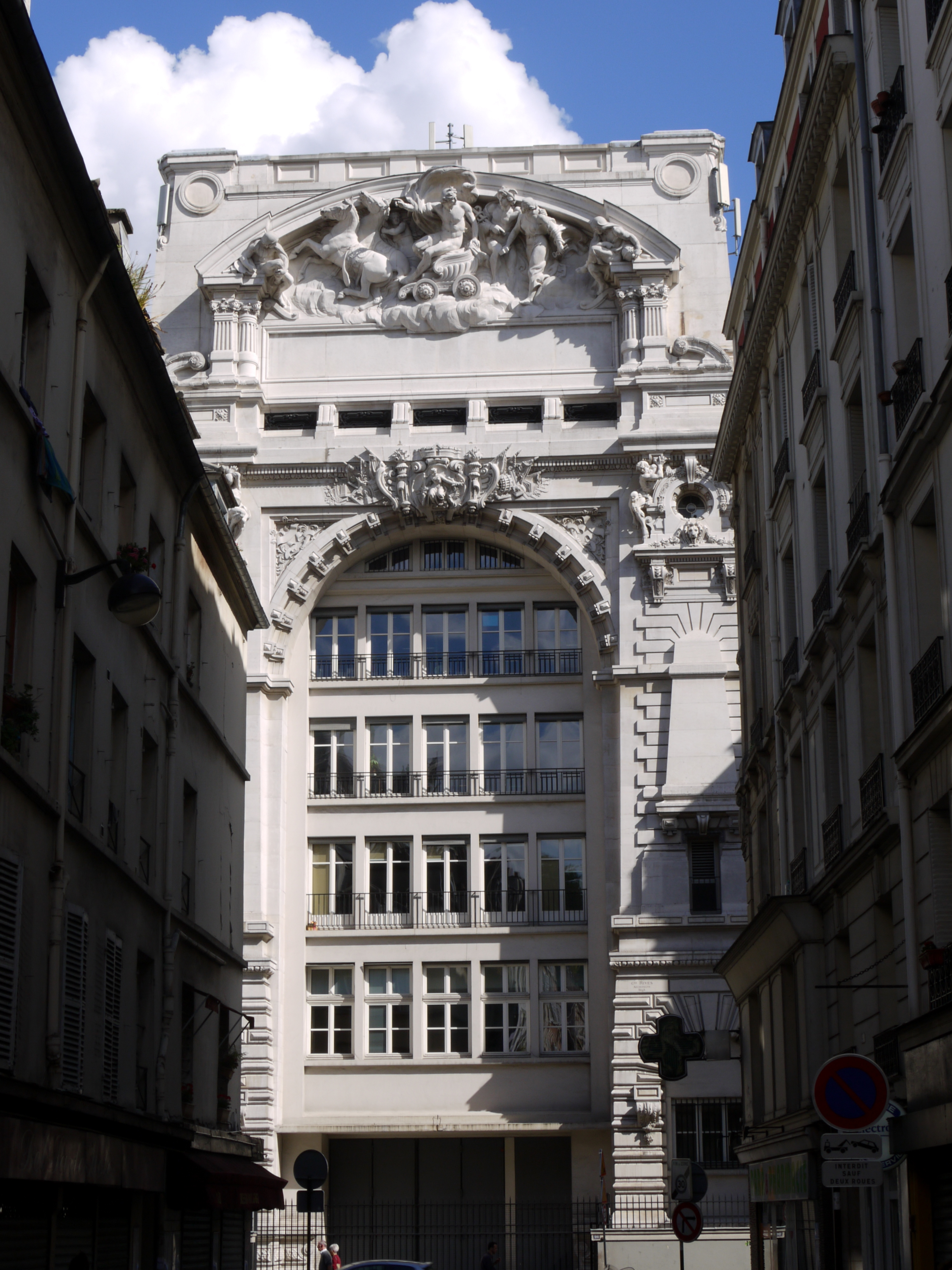
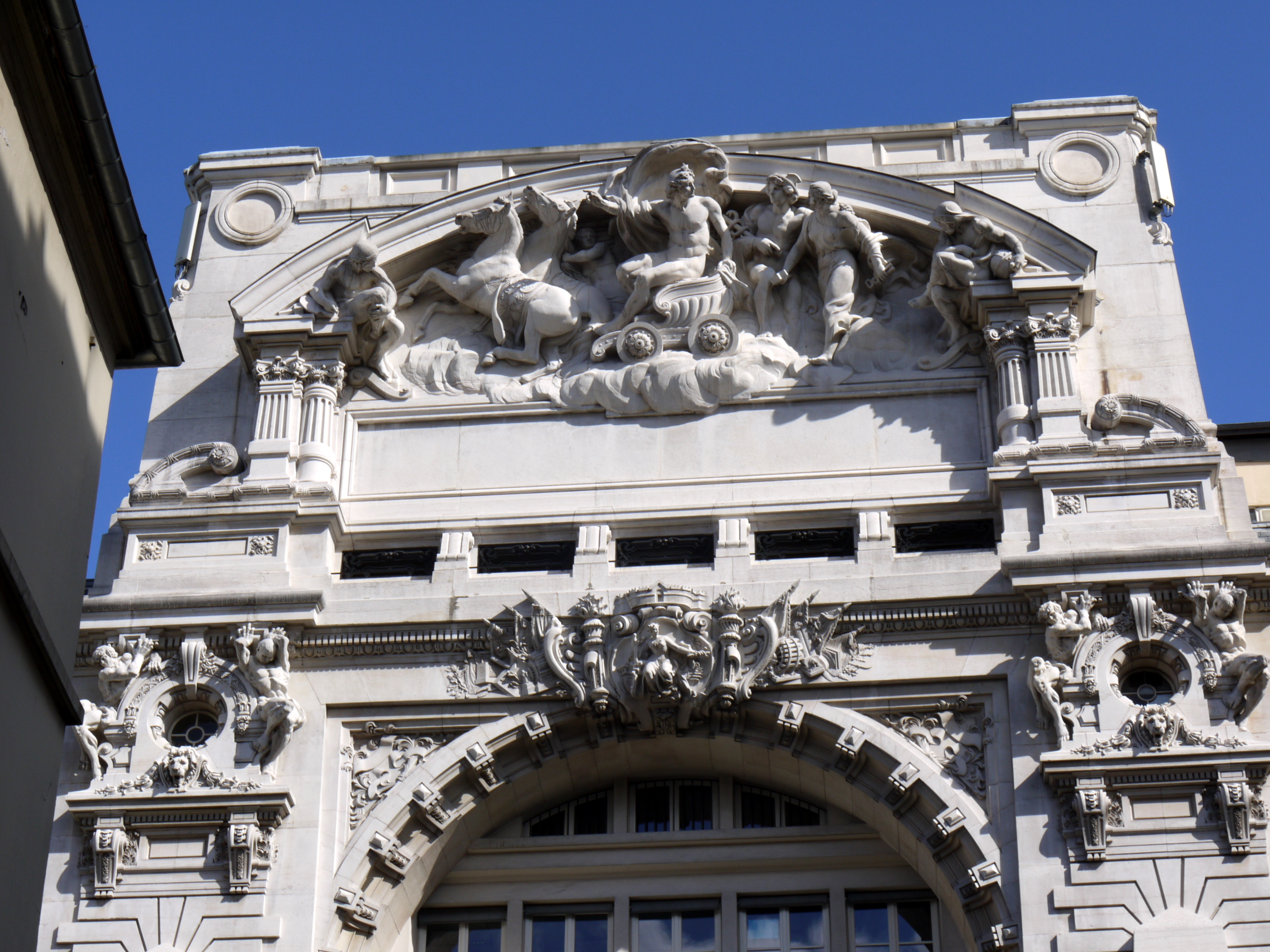

- Monumento a Sidi-Brahim (1896), Orán,[4] convertido en Monumento a Abd al-Qádir en la década de 1960.

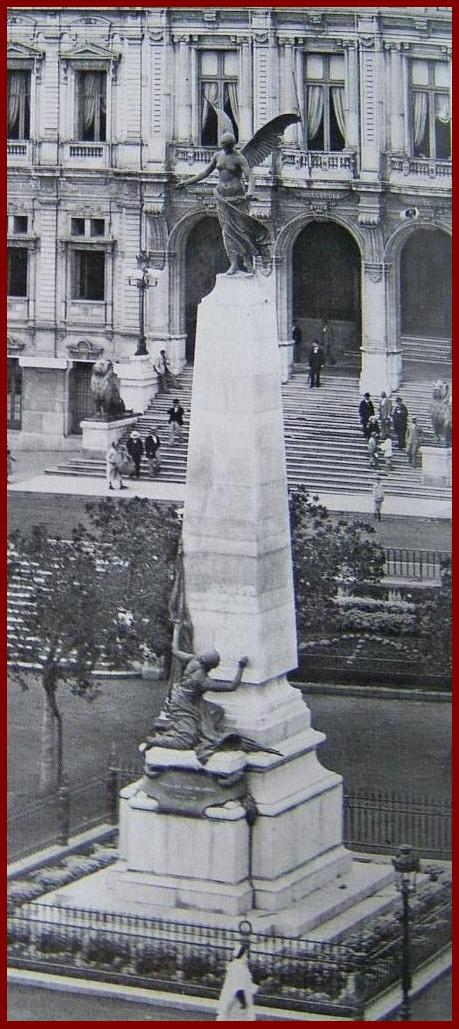
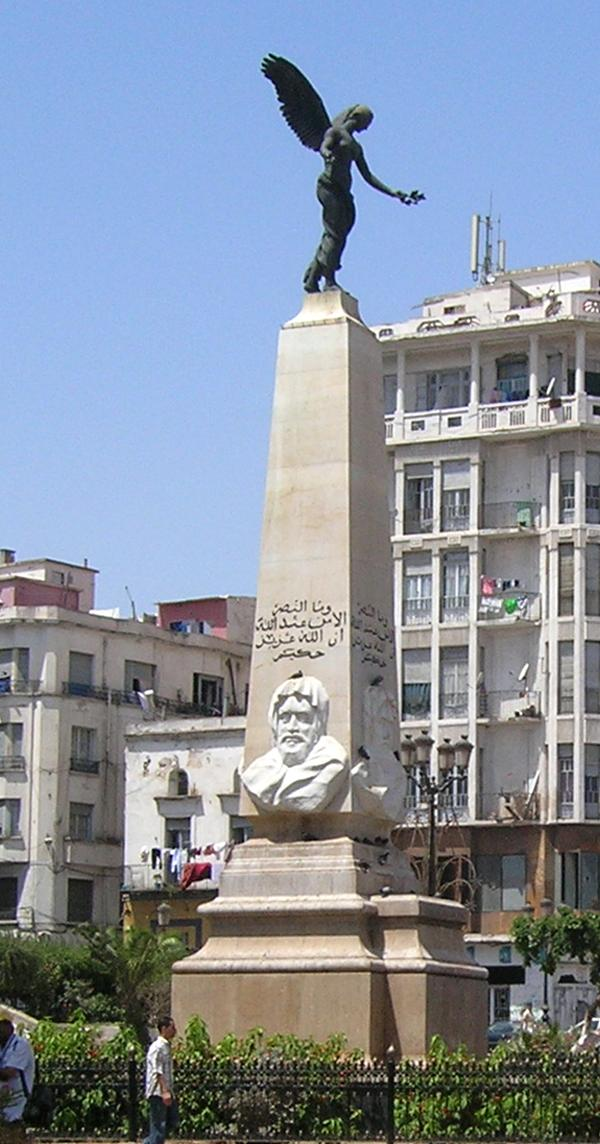

35°42′11″N 0°38′57″O / 35.70306, -0.64917
Nuevo monumento a Sidi-Brahim, con piezas traídas desde Argelia, instalado en Périssac en 1966.
45°1′12″N 0°19′20″O / 45.02000, -0.32222

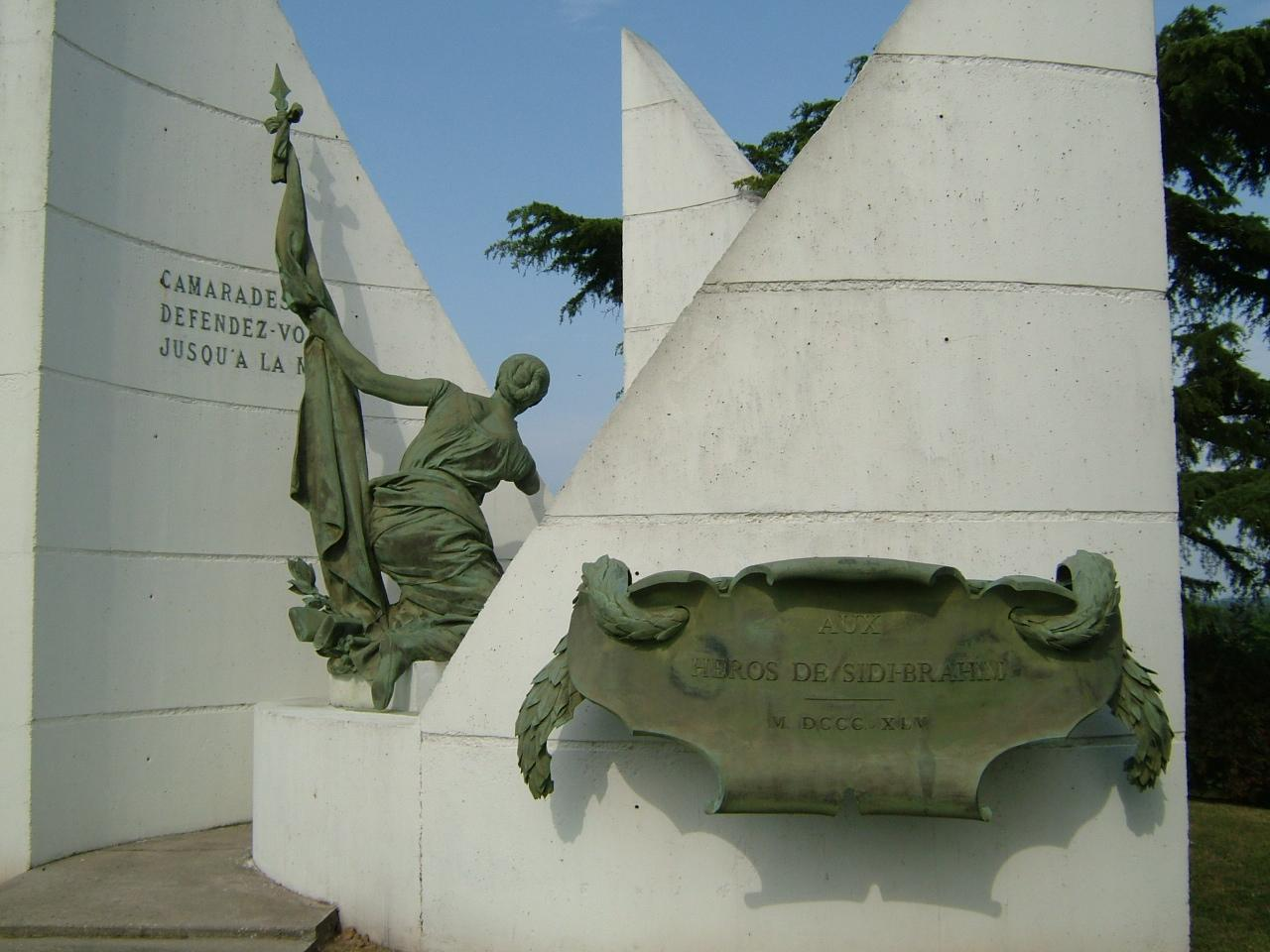
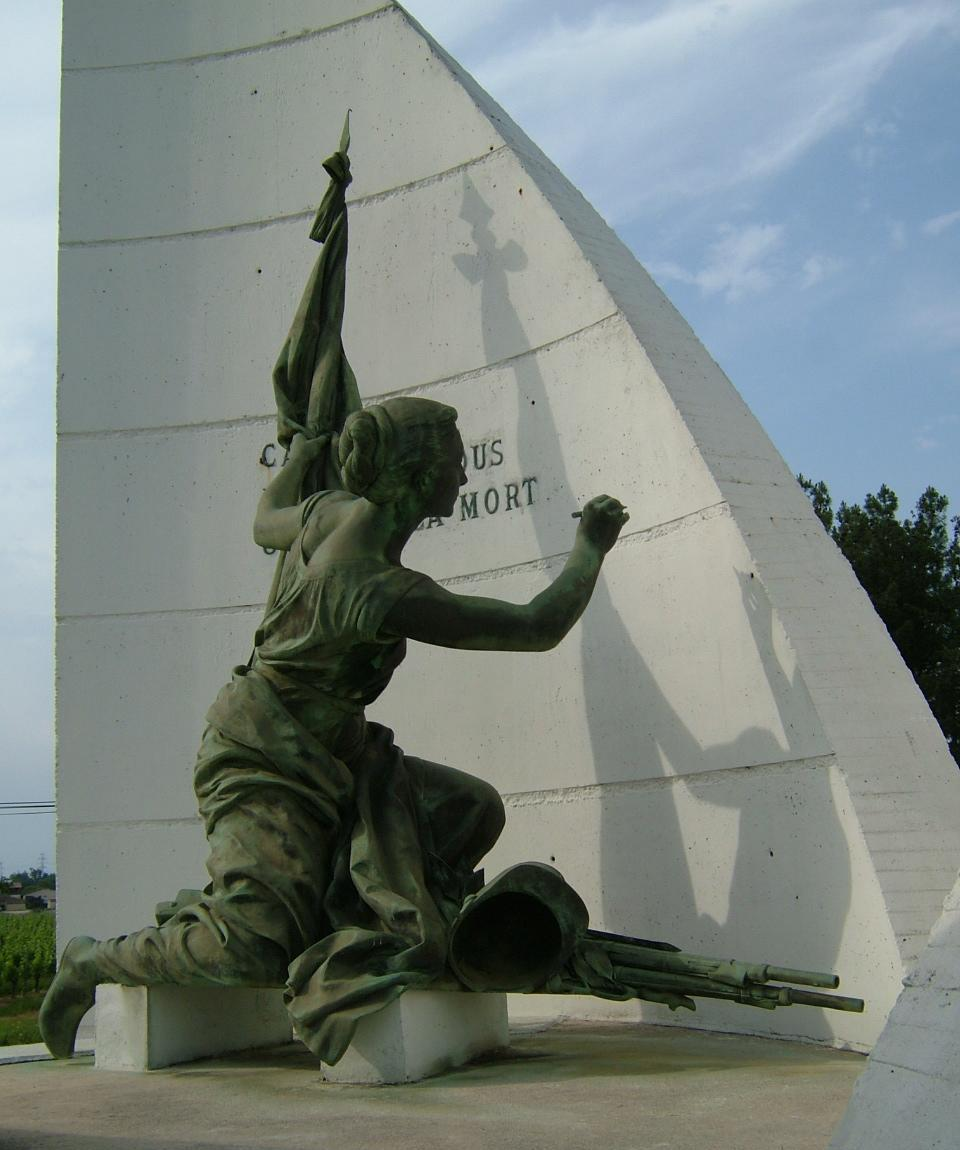
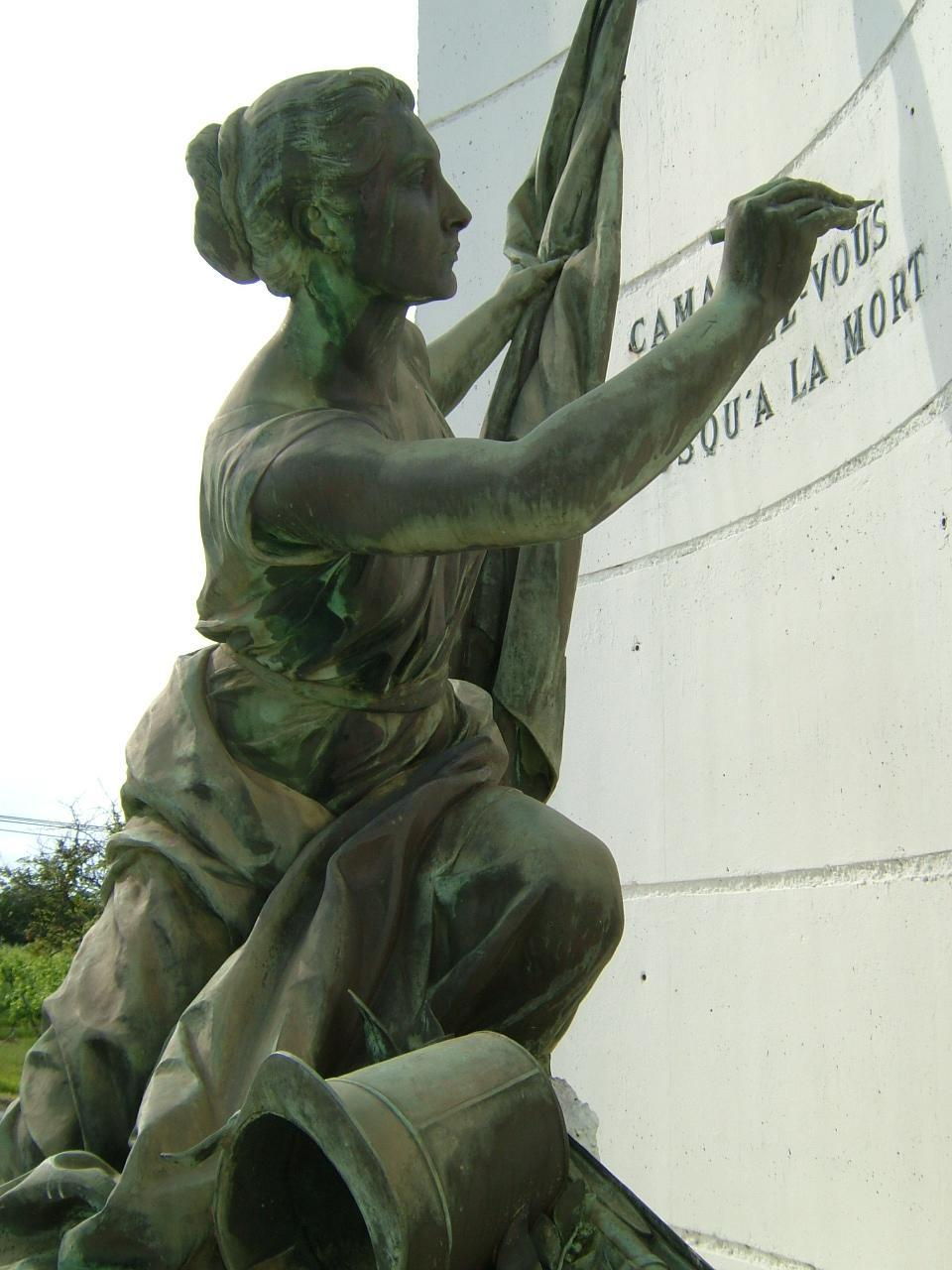

- Monumento a Jean Leclaire (1896), square des Épinettes (fr)[9] en París. 48°53′39″N 2°19′35″E / 48.89417, 2.32639

- Monumento a Eugène Delacroix (1898), Saint-Maurice, Isla de Francia; destruido por la municipalidad en 1998. El busto de Delacroix ha sido desplazado al frente de la casa natal del pintor, convertida en mediateca[10]·[11] 48°49′5.285″N 2°25′26.047″E / 48.81813472, 2.42390194

- Le Triomphe de la République

El Triunfo de la República (1899), grupo monumental en bronce de la plaza de la Nación en París. 48°50′54″N 2°23′45″E / 48.84833, 2.39583

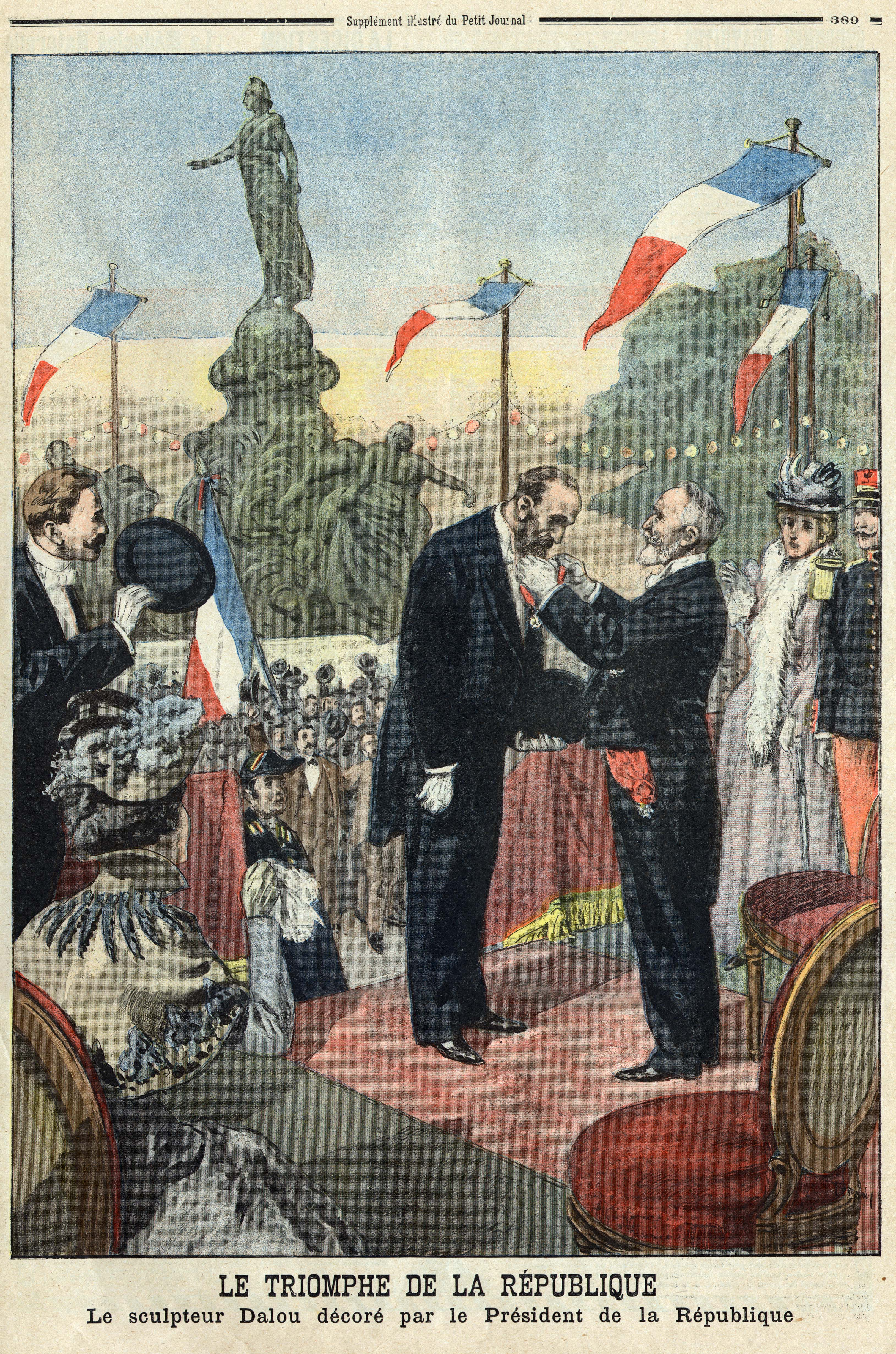
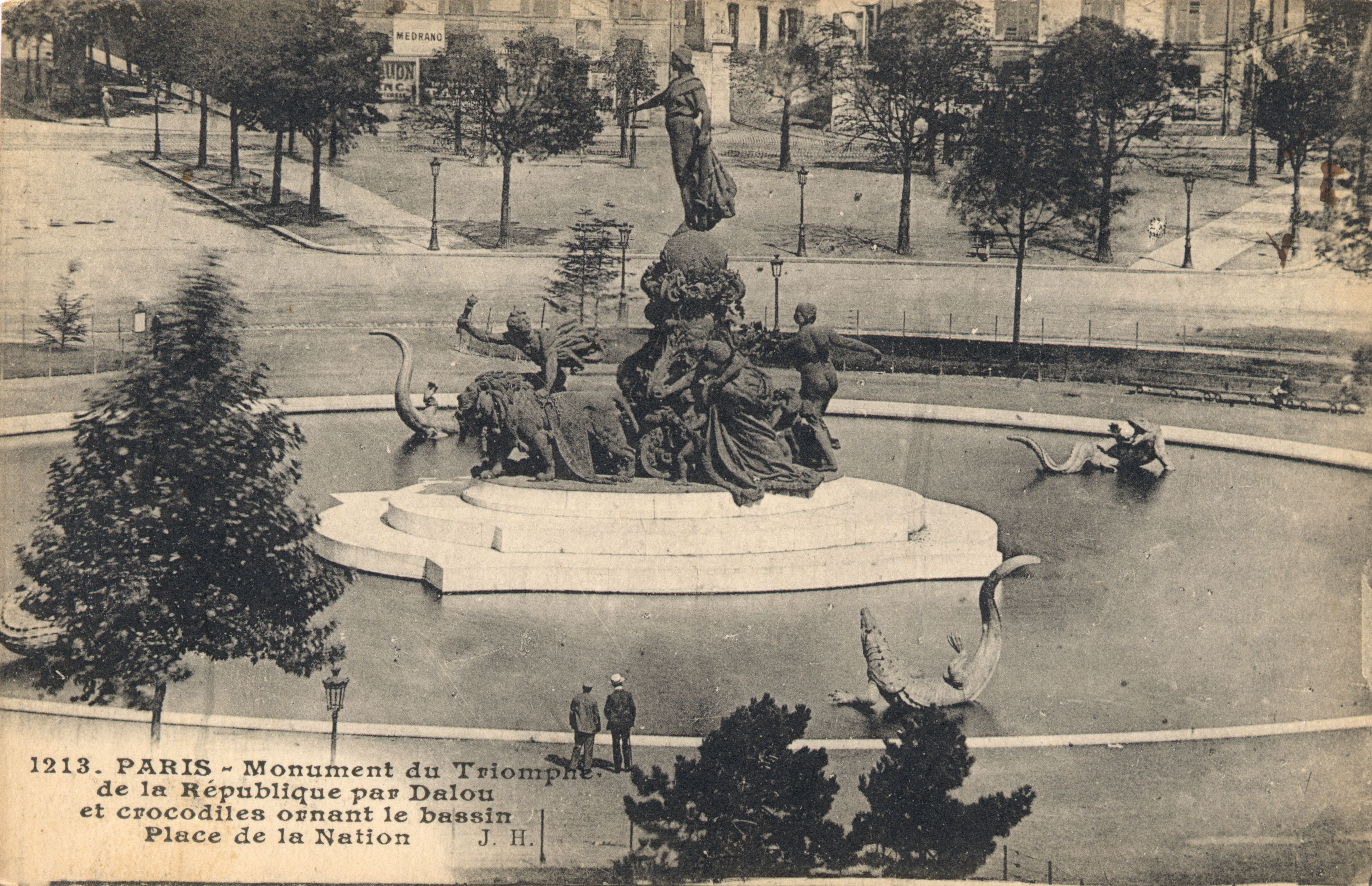
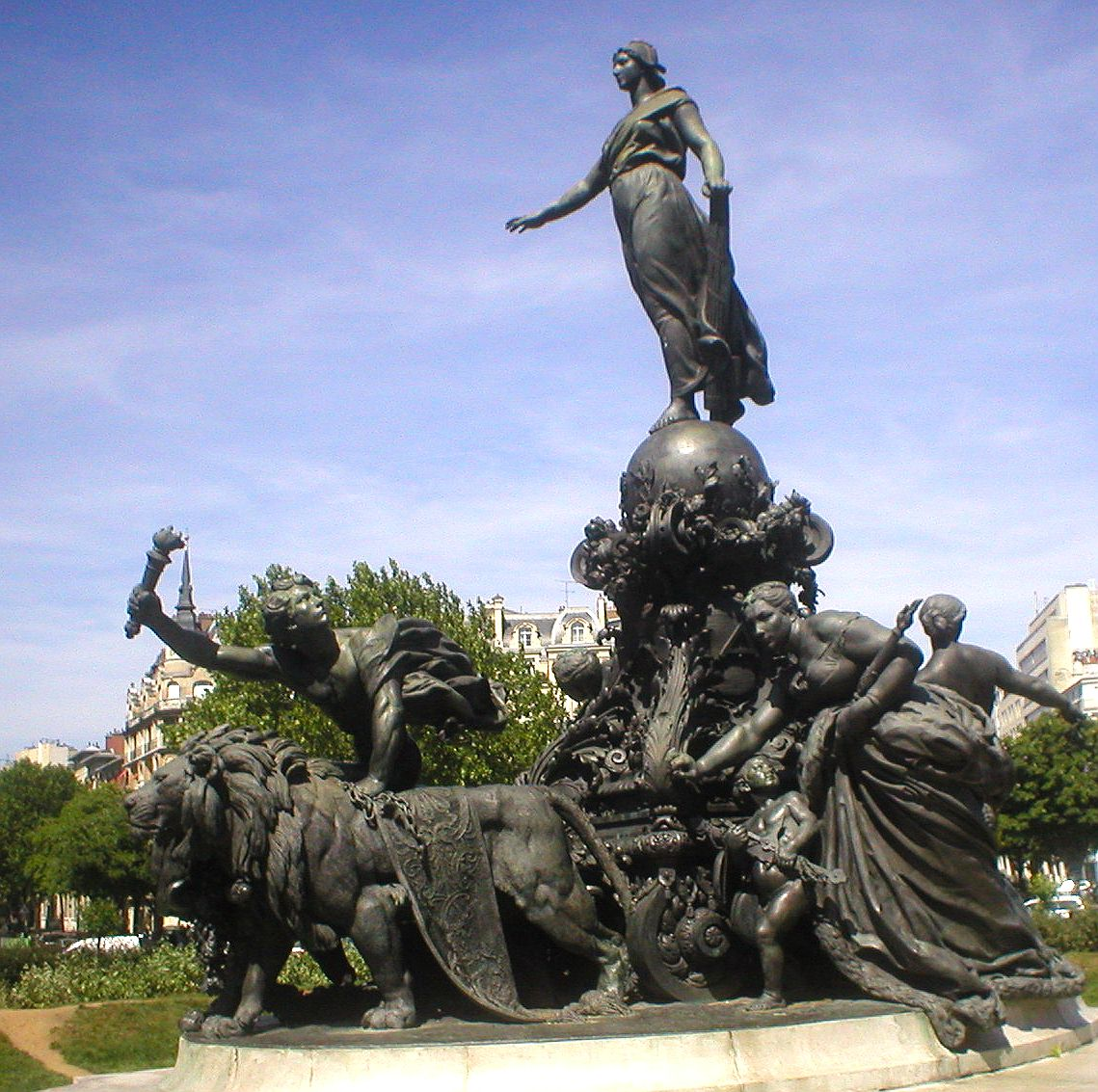

- Monumento a Jean-Charles Alphand (1899), avenida Foch de París.[12]

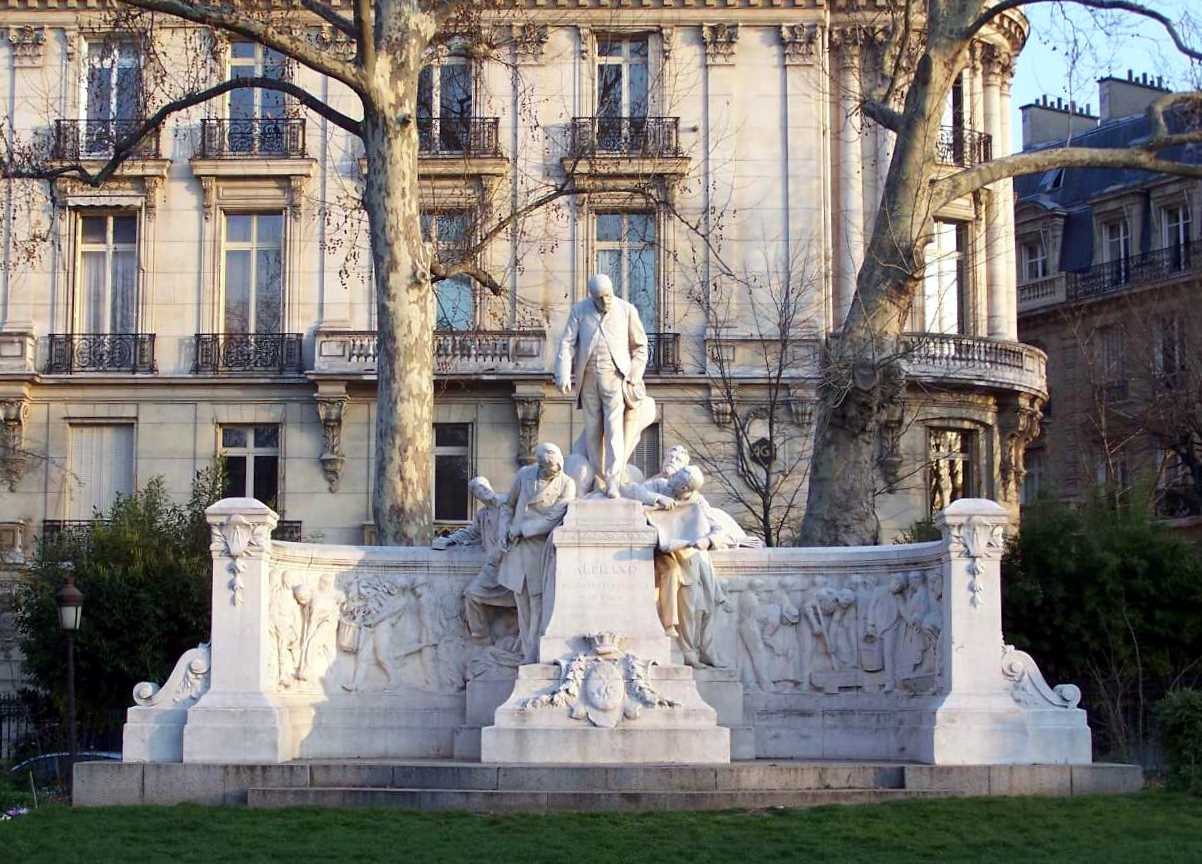
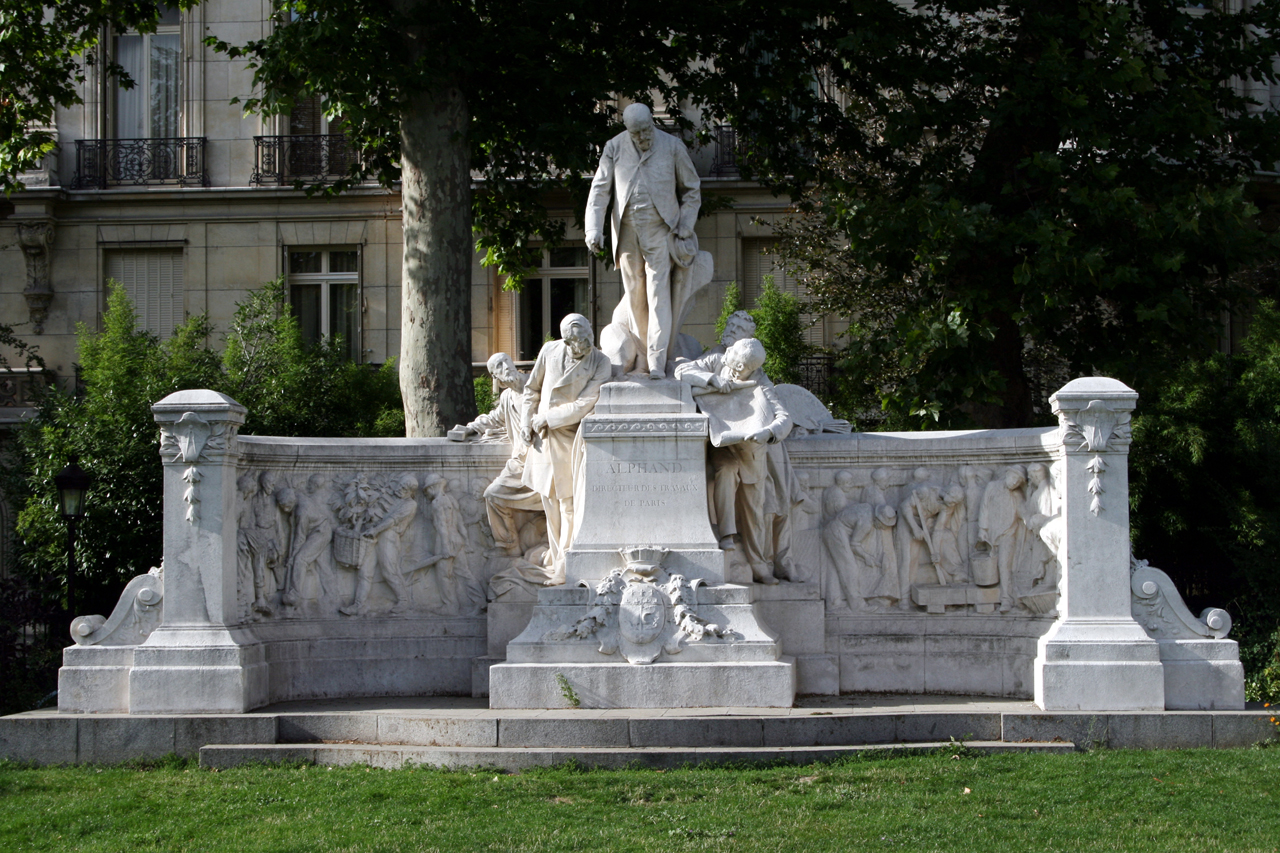
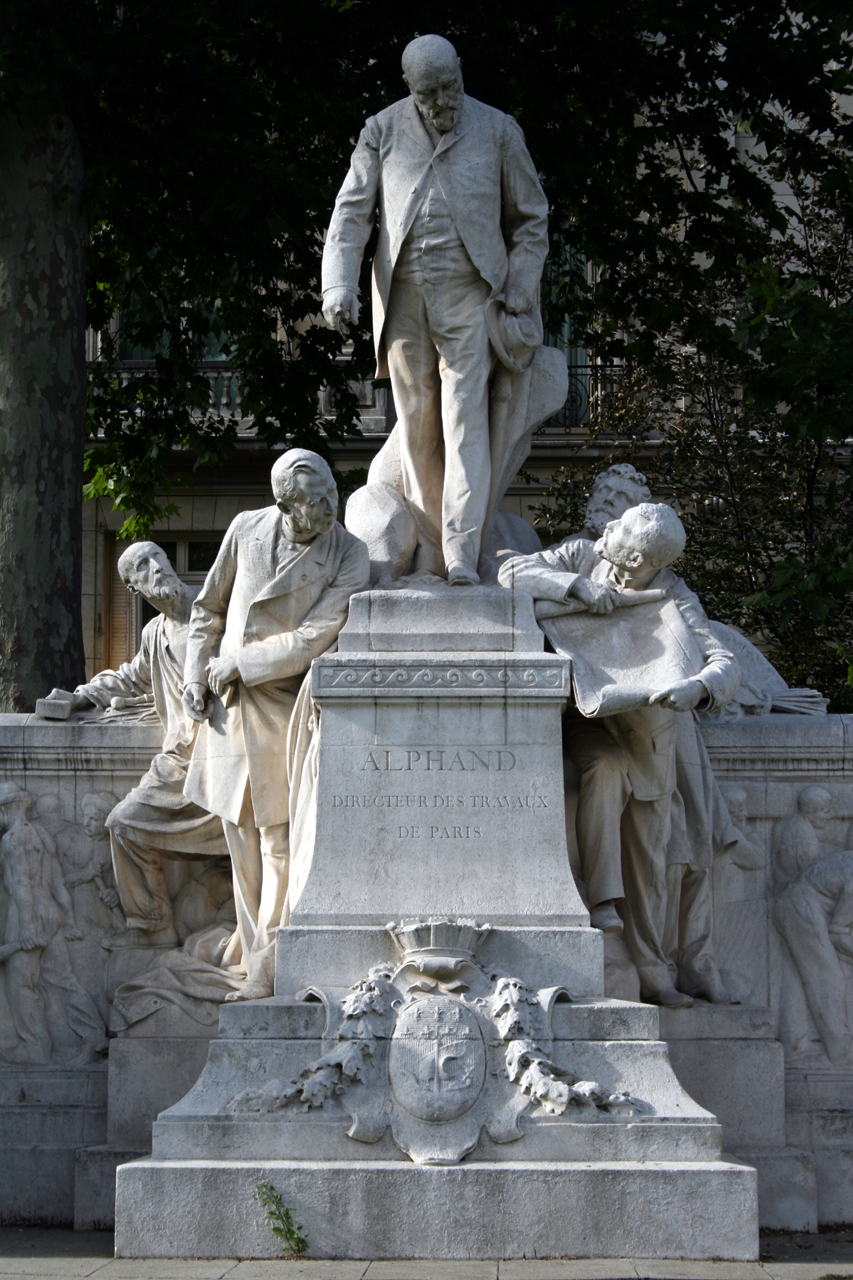

- Monumento a Lazare Hoche (1902), en la localidad de Quiberon. El modelo de la estatua en yeso se encuentra en el Panthéon.

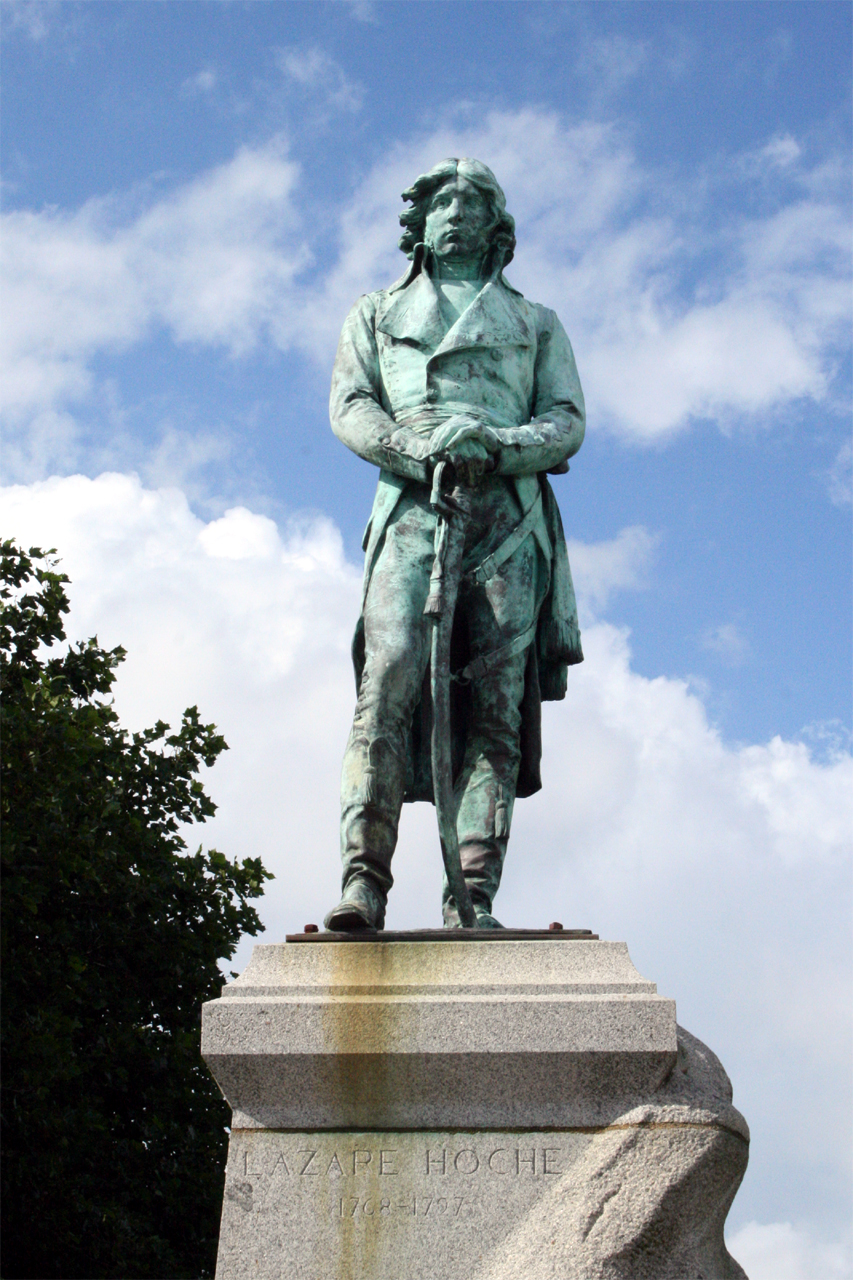
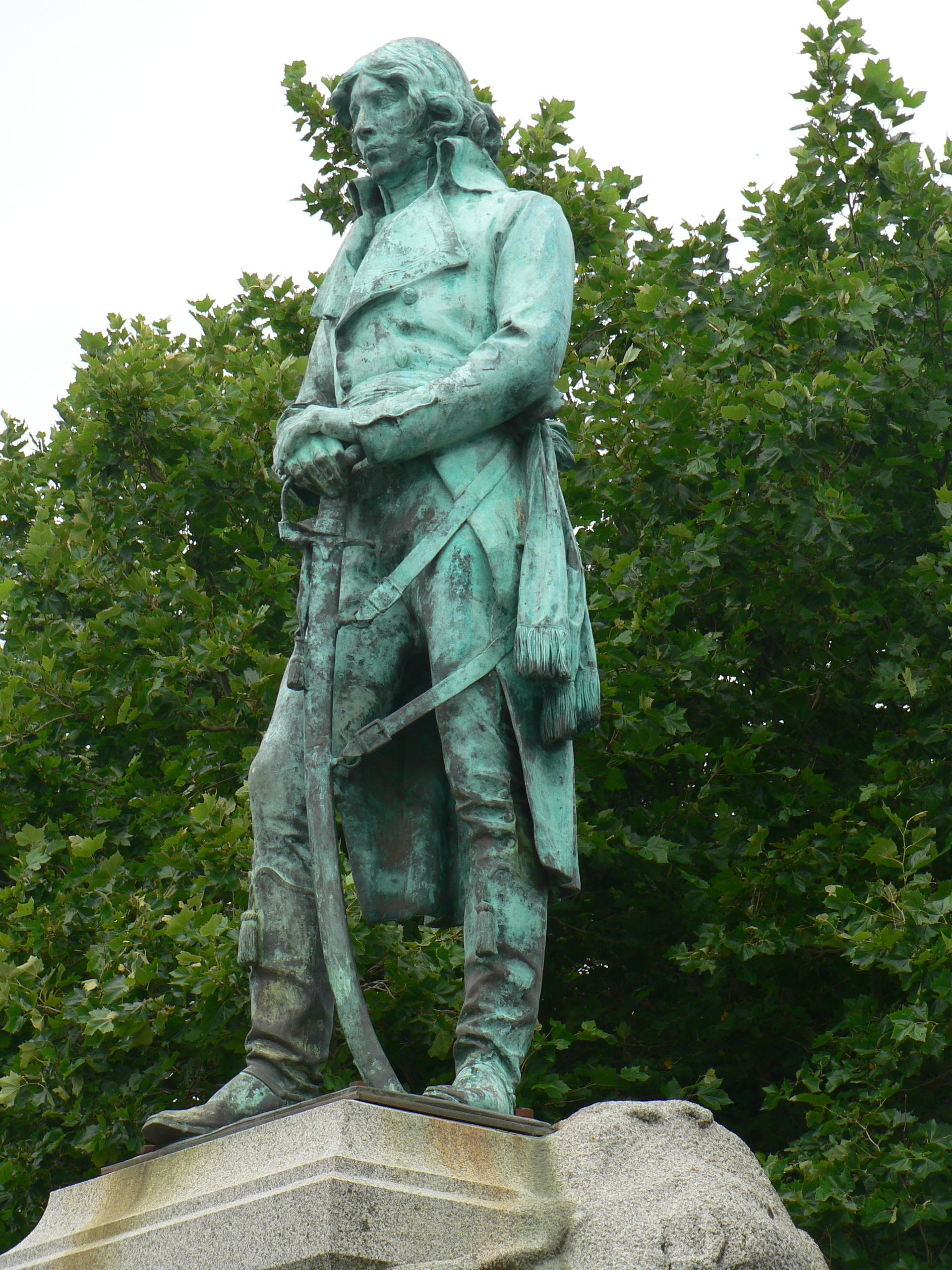

- Monumento a Gambetta, galerías de Tourny en Burdeos, enviado a la ciudad en 1904, se inauguró en 1905, desmantelado en 1961.[13]

- Monumento a Emile Levassor, completado por Camille Lefèvre, inaugurado en 1907 en la entrada del Bosque de Boulogne, se trasladó en 1972 a la plaza Alexandre y René Parodi, bulevar del Almirante Bruix.

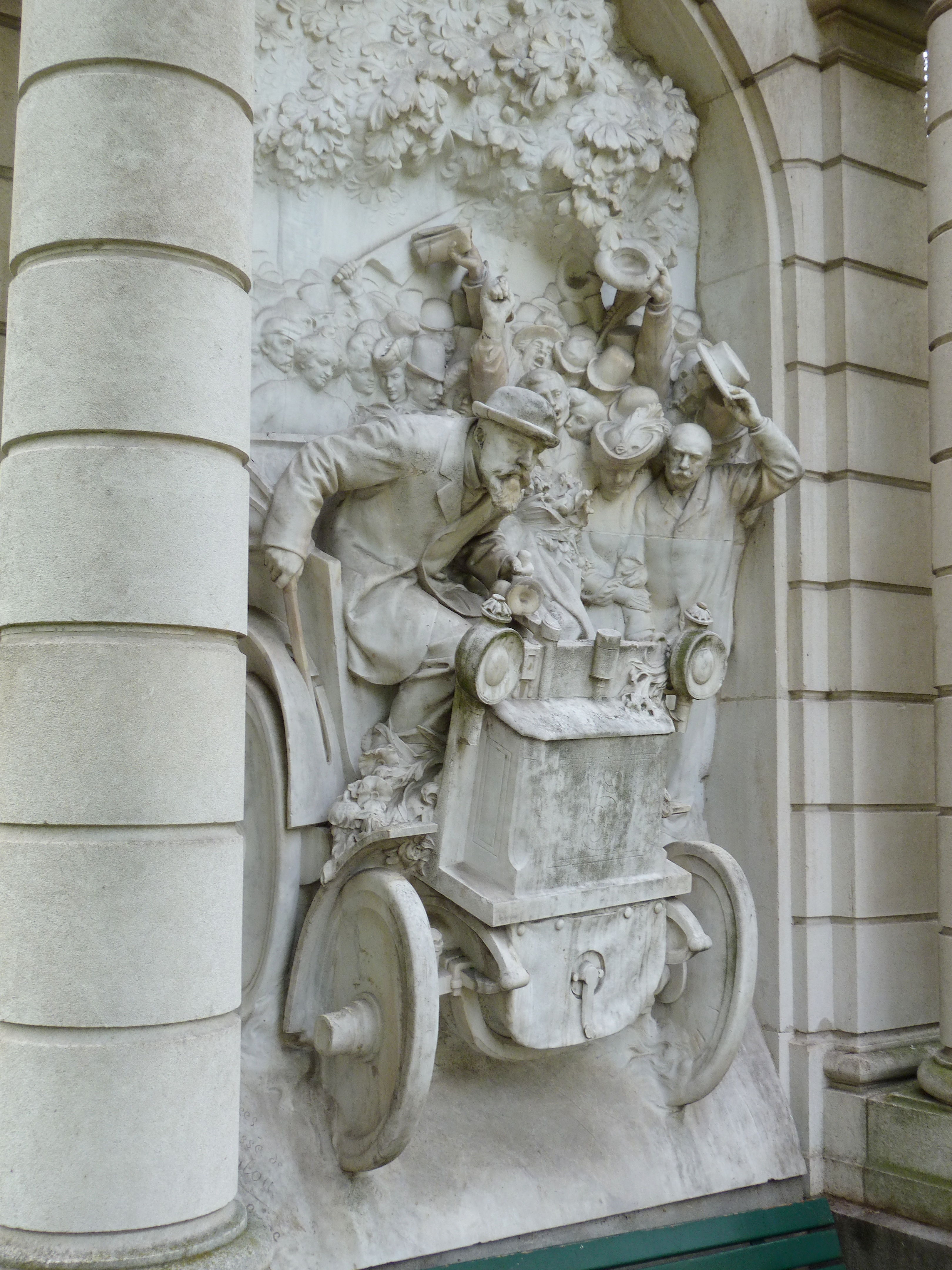
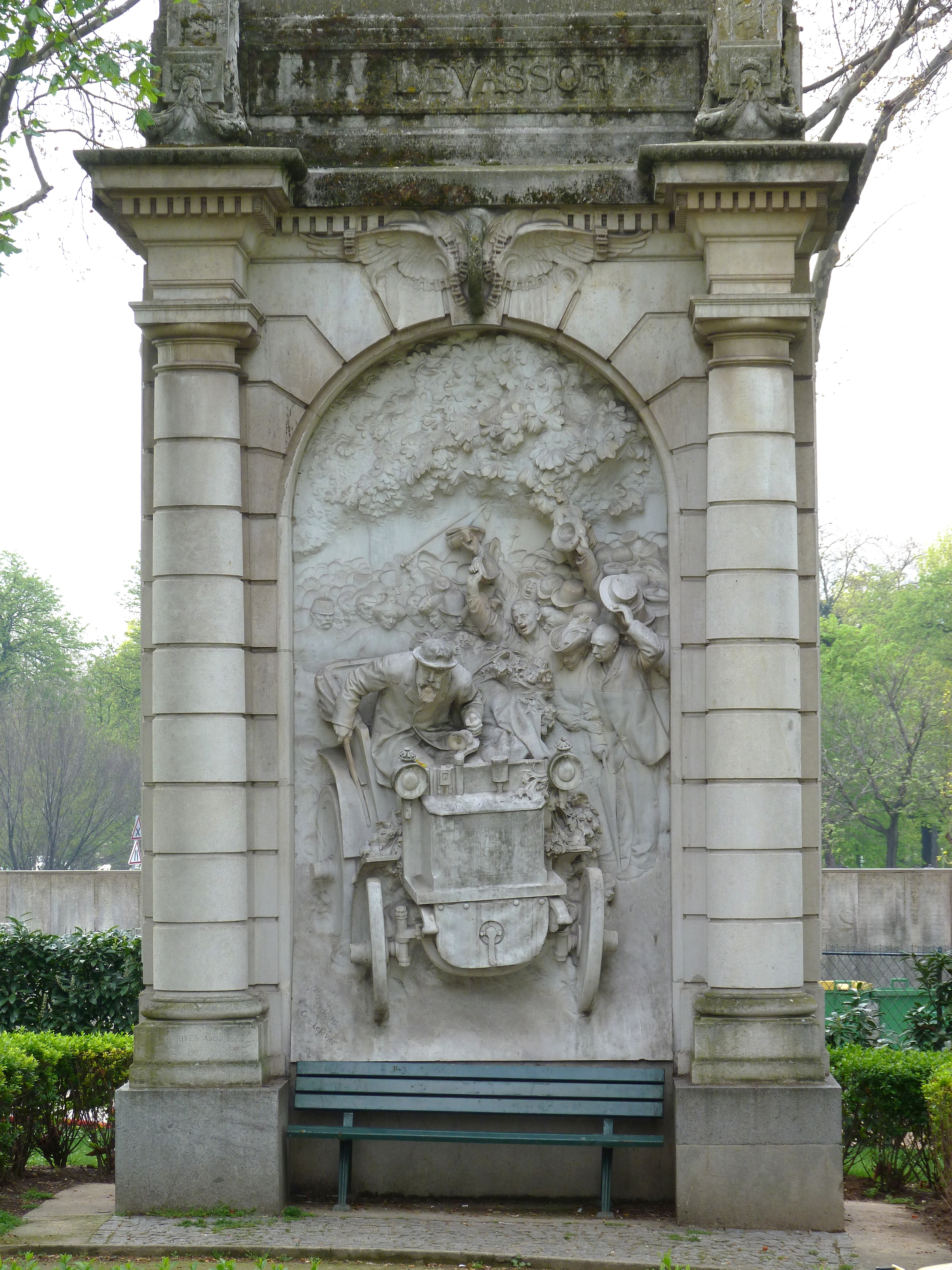
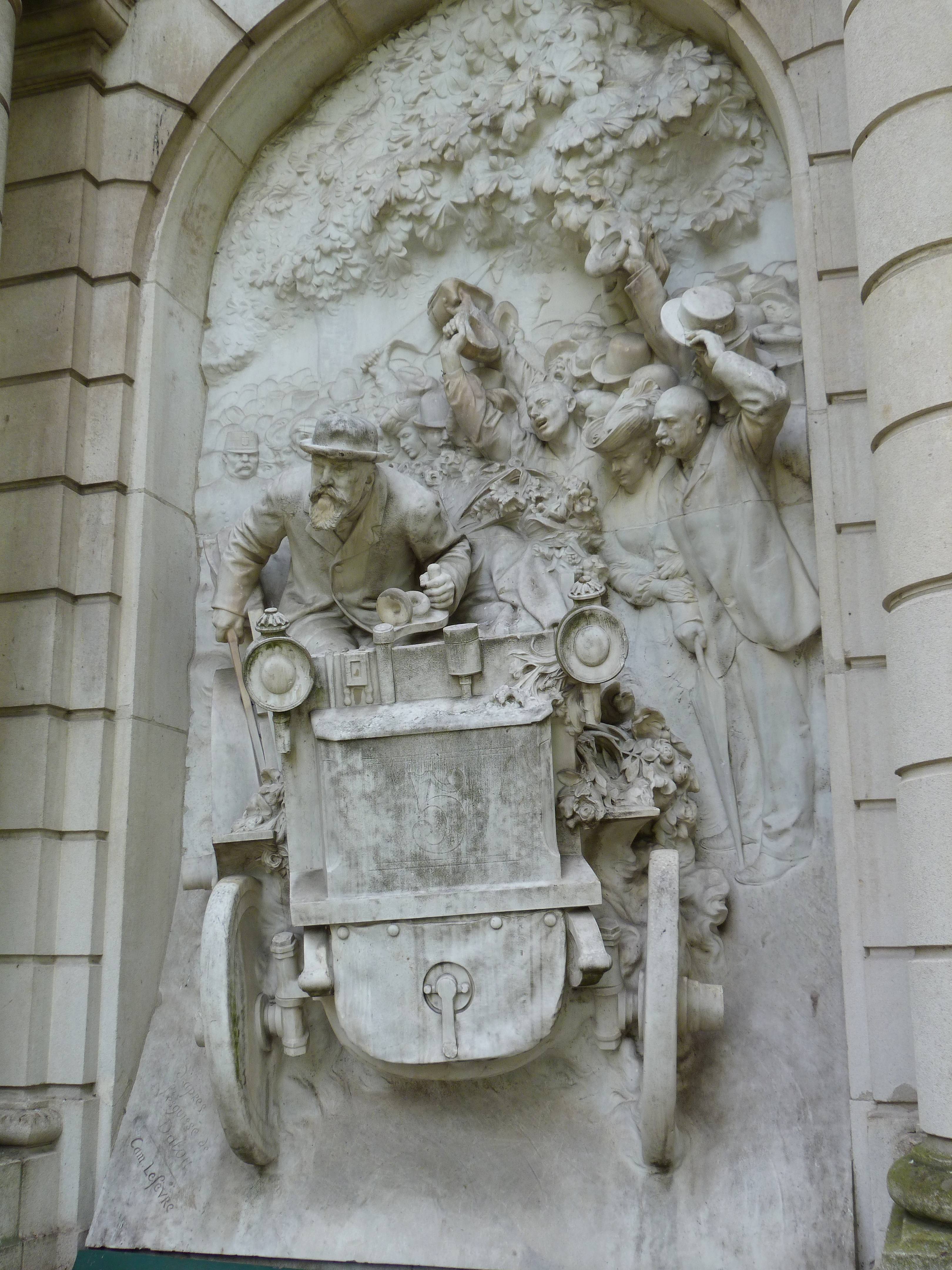

- Monumento a Scheurer-Kestner (1908), Jardín del Luxemburgo.

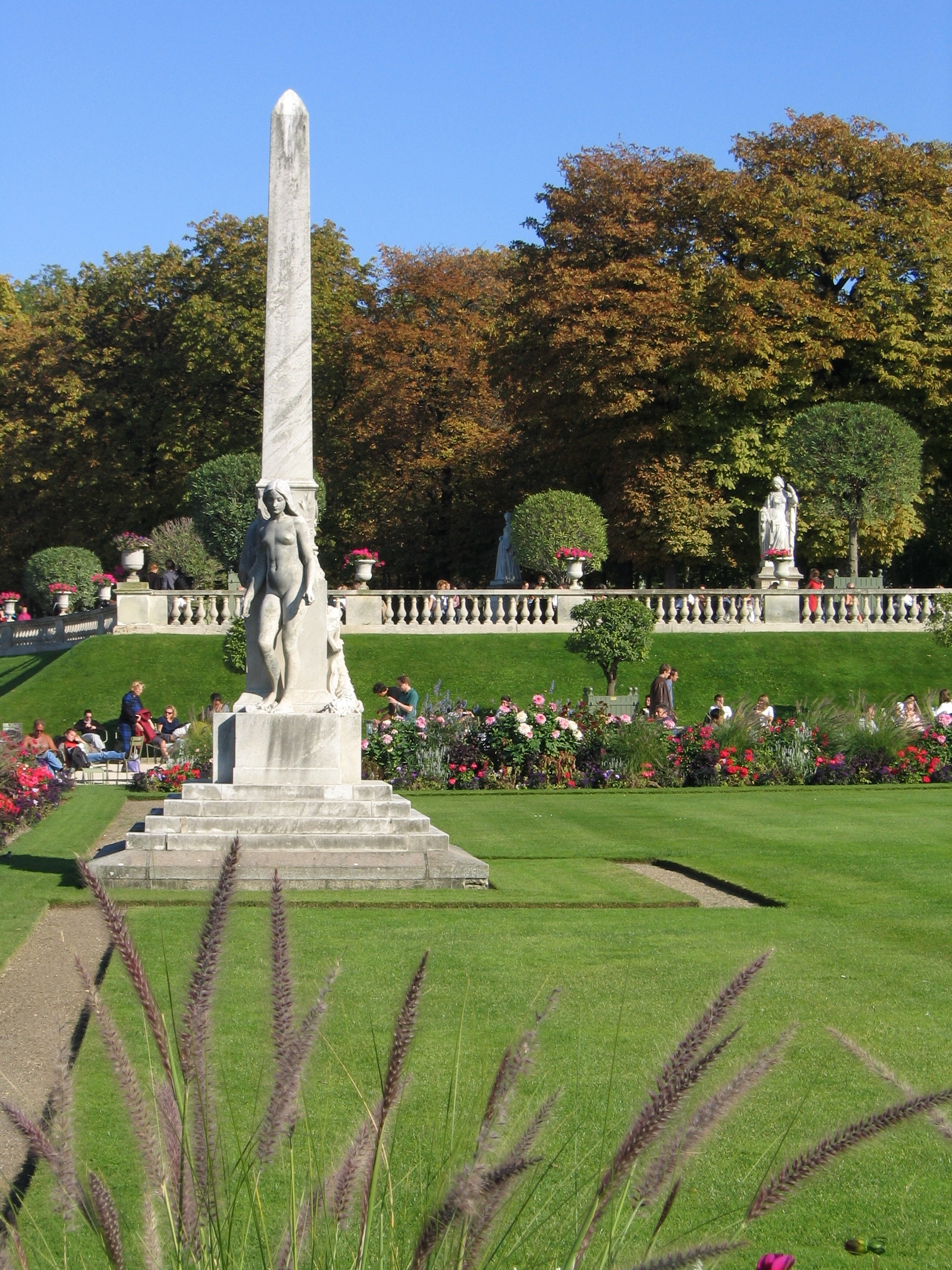
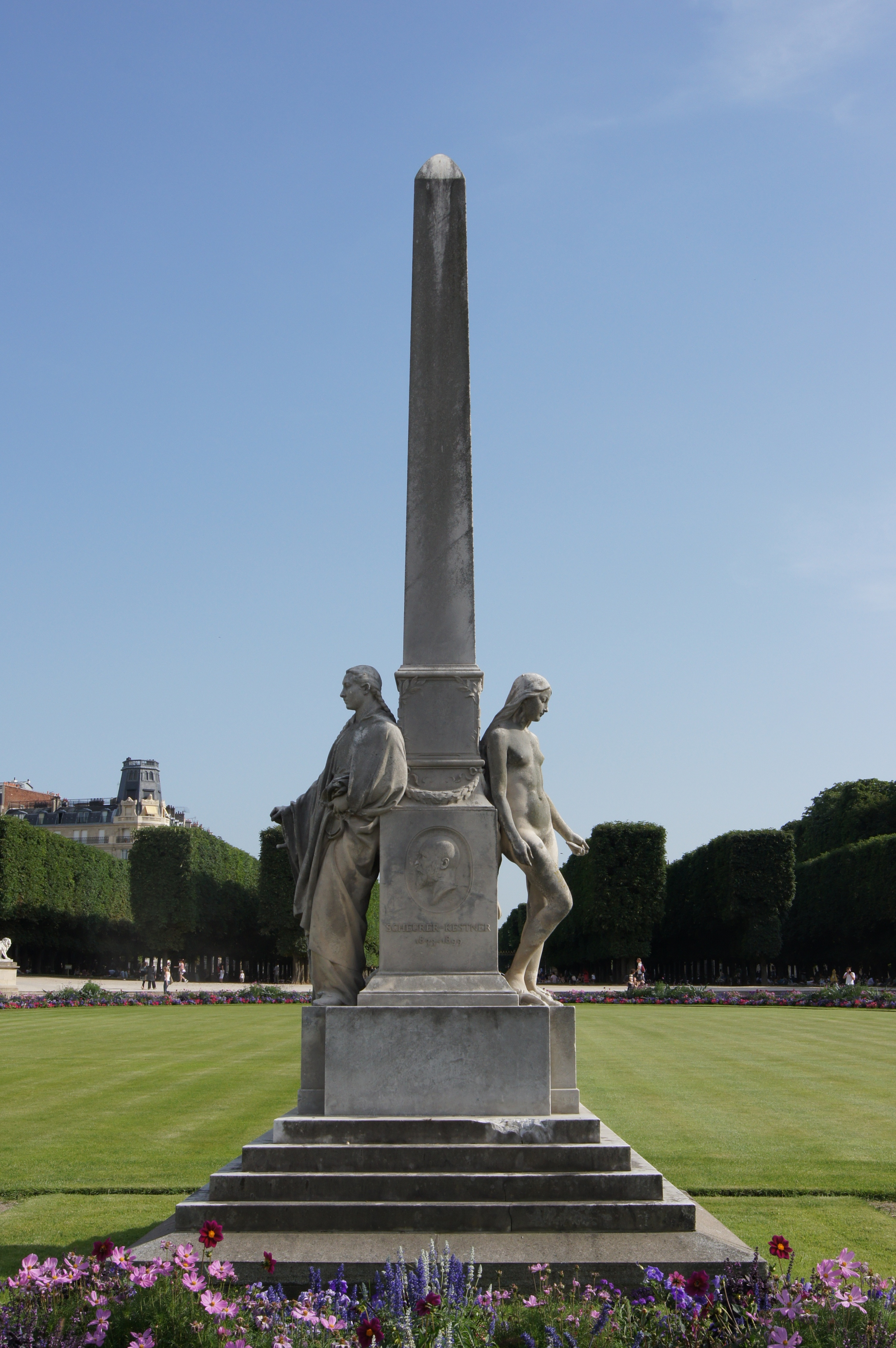

## Obras diversas

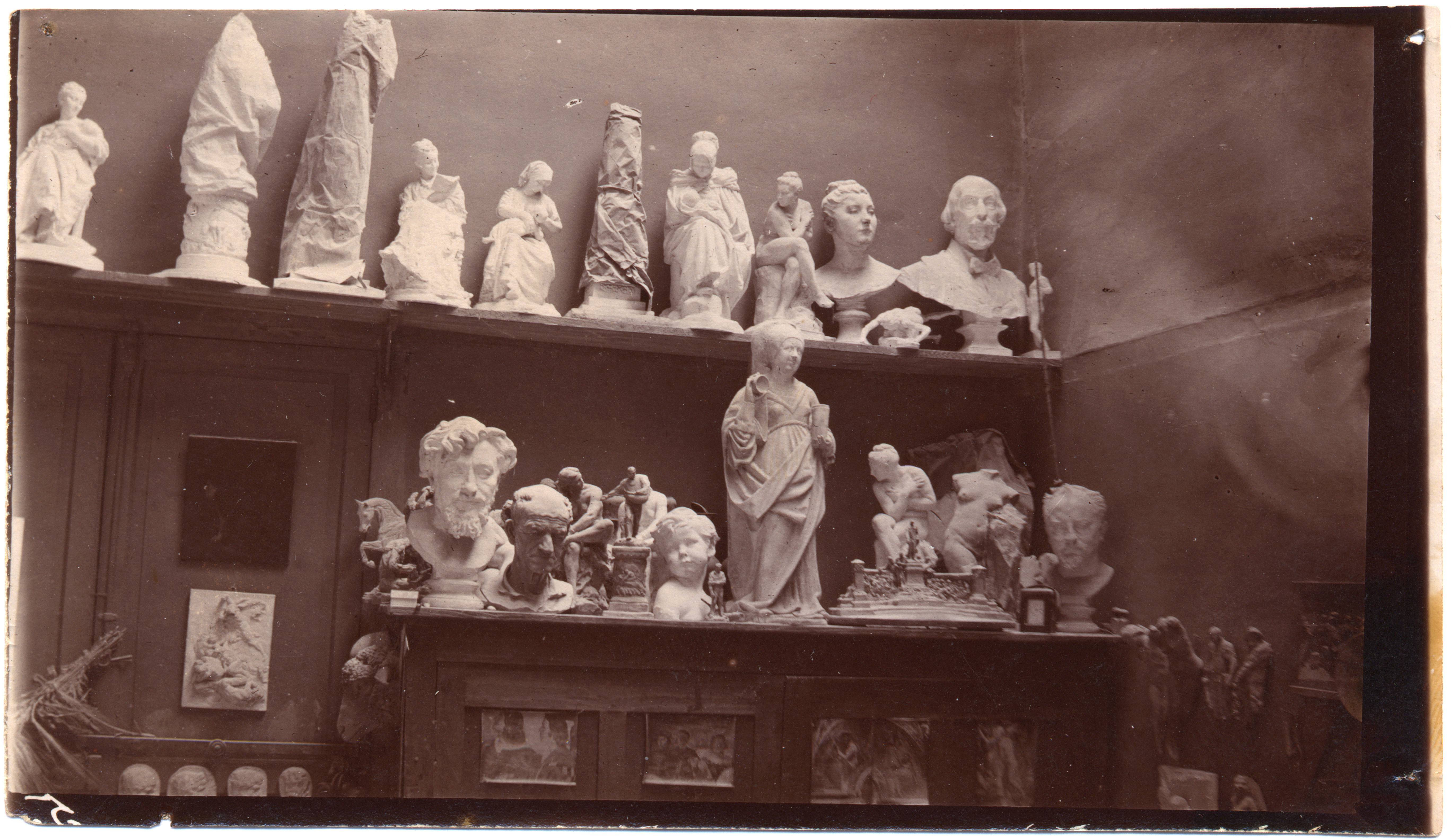
El taller de Dalou hacia 1902-1905

- Todos los fondos del taller de Dalou fueron adquiridos en 1905 por el museo del Petit Palais de París.
- Musée d'Orsay[14]

- Lectora - Liseuse, hacia 1875, terracota ()
- Mujer desnuda en un sillón leyendo

Femme nue lisant dans un fauteuil, 1878, bronce
- Trabajador de pie sosteniendo una pala

Travailleur debout tenant une bêche, bronce
- Tonelero con cuerdas

Tonnelier avec des cordes, bronce
- Afilador de hoces

Rebatteur de faux, bronce
- Grand Paysan Gran Campesino, bronce

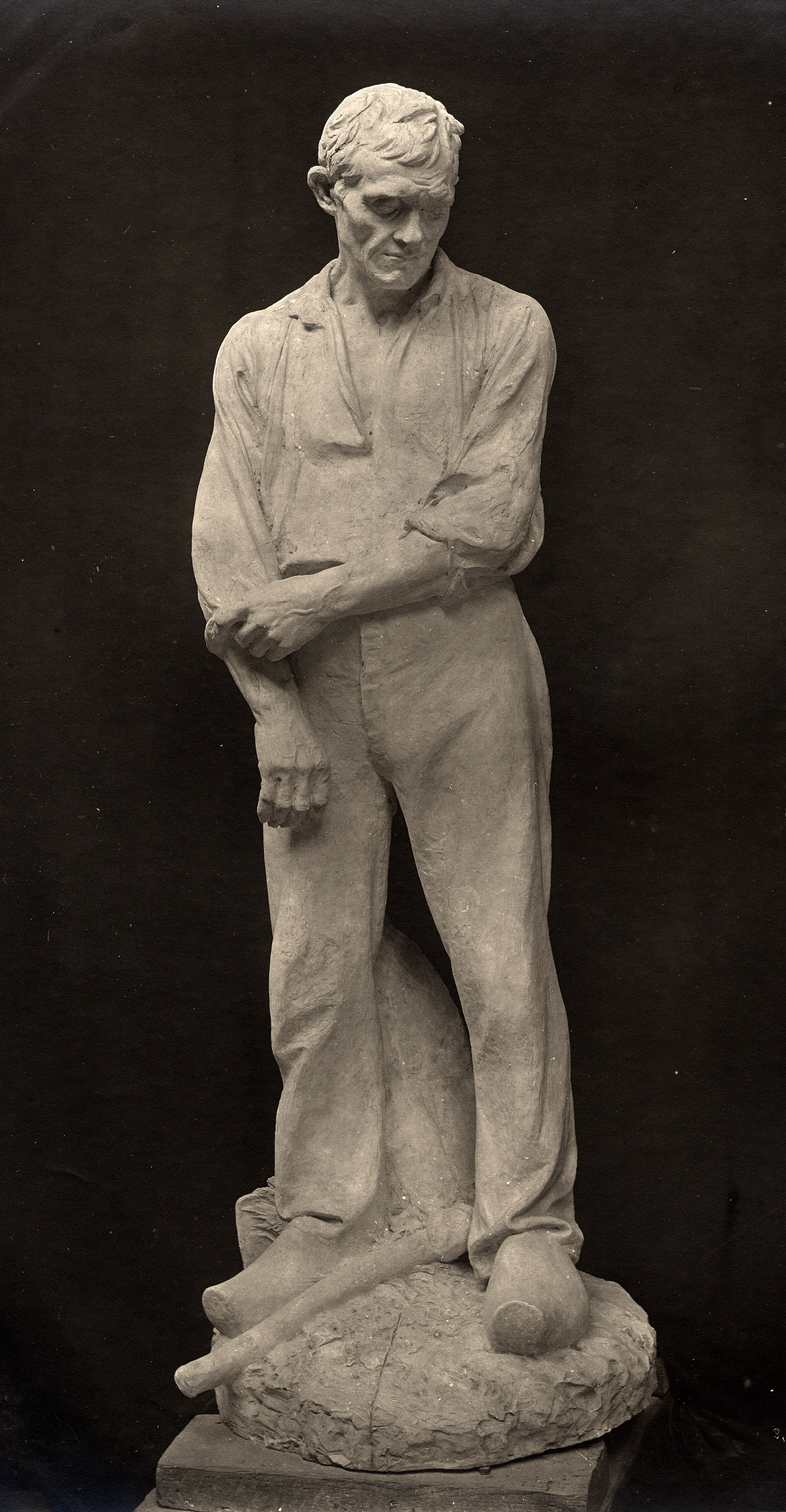
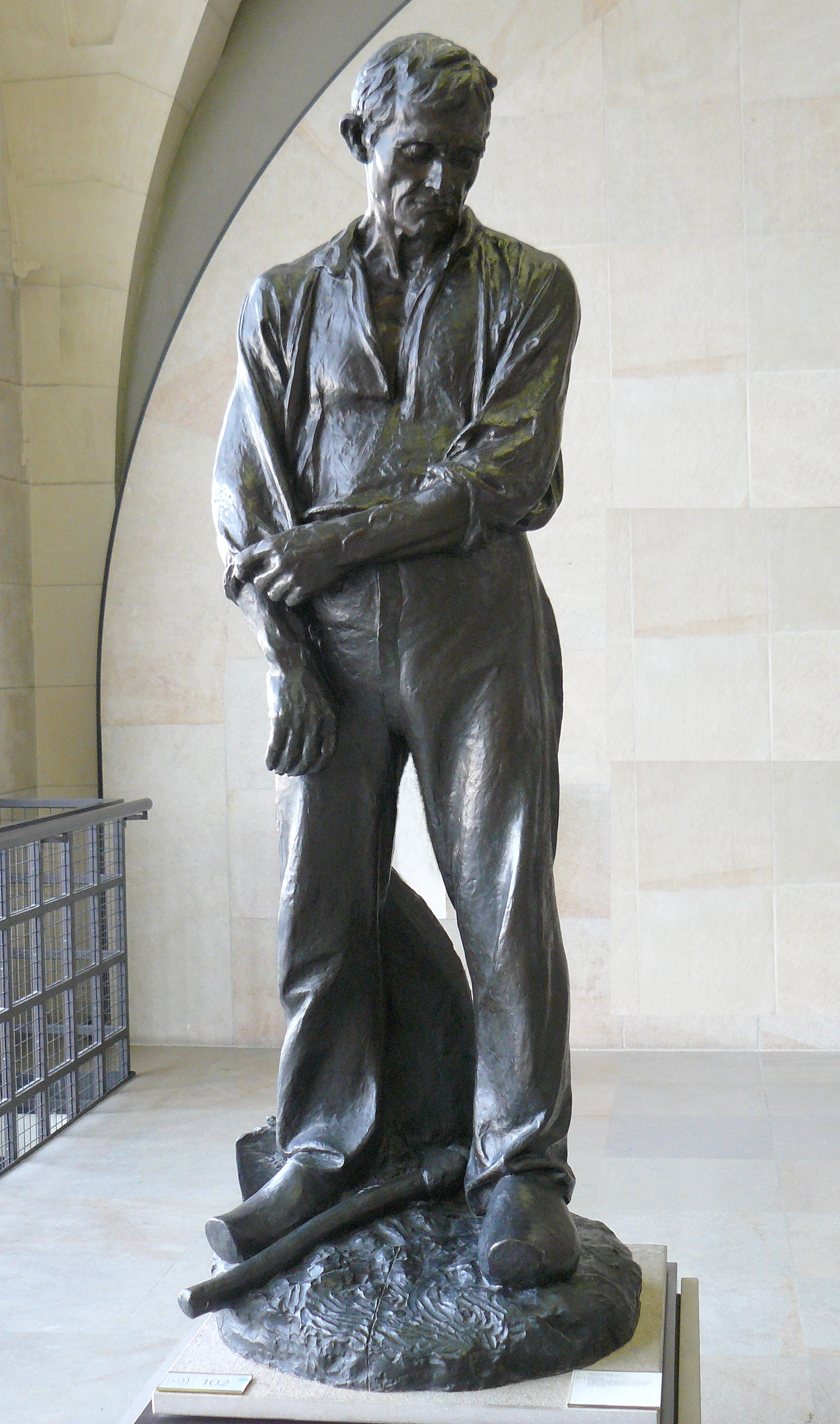

- Esculturas monumentales para la fachada del hôtel Menier. Construido por el arquitecto francés Henri Parent entre 1870 y 1872, está decorado con esculturas de Dalou, que trabajó a cuenta del escultor-decorador Eugène Pierre Lefebvre; el edificio se levanta en el número 5 de la Avenida Van Dyck, 8 Distrito, con vistas al Parque Monceau de París.

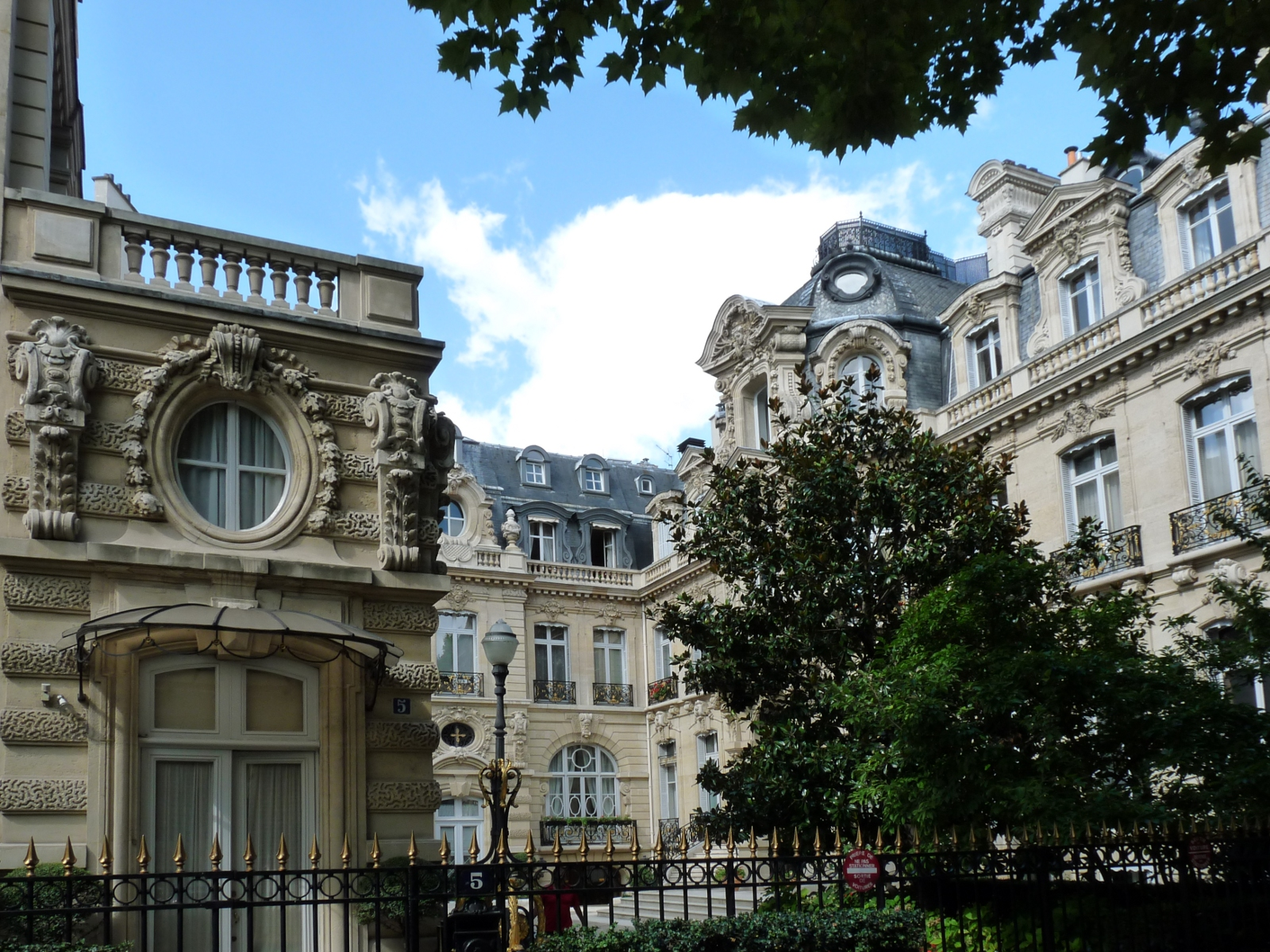

- Estatua de Lavoisier en Blaye-les-Mines, departamento de Tarn - Mediodía-Pirineos.
- La Renommée, 1886, bronce, museo Bonnat-Helleu[16]
- Leones del Puente Alejandro III en París.

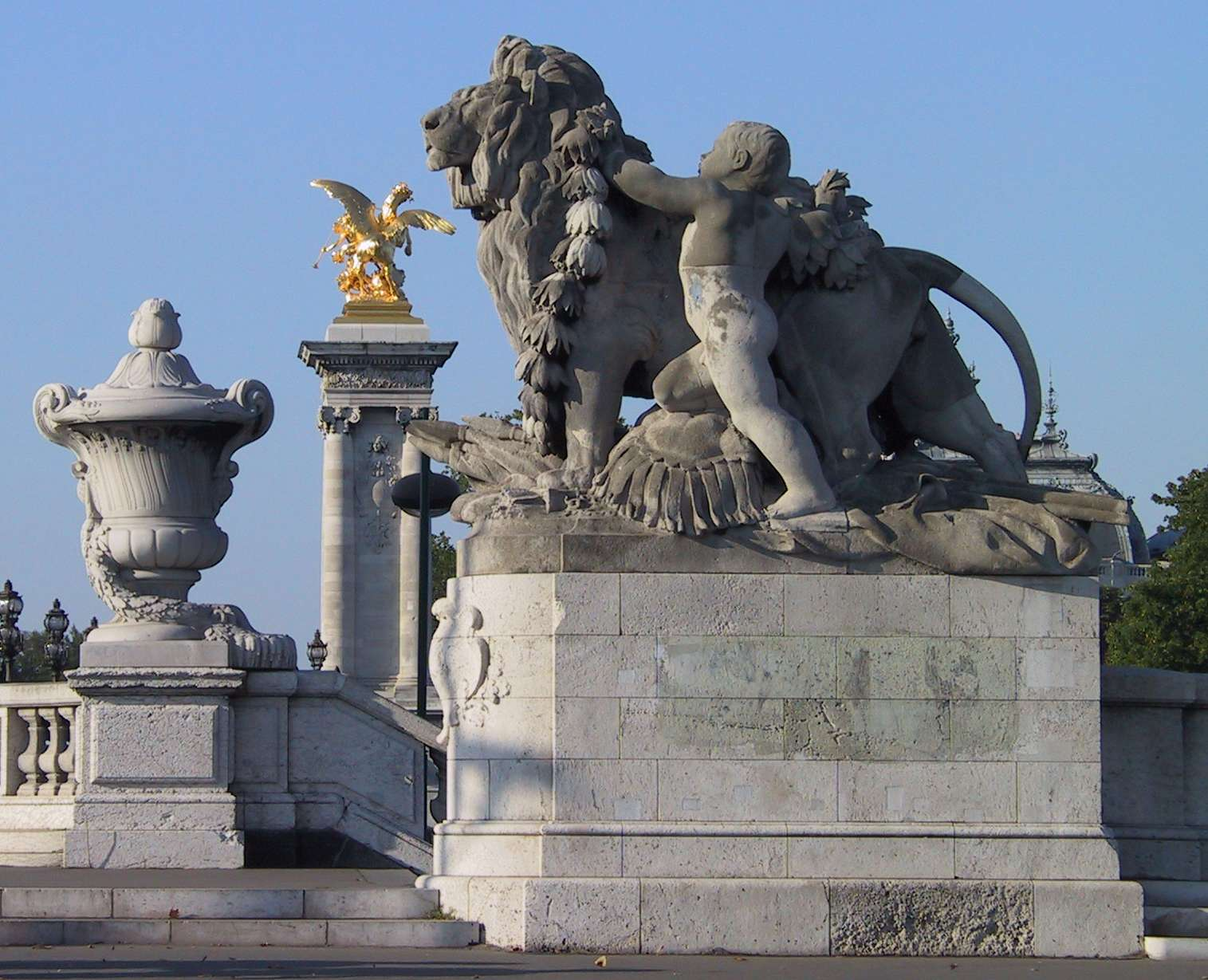
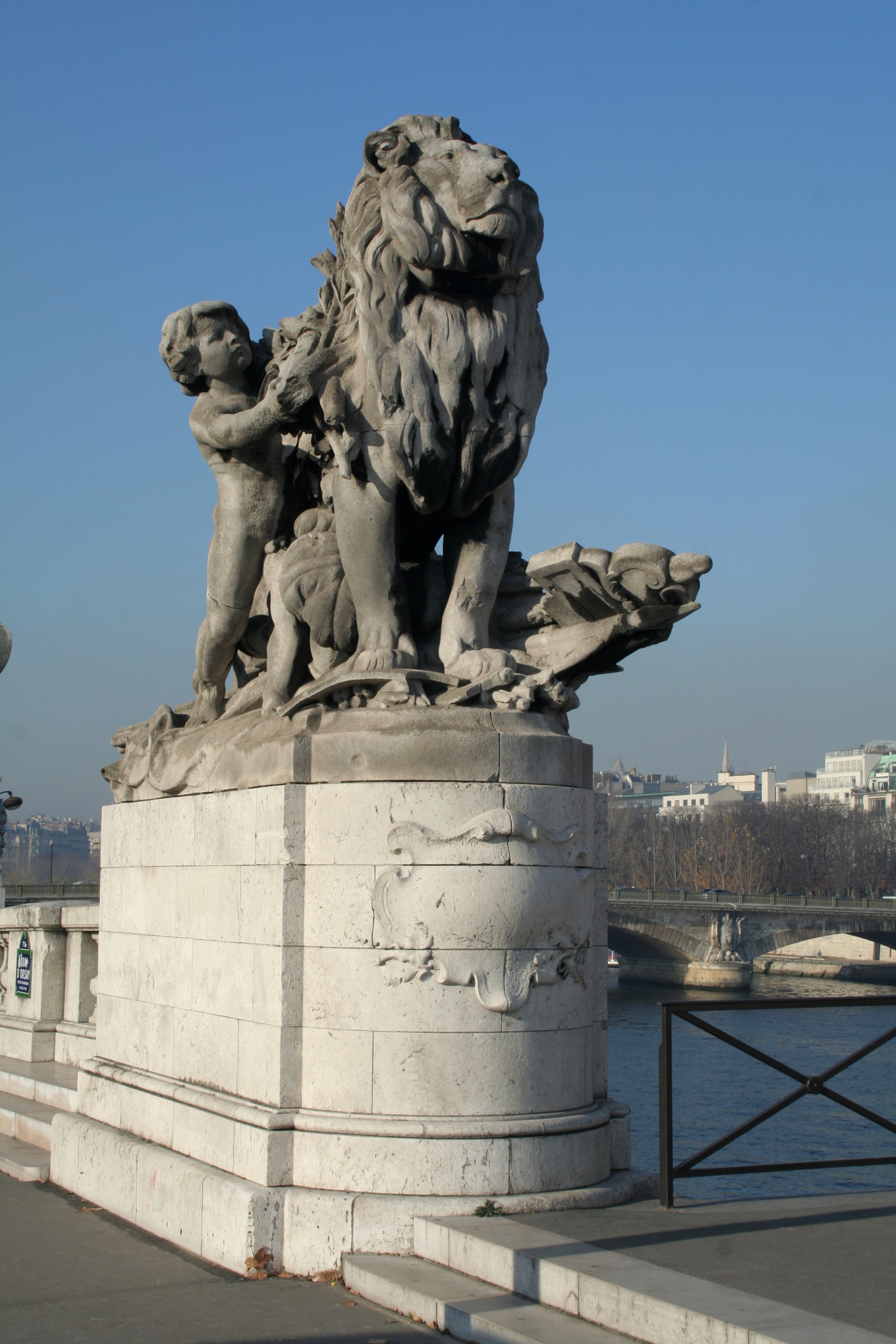

## Homenajes

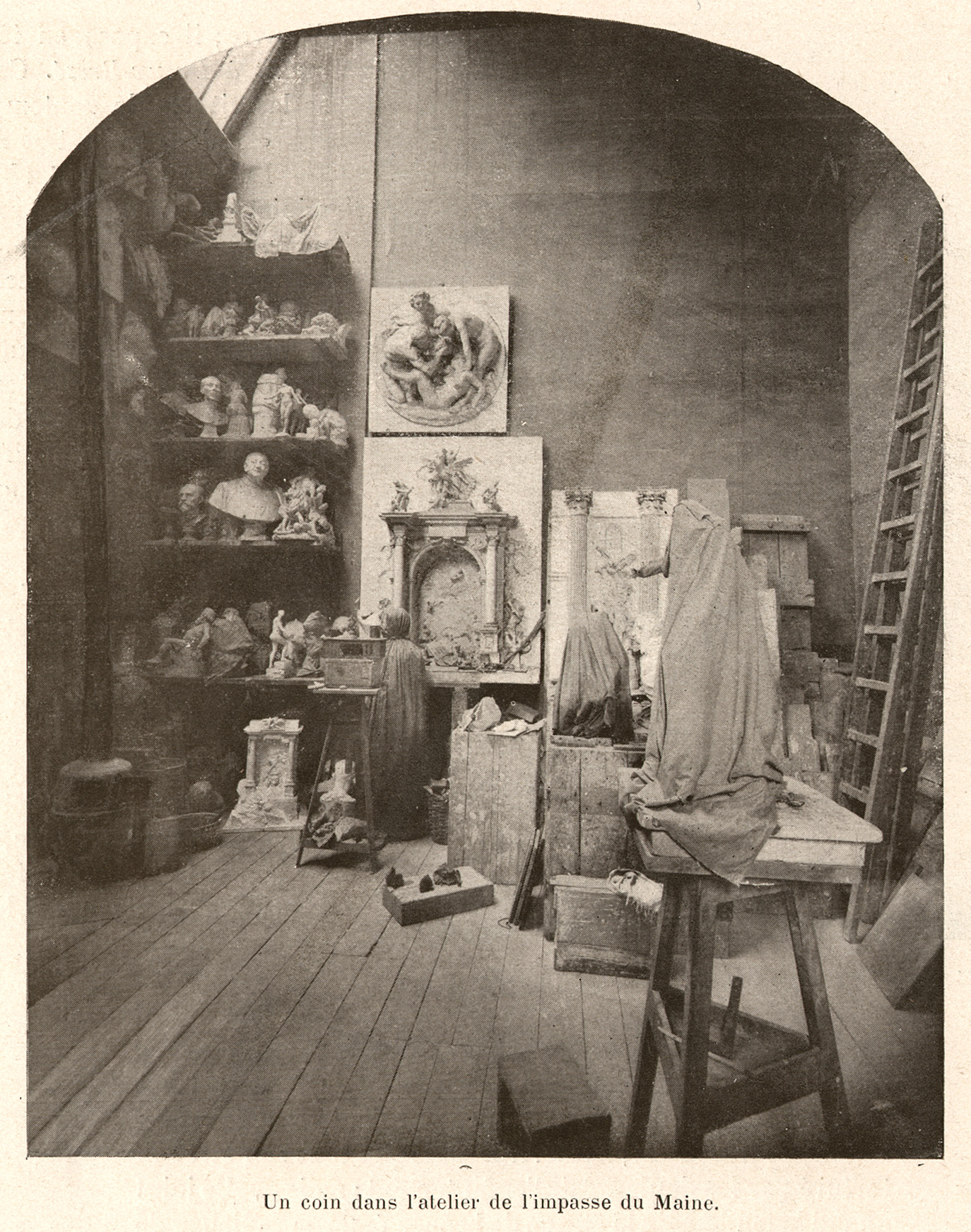
El taller de Dalou en 1899

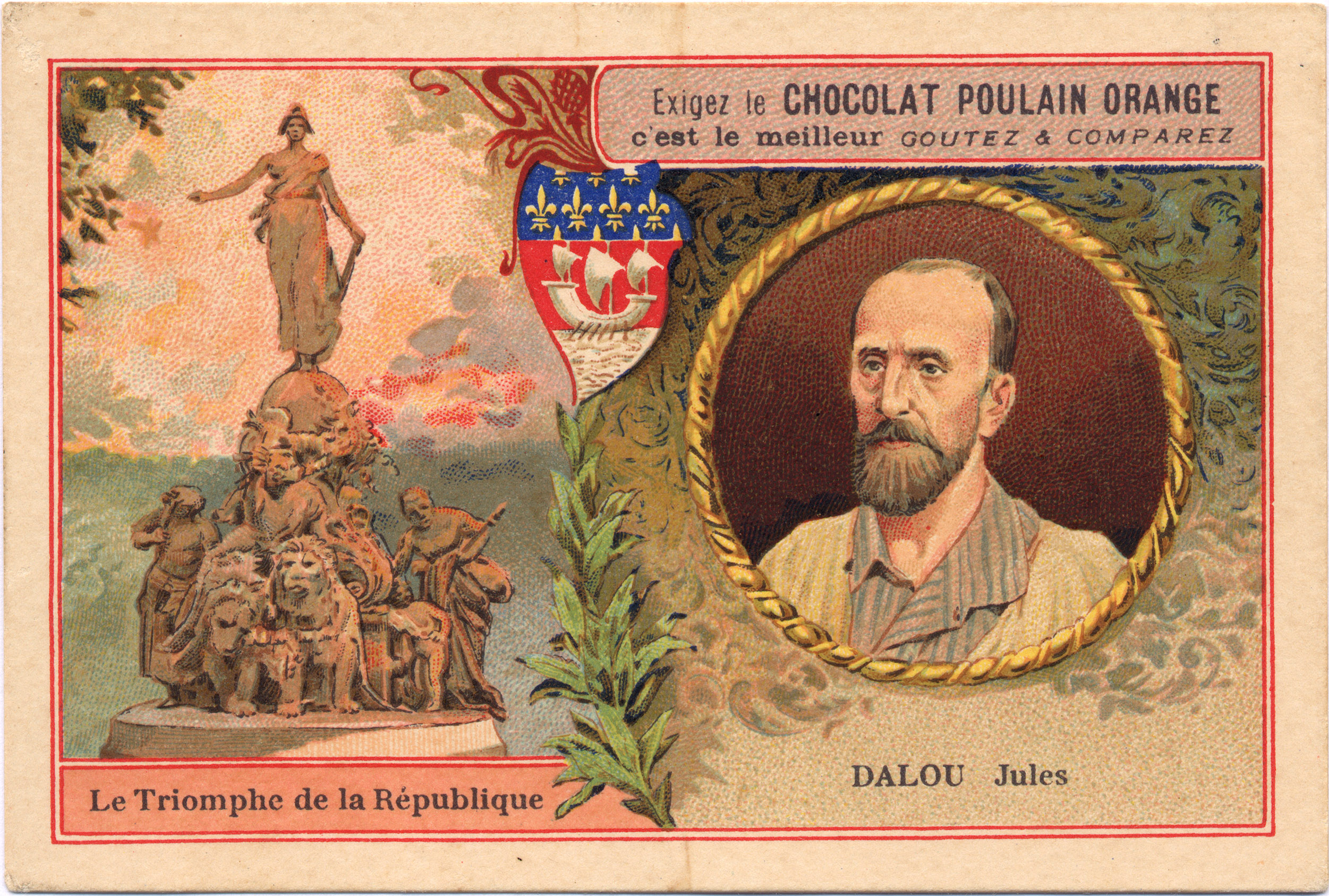
Envoltorio del Chocolat Poulain: Dalou y Le Triomphe de la République

Jules Dalou fue nombrado comendador de la Legión de honor por el presidente de la República Émile Loubet durante la inauguración del Triomphe de la République, plaza de la Nación en París, el 20 de noviembre de 1899.
Los municipios de París (rue Dalou (fr-), 15 Distrito), Béziers, Brive-la-Gaillarde, Évry, La Rochelle, Malakoff, Perpiñán, Toulouse y Vitry-sur-Seine le han dedicado vías urbanas portando su nombre.
El nombre del café-brasserie Le Dalou, en el nº30, plaza de la Nación, 12 Distrito de París constituye un homenaje más popular.